# Concarneau
Concarneau [kɔ̃.kaʁ.no] (en breton Konk-Kerne) est une commune du département du Finistère dans la région Bretagne en France.
Troisième commune du département par sa population, chef-lieu d'un canton et d'une communauté d'agglomération, Concarneau, qui inclut les anciennes communes de Beuzec-Conq et Lanriec, est une ville située sur la côte cornouaillaise dans la baie de La Forêt.
La ville s'est constituée au Moyen Âge à partir de la ville close située dans l'estuaire du Moros. Cet abri naturel a permis le développement du septième port de pêche français en tonnage débarqué et d'importants chantiers navals.

## Géographie

### Localisation

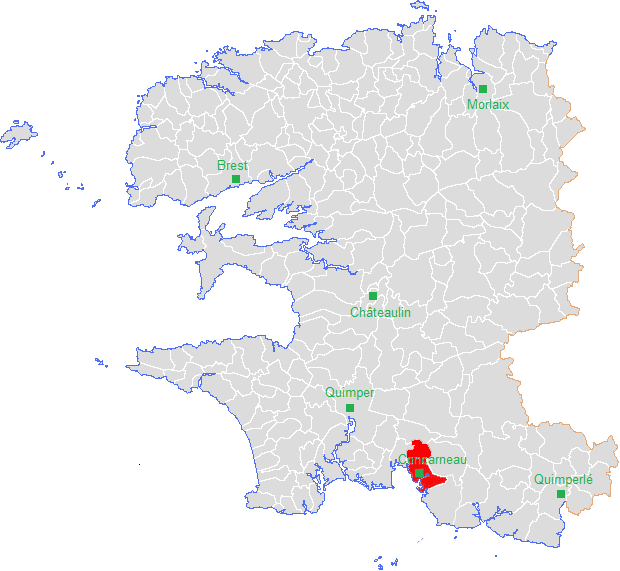
Localisation de la commune de Concarneau dans le Finistère.

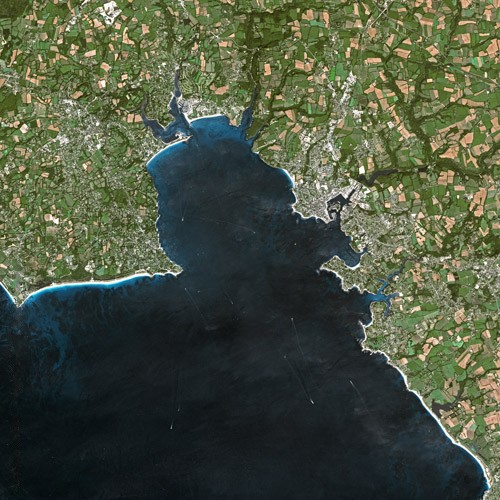
Concarneau vue par le satellite Spot.

| - OpenStreetMap Limite communale. |

La commune de Concarneau est située dans le sud du département du Finistère, dans l'ouest de la région Bretagne. Elle est la troisième commune du département par sa population et la principale de l'aire urbaine de Concarneau, qui regroupe deux communes et 27 031 habitants en 2007. Son unité urbaine regroupe les communes de Concarneau et Trégunc. Concarneau est située à 19 km de Quimper, 44 km de Lorient, 71 km de Brest, 169 km de Rennes et 475 km de Paris.

### Communes limitrophes
| La Forêt-Fouesnant | Saint-Yvi        | Melgven |
| Océan atlantique   | Concarneau       | Melgven |
| Océan atlantique   | Océan atlantique | Trégunc |

La ville est née dans l'ancienne île fortifiée, "Ville Close" rattachée au continent par un pont fortifié, et située au milieu de la ria du Moros où s'est développé le port, principalement sur la rive droite, même si des extensions urbaines existent sur la rive gauche — Le Passage-Lanriec, Le Cabellou. Le front de mer, situé plus à l'ouest, le long de l'océan Atlantique, est formé de plusieurs plages : plage des Dames, plage des Sables blancs, etc., C'est essentiellement une station balnéaire tout le long de la corniche.

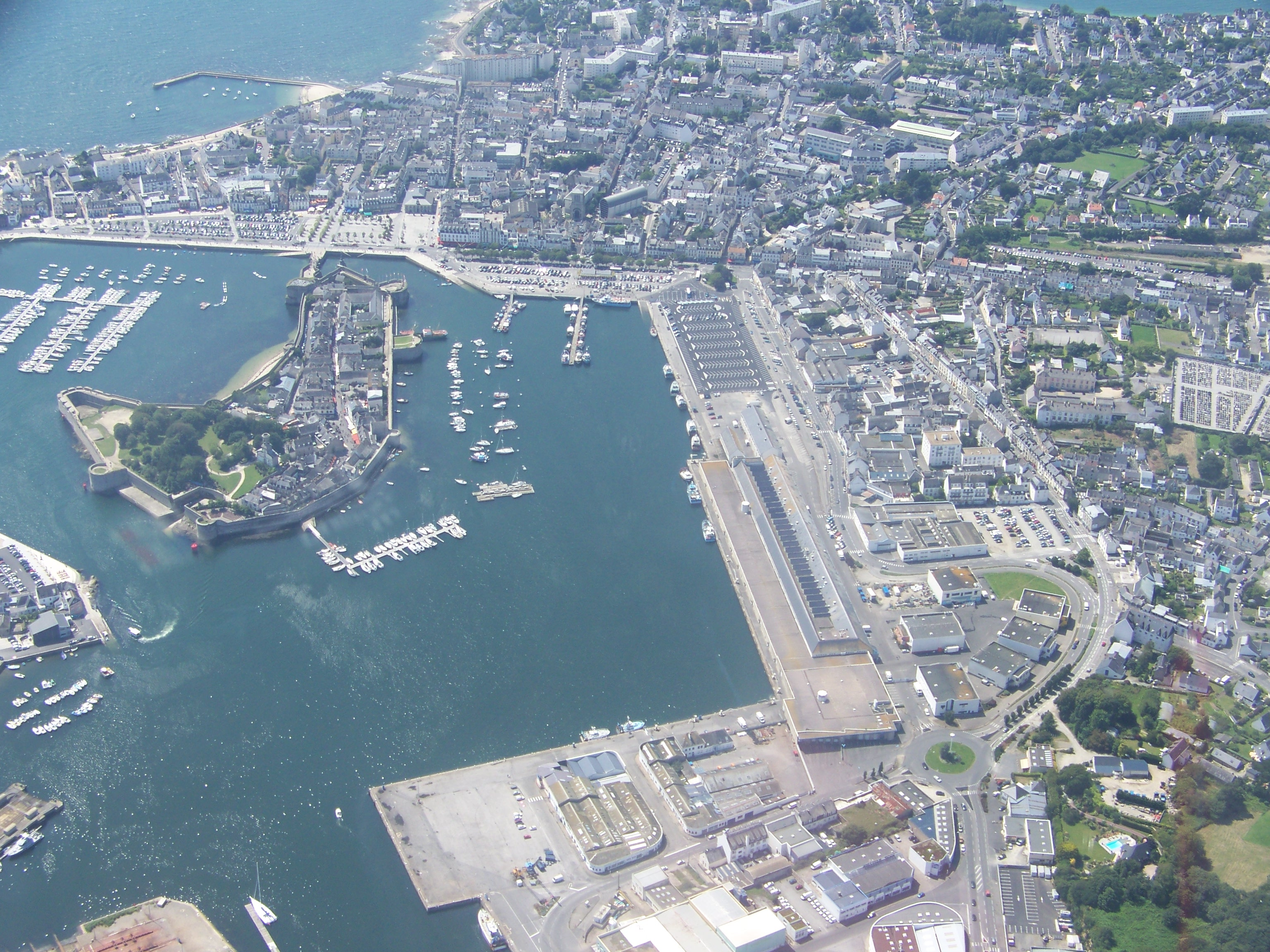
Vue générale aérienne.
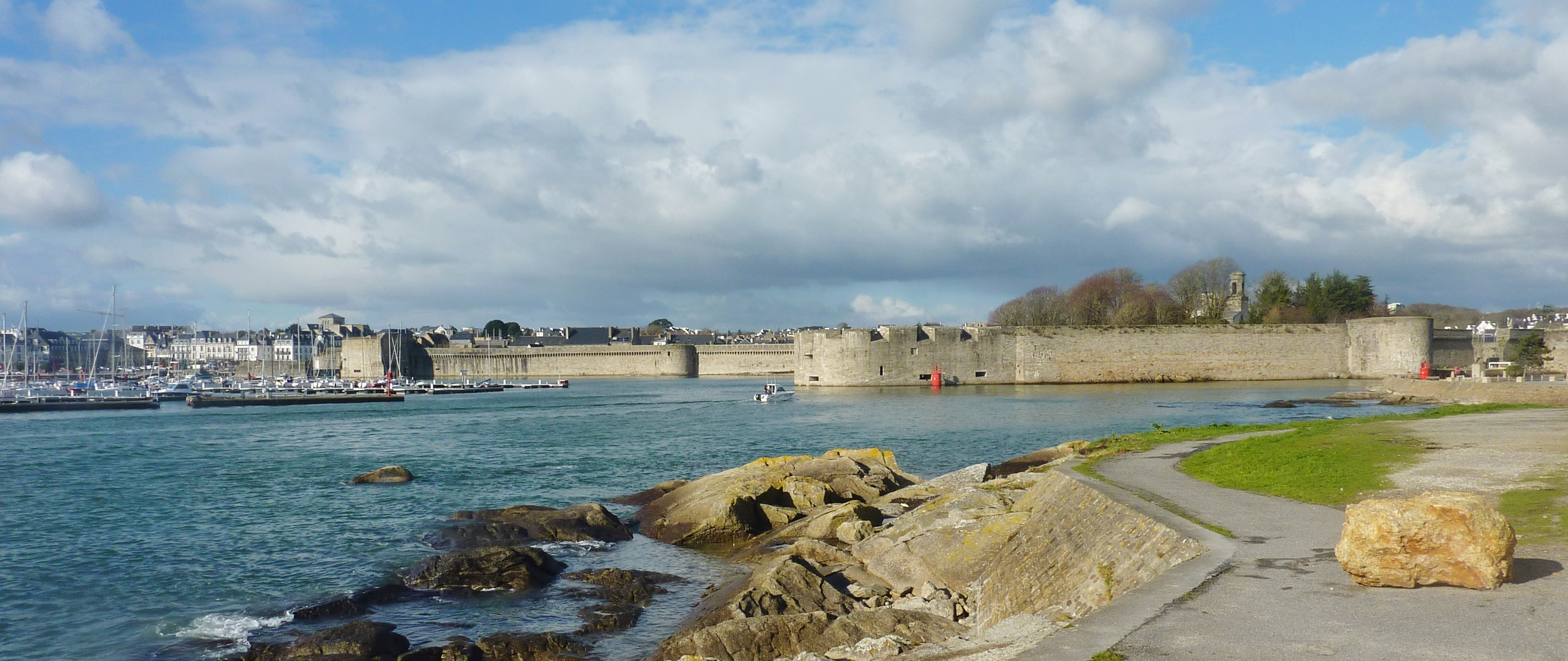
La « Ville close » et ses remparts vue du Passage-Lanriec.
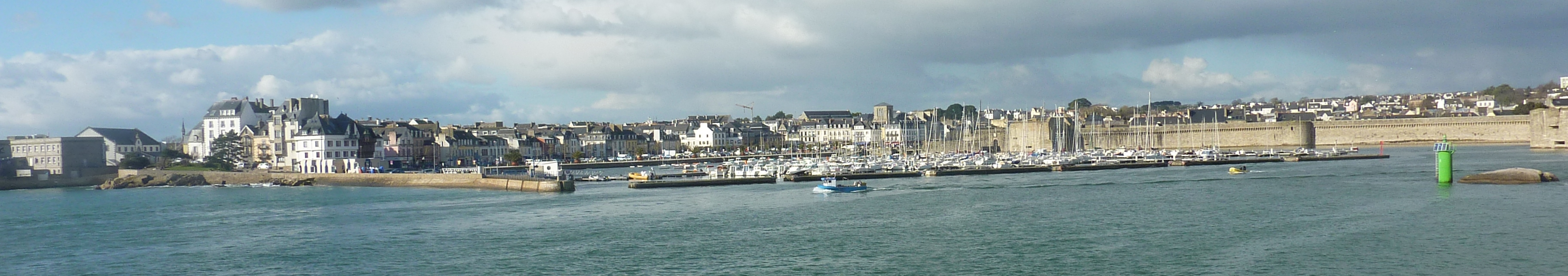
Concarneau vue du Passage-Lanriec.

Vue panoramique de Concarneau depuis le Cabellou.

### Géologie et relief
La commune, littorale et légèrement vallonnée, a des altitudes basses allant de 0 mètre (côte) à 106 mètres (au nord). La partie Nord est la plus élevée, la partie Sud-Ouest la plus basse. Le littoral est très découpé, avec du nord au sud l'anse Saint-Laurent (rive gauche, la rive droite faisant partie de la commune de La Forêt-Fouesnant) et l'Anse Saint-Jean, séparées par la Pointe de Stang Bihan, un espace boisé propriété du Conservatoire du littoral, les plages des Sables Blancs, de Cornouaille, des Dames, la presqu'île de la Ville close, l'anse de Kersaux, la pointe du Cabellou. Concarneau est située sur le littoral de la baie de La Forêt.

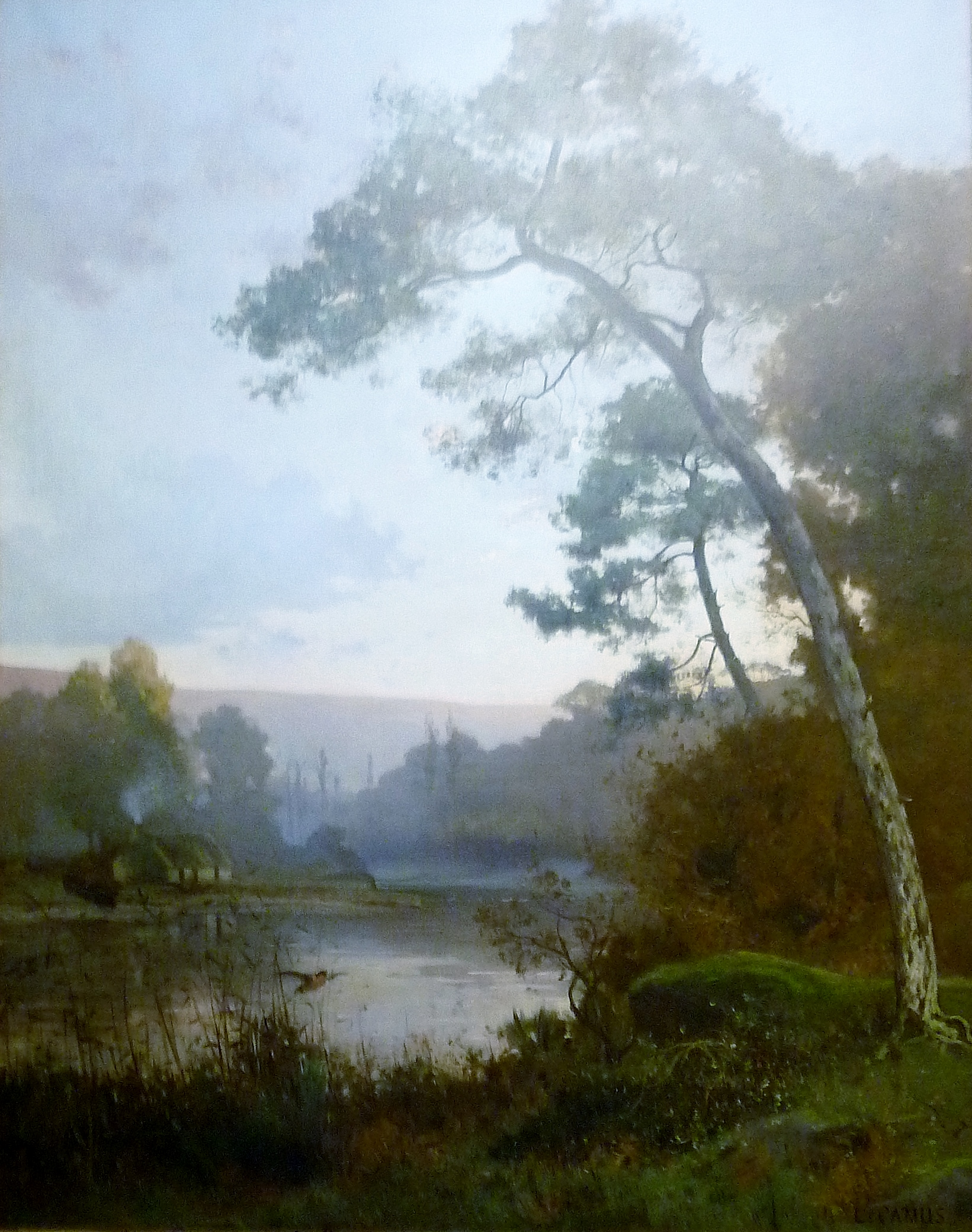
Louis Le Camus : L'Anse Saint-Laurent (1883, musée des beaux-arts de Quimper).
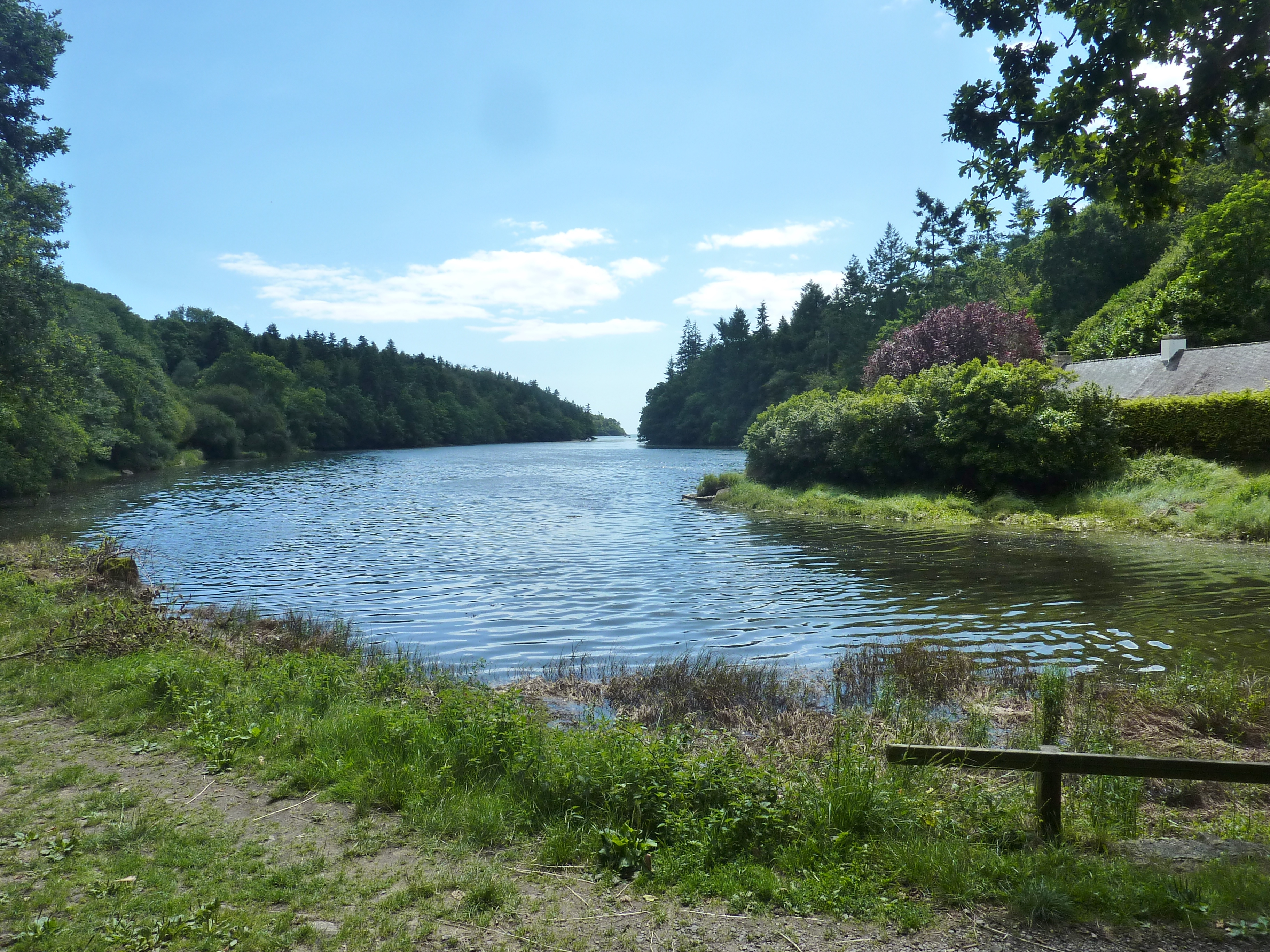
L'Anse Saint-Laurent à marée haute.
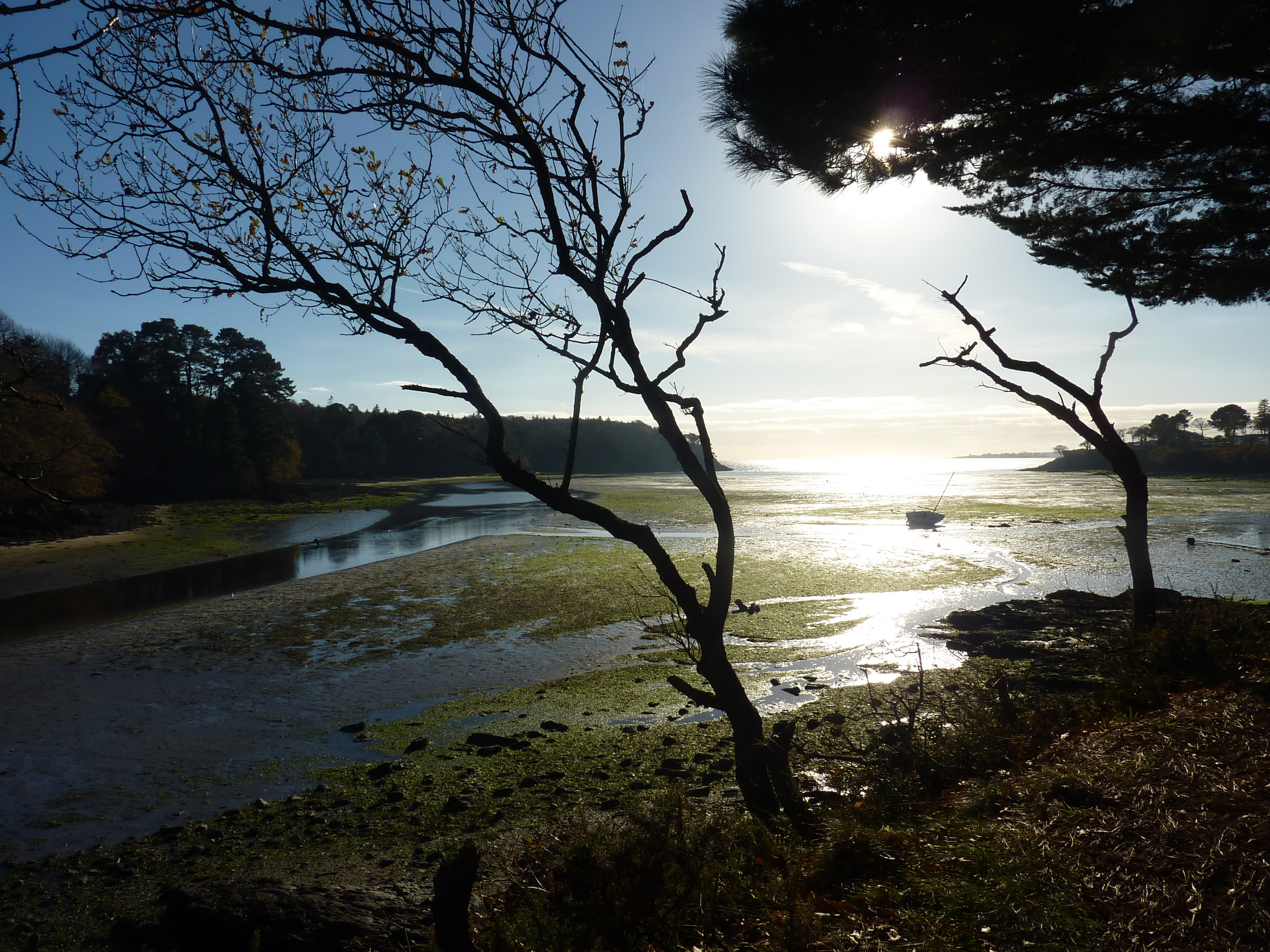
L'Anse Saint-Laurent au soleil couchant et à marée basse.
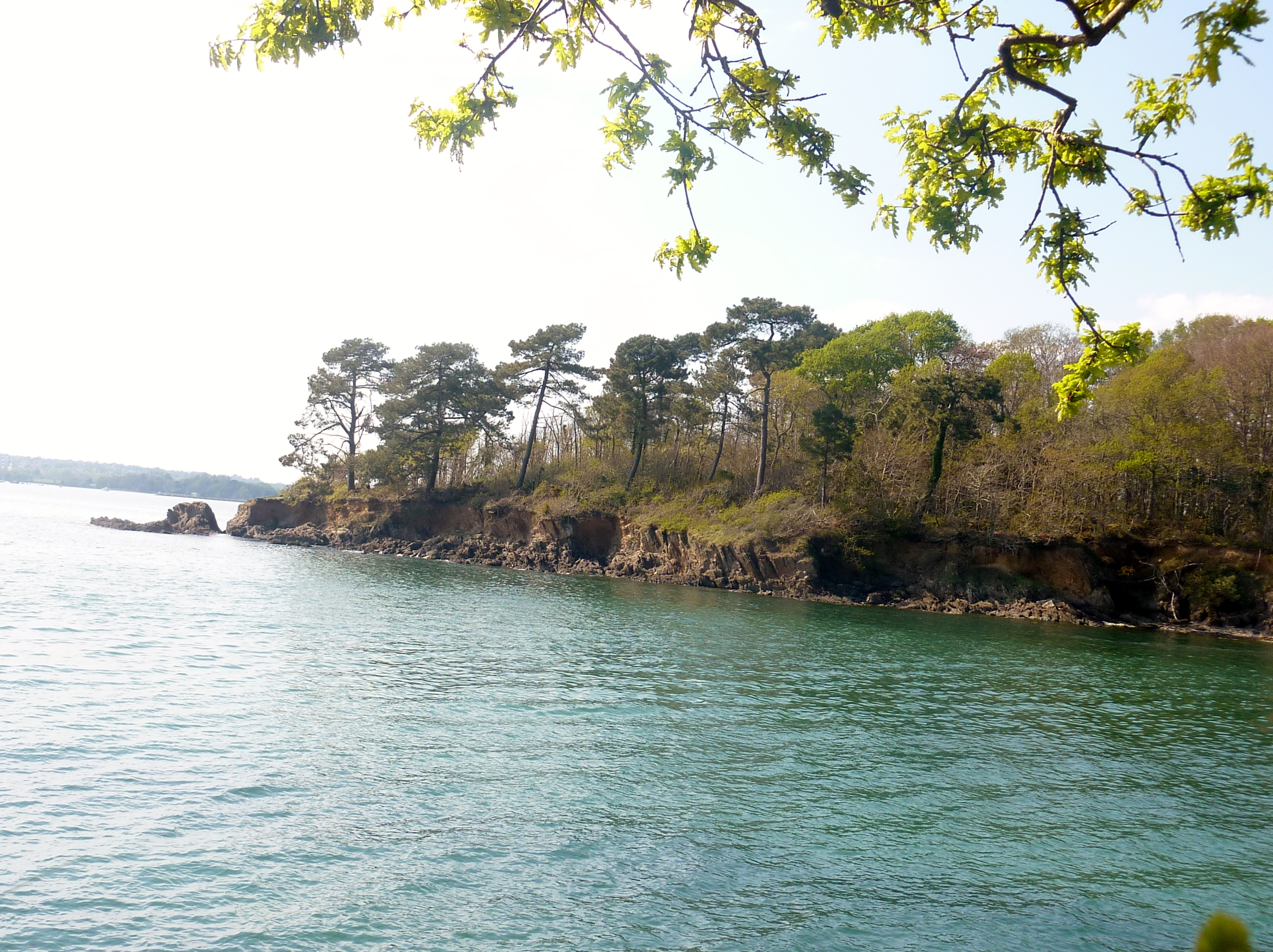
La Pointe de Stang Bihan vue de la rive gauche de l'Anse Saint-Jean.
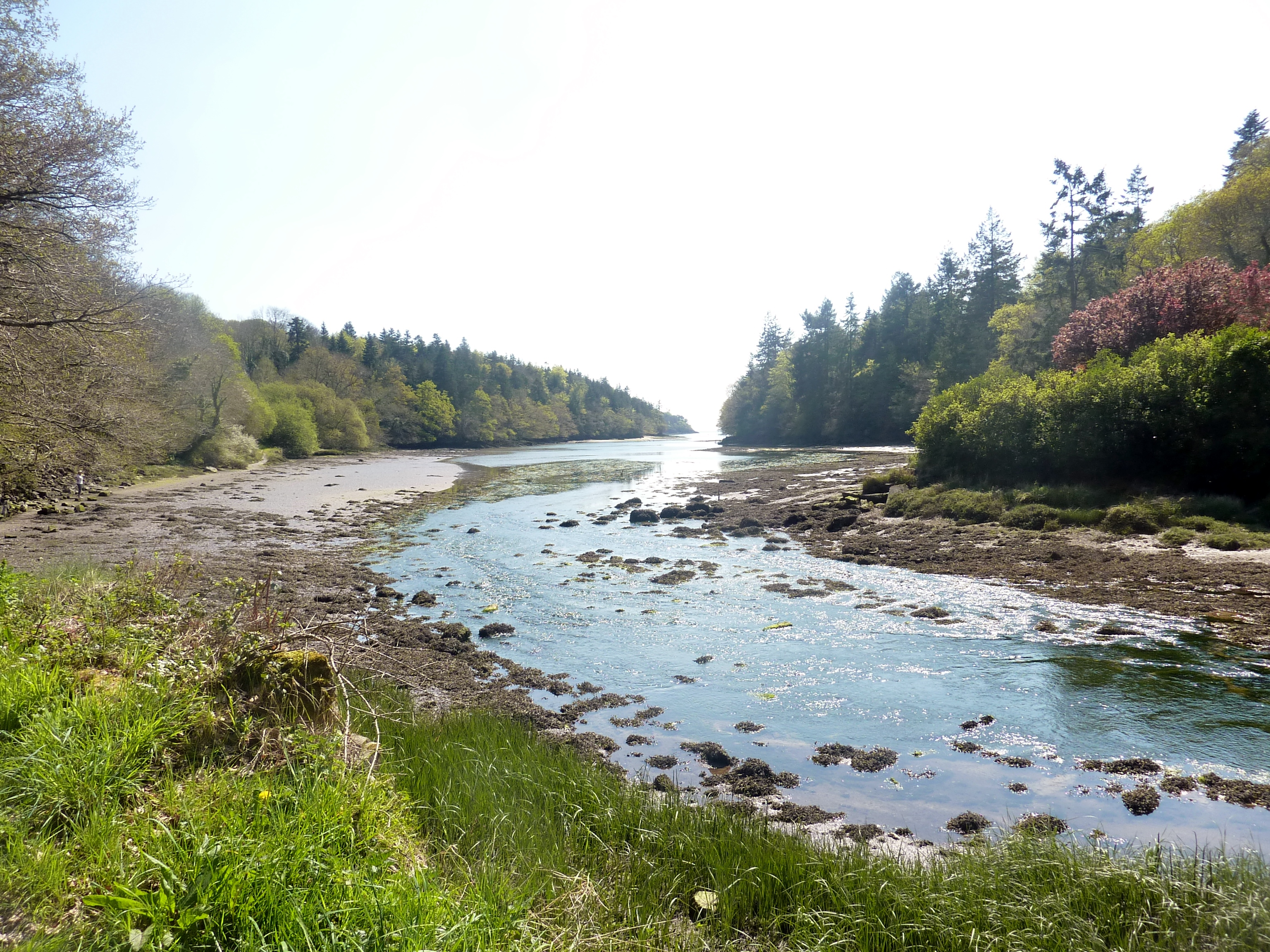
L'Anse Saint-Jean à marée basse.
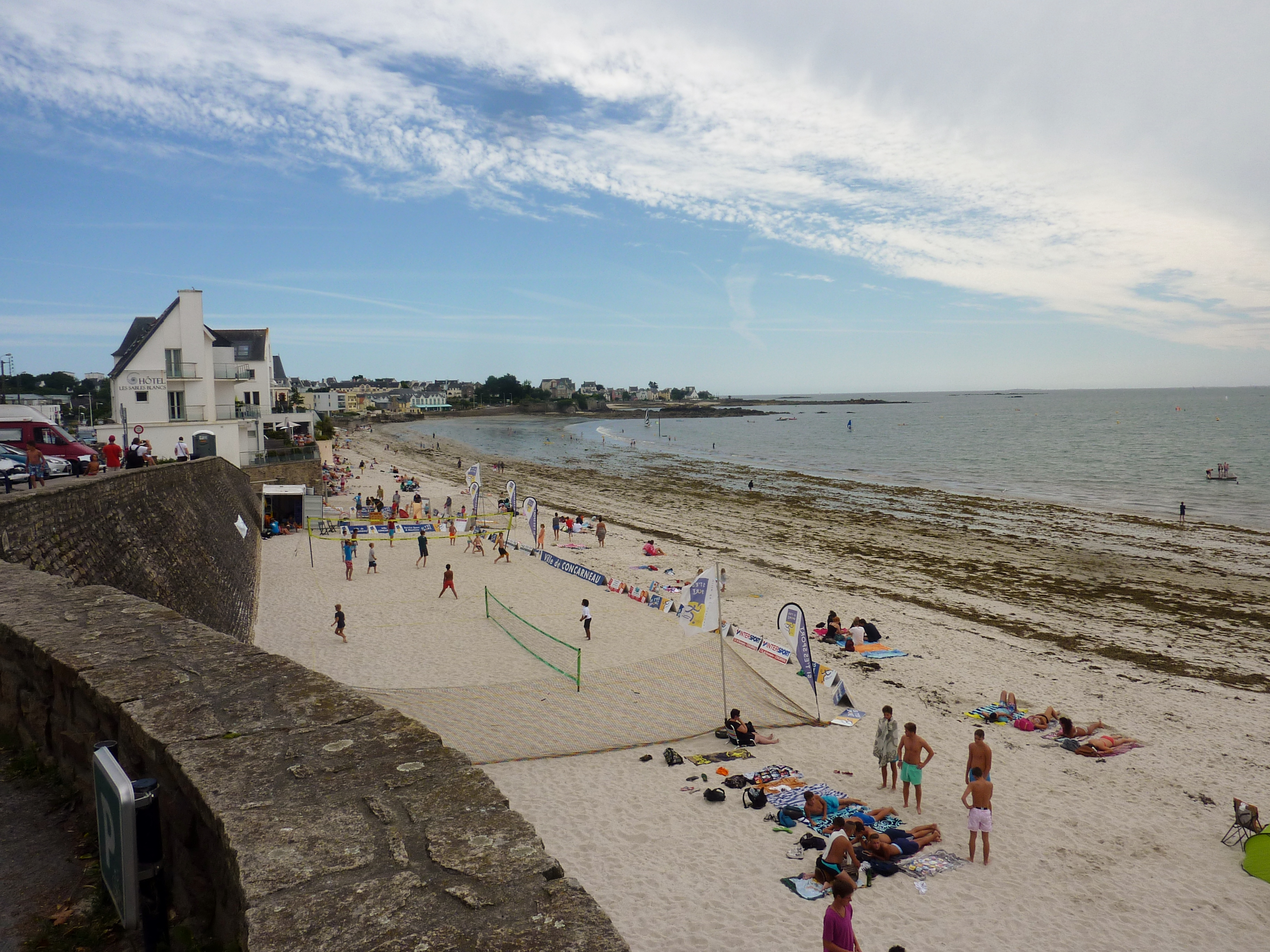
La plage des Sables Blancs.
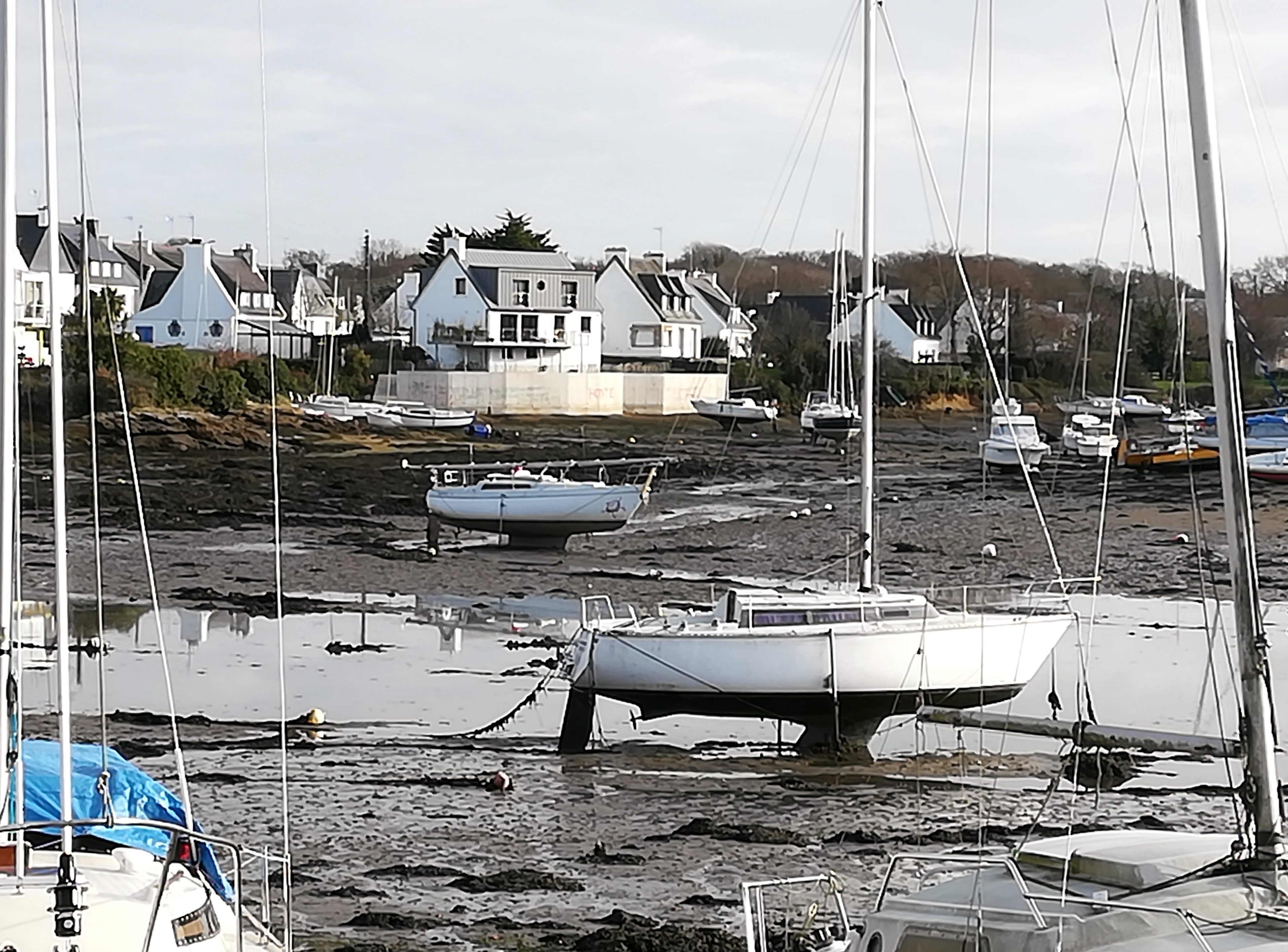
L'Anse de Kersaux à marée basse.

Géologie du Massif Armoricain ; Concarneau est au sud des failles, au sud-ouest.

La commune se situe à quelques kilomètres au Sud des grandes failles du Massif armoricain allant de Quimper à Nantes. Le socle est composé de granite, une roche intrusive hercynienne (400 à 245 millions d'années) au Sud, mais également de nappes du Paléozoïque inférieur (570 à 400 millions d'années) au Nord. Au centre et à l'Ouest se trouvent des roches sédimentaires, de l'Ordovicien (environ 460 millions d'années) et du Silurien (environ 420 millions d'années).
Lors des marées de vives-eaux, des vestiges d'une forêt engloutie (17 troncs de chêne) estimée dater d'entre 5 000 et 1 000 avant J.-C. affleurent devant la plage des Sables-Blancs.
La Ville close de Concarneau est régulièrement envahie par les eaux lors de marées à fort coefficients. Dans ce cadre, la porte aux vins de la cité dispose d'un batardeau pour éviter d'inonder la ville, celui-ci peut néanmoins rompre lors de fort coups de vents.  

### Le risque de submersion marine
Selon un index global correspondant à l'agrégation de 5 critères effectué en 2011 par l'Observatoire National des Risques Naturels, Concarneau est la cinquième commune du Finistère, après Penmarch, Île-Tudy, Treffiagat et Landerneau, la plus exposée au risque de submersion marine avec 11,10 % de sa population totale concernée (plus de 2 200 personnes) et 19,17 hectares de bâti exposé au risque de submersion.
Lors des grandes marées des 28 et 29 octobre 2023, les vagues ont envahi la route de corniche, y rendant la circulation impossible, et la « Ville close » a été en partie envahie par la mer, le batardeau de la Porte aux Vins ayant cédé ; d'autres secteurs sont menacés comme le port, et certains secteurs résidentiels du Cabellou et des Sables Blancs. Un exercice grandeur nature est prévu pour tester la réactivité des secours.

### Hydrographie
Pour un article plus général, voir Réseau hydrographique du Finistère.
La commune est située dans le bassin Loire-Bretagne. Elle est drainée par le Minaouët, le Saint Laurent, le Val, l'Hôpital, le ria du Moros, petit fleuve côtier qui se jette dans son port, le zins et divers autres petits cours d'eau,.
Le Saint-Laurent, d'une longueur de 11 km, prend sa source dans la commune de Saint-Yvi et se jette  dans la baie de La Forêt sur la commune et de La Forêt-Fouesnant, après avoir traversé cinq communes. 
Le ruisseau Minaouët constitue la limite communale Sud ; le ruisseau de Saint-Jean coule depuis le nord vers la baie Saint-Jean, appendice de la baie de La Forêt. Le Val est en limite Est et le Saint-Laurent constitue la limite Ouest et une partie des limites au nord-ouest de la commune. D'une longueur de 10 km, prend sa source dans la commune de Melgven et se jette  dans la Mer Celtique  sur la commune. 
On dénombre plusieurs stations de pompage, un réservoir et un château d'eau.

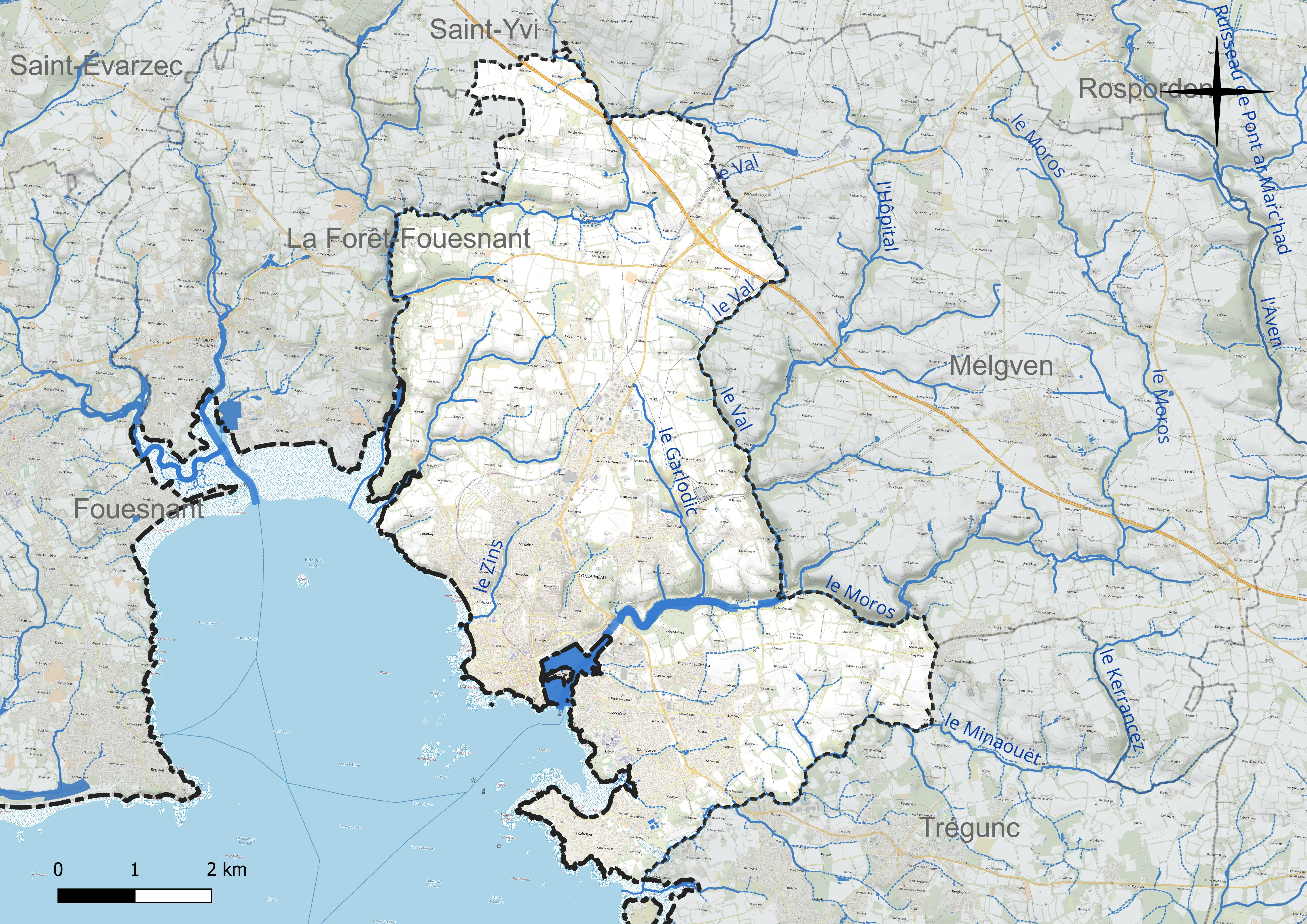
Réseau hydrographique de Concarneau.

### Climat
Pour des articles plus généraux, voir Climat de la Bretagne et Climat du Finistère.
En 2010, le climat de la commune est de type climat océanique franc, selon une étude du CNRS s'appuyant sur une série de données couvrant la période 1971-2000. En 2020, Météo-France publie une typologie des climats de la France métropolitaine dans laquelle la commune est exposée à un climat océanique et est dans la région climatique Bretagne orientale et méridionale, Pays nantais, Vendée, caractérisée par une faible pluviométrie en été et une bonne insolation. Parallèlement l'observatoire de l'environnement en Bretagne publie en 2020 un zonage climatique de la région Bretagne, s'appuyant sur des données de Météo-France de 2009. La commune est, selon ce zonage, dans la zone « Littoral doux », exposée à un climat venté avec des étés cléments.
Pour la période 1971-2000, la température annuelle moyenne est de 12 °C, avec  une amplitude thermique annuelle de 10,7 °C. Le cumul annuel moyen de précipitations est de 981 mm, avec 15,2 jours de précipitations en janvier et 7,9 jours en juillet. Pour la période 1991-2020, la température moyenne annuelle observée sur la station météorologique la plus proche, située sur la commune de Trégunc à 5 km à vol d'oiseau, est de 11,2 °C et le cumul annuel moyen de précipitations est de 1 345,3 mm,. Pour l'avenir, les paramètres climatiques de la commune estimés pour 2050 selon différents scénarios d'émission de gaz à effet de serre sont consultables sur un site dédié publié par Météo-France en novembre 2022.

### Voies de communication et transports

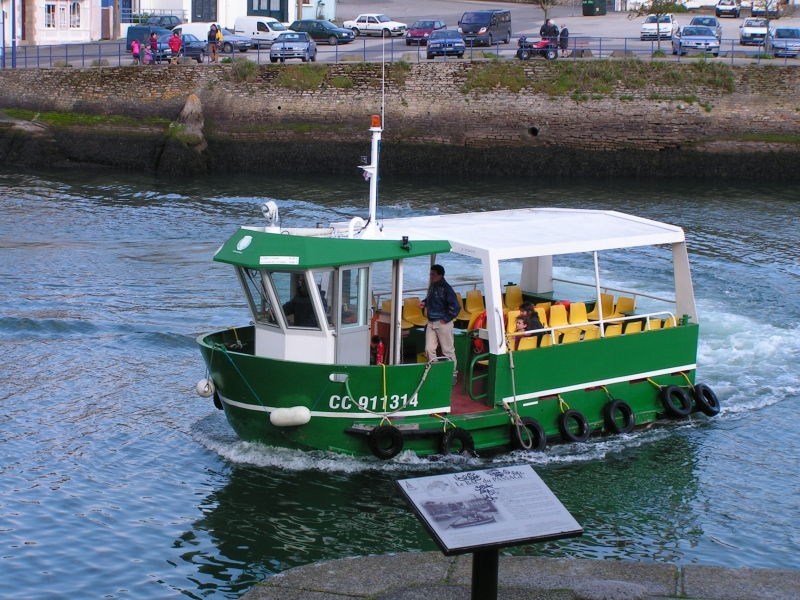
Le petit Bac traversier de Concarneau.

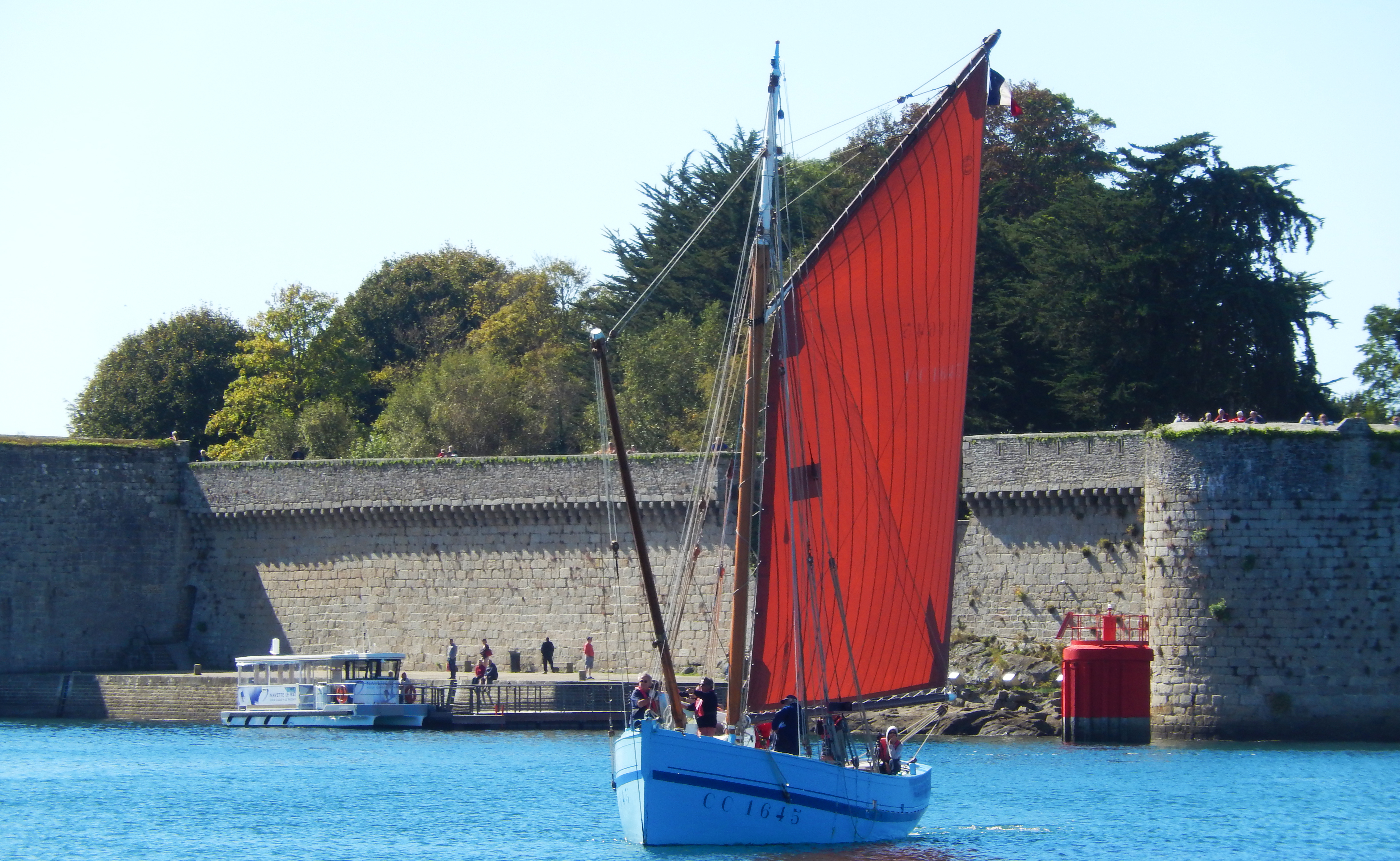
Concarneau - le petit bac électrique "Le Vachic" accosté à son nouveau ponton, en arrière-plan.

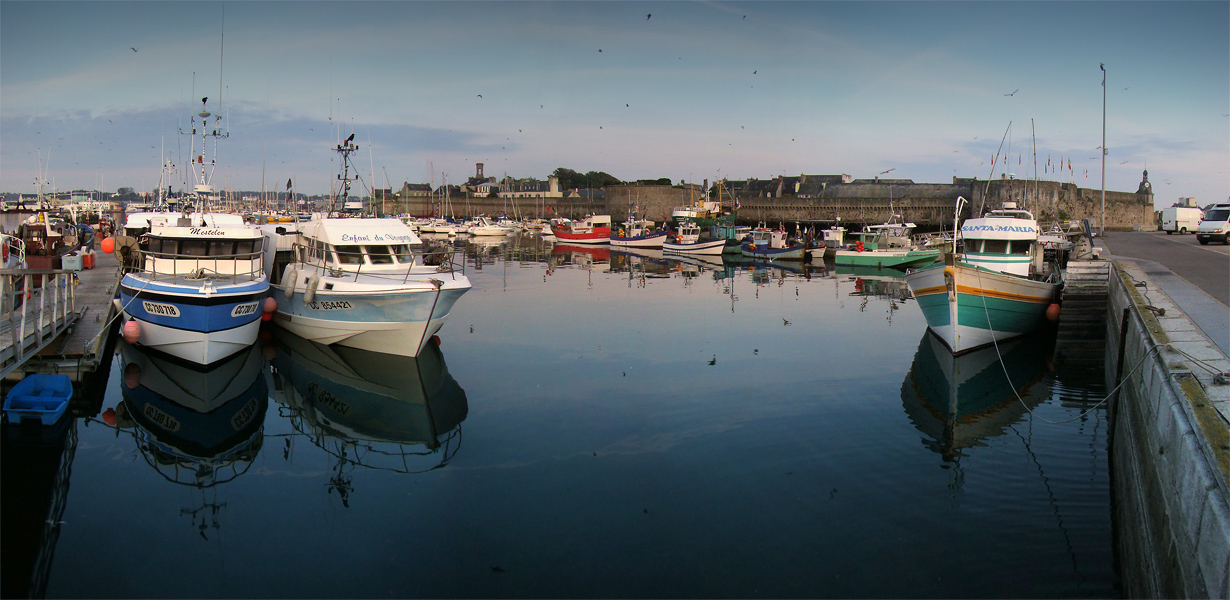
Le port de pêche.

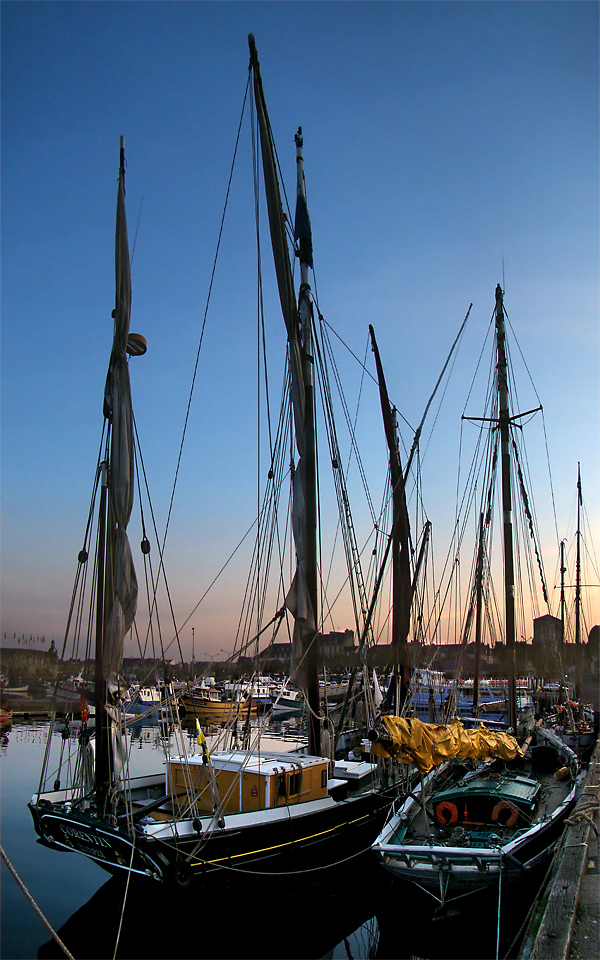
Le port au crépuscule.

#### Transport maritime
Un petit bac fait la navette toute l'année dans le port entre le quartier du passage et la Ville Close, dont on dit que c'est « la plus petite croisière du monde ». La distance est de quelques dizaines de mètres, mais la traversée de l'estuaire du Moros est en fait d'environ 300 mètres, les deux appontements n'étant pas face à face. Le samedi 11 avril 2015, Concarneau a inauguré son tout nouveau petit bac électrique appelé Le Vachic, qui assure environ 300 000 passages chaque année.
L'été, des « Vedettes de l'Odet » rejoignent les îles Glénan et proposent des excursions vers la rivière de l'Odet, également surnommée « plus jolie rivière de France ».
De mai à octobre, la S.C Sailcoop rejoint également les  îles Glénan avec son catamaran à voile Isabelle.
Les « Vedettes de l'Odet » et les « Croisières bleues » assurent la liaison Concarneau-Beg Meil : une balade commentée dans la baie permet de découvrir Concarneau côté mer.
La Santa Maria propose des promenades et de la pêche en mer.
Le Popoff propose également des sorties en mer à bord de vieux gréements.

#### Transport ferroviaire
Deux lignes de chemin de fer ont desservi Concarneau : la ligne de Rosporden à Concarneau ouverte en 1883 et la ligne de Quimperlé à Concarneau ouverte en 1908.
Le trafic voyageurs entre la gare de Rosporden et la gare de Concarneau fut transféré sur route le 4 octobre 1959.
La ligne de fret fut encore très active dans les années 1970 avec 76 000 tonnes transportées par an, avant de perdre des  dessertes et de s'éteindre définitivement en septembre 1998 avec un dernier trajet transportant du matériel pour GDF ; le dernier train de marée a roulé en 1974 et le dernier train de marchandises desservant la coopérative Eureden de Coat-Conq, a roulé en 2021.
Une navette en autocar est toujours assurée par le réseau TER Bretagne depuis la gare de Rosporden (Ligne 4 réseau Coralie). Le bâtiment voyageurs de la gare est toujours ouvert, il offre les services d'une boutique SNCF.

#### Transport routier
La voie express RN 165 passe à quelques kilomètres au nord de Concarneau ; deux échangeurs permettent de rejoindre la ville.

#### Transport aérien
Concarneau ne dispose pas d'aéroport. Les plus proches sont ceux de Lorient et Quimper.

#### Transport urbain
La ville de Concarneau est desservie par le réseau d'autobus Coralie, dont la ligne 4 relie le centre-ville et la gare de Rosporden.

#### Voie verte et véloroute
La voie verte no 7, allant de Roscoff à Concarneau via Morlaix et Carhaix, emprunte dans sa partie Sud le tracé de l'ancienne voie ferrée allant de Rosporden à Concarneau ; elle a ouvert sur la totalité de ce parcours en 2016. Elle s'étend sur près de 160 kilomètres dont 147 vers Roscoff.
La véloroute 45 (véloroute littorale dite aussi V5 Bretagne), passe par Concarneau et dessert le bac entre la Ville Close et Lanriec.

## Urbanisme

### Typologie
Au 1er janvier 2024, Concarneau est catégorisée petite ville, selon la nouvelle grille communale de densité à 7 niveaux définie par l'Insee en 2022.
Elle appartient à l'unité urbaine de Concarneau, une agglomération intra-départementale dont elle est ville-centre,. Par ailleurs la commune fait partie de l'aire d'attraction de Quimper, dont elle est une commune de la couronne,. Cette aire, qui regroupe 58 communes, est catégorisée dans les aires de 200 000 à moins de 700 000 habitants,.
La commune, bordée par l'océan Atlantique, est également une commune littorale au sens de la loi du 3 janvier 1986, dite loi littoral. Des dispositions spécifiques d'urbanisme s'y appliquent dès lors afin de préserver les espaces naturels, les sites, les paysages et l'équilibre écologique du littoral, tel le principe d'inconstructibilité, en dehors des espaces urbanisés, sur la bande littorale des 100 mètres, ou plus si le plan local d'urbanisme le prévoit.

### Occupation des sols

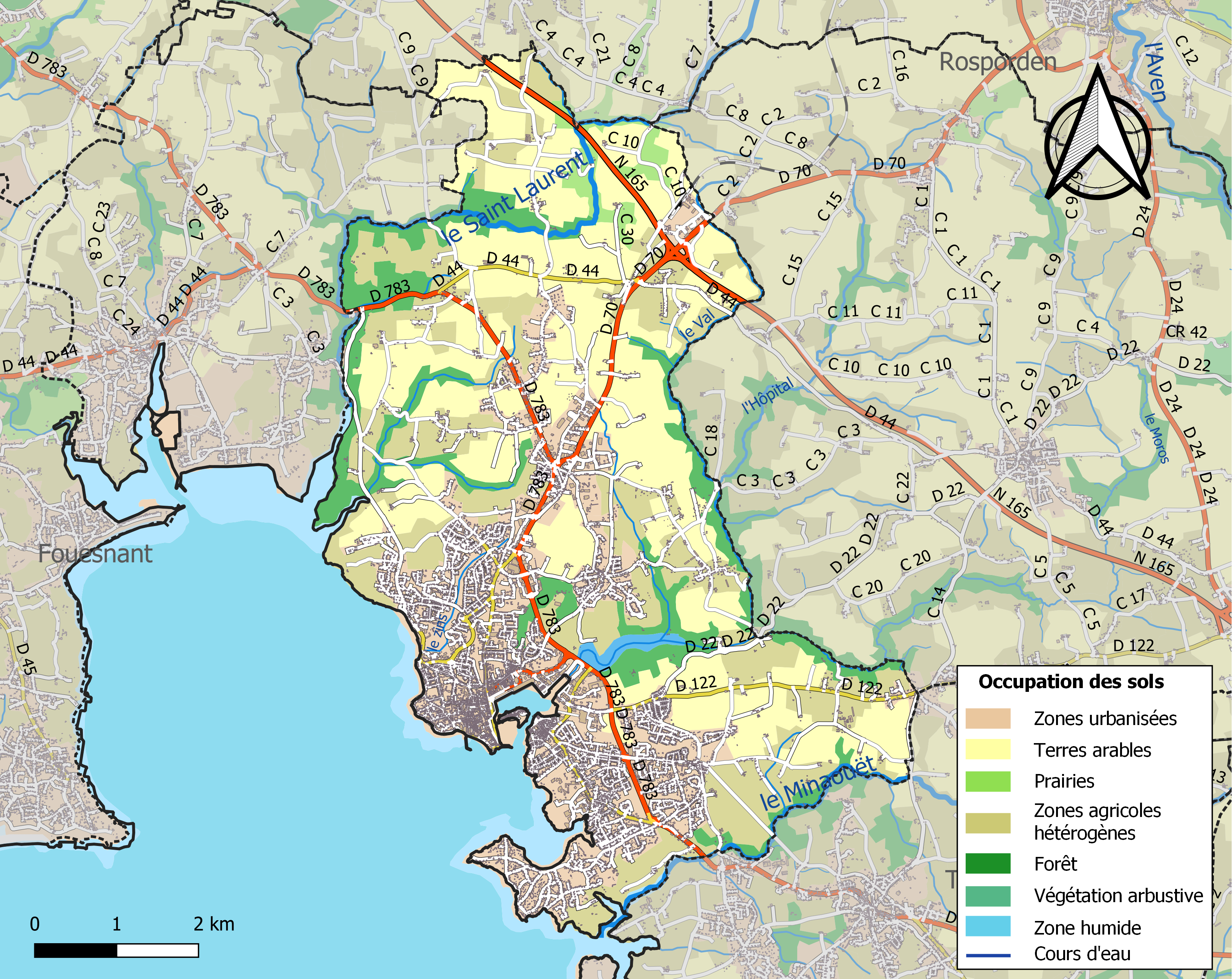
Carte des infrastructures et de l'occupation des sols détaillée de la commune en 2018 (CLC).

Le tableau ci-dessous présente l' occupation des sols de la commune en 2018, telle qu'elle ressort de la base de données européenne d'occupation biophysique des sols Corine Land Cover (CLC).
| Type d'occupation                                                                   | Pourcentage | Superficie (en hectares) |
| ----------------------------------------------------------------------------------- | ----------- | ------------------------ |
| Tissu urbain discontinu                                                             | 21,5 %      | 881                      |
| Zones industrielles ou commerciales et installations publiques                      | 4,3 %       | 175                      |
| Zones portuaires                                                                    | 2,0 %       | 80                       |
| Équipements sportifs et de loisirs                                                  | 0,8 %       | 33                       |
| Terres arables hors périmètres d'irrigation                                         | 34,0 %      | 1394                     |
| Prairies et autres surfaces toujours en herbe                                       | 1,8 %       | 74                       |
| Systèmes culturaux et parcellaires complexes                                        | 19,9 %      | 817                      |
| Surfaces essentiellement agricoles interrompues par des espaces naturels importants | 3,4 %       | 138                      |
| Forêts de feuillus                                                                  | 11,1 %      | 455                      |
| Zones intertidales                                                                  | 0,3 %       | 12                       |
| Plans d'eau                                                                         | 0,6 %       | 25                       |
| Mers et océans                                                                      | 0,4 %       | 16                       |
| Source : Corine Land Cover                                                          |             |                          |

## Toponymie
Le nom de la localité est attesté sous les formes Cuncheto en 1235 - 1239, Conc en 1279[réf. nécessaire], Conca au XIIIe siècle, Conchet au XVe siècle, Conq en 1407, Concarneau en 1489.[réf. nécessaire]
Le premier élément Conc- est issu du latin concha « coquillage, coquille », lui-même d'origine grecque κόγχη / kónkē et qui a également donné le français conque qui qualifiait des ports dont l'anse abritée était une garantie de protection pour les navires,. Concha devient konk en breton (autrement graphiés conc ou concq) « anse, abri, port, baie petit golfe »,. Ce terme désigne également une grande coquille selon Grégoire de Rostrenen, un coin ou une pointe selon Pelletier.
Les formes anciennes montrent que l'adjonction du second élément -[c]arneau est tardive. Il s'agit du breton kerneo « Cornouaille » dont la finale -eo a été rendue par la terminaison -eau en français. En breton moderne, on note Kernev « Cornouaille ».
Ainsi, selon les traductions Concarneau signifie « abri, anse ou baie de Cornouaille » qui peut être comparé à Konk-Leon (Le Conquet) signifiant donc anse ou baie du Léon. Le toponyme correspond bien à la situation de la ville, bâtie dès son origine sur une île au milieu d'une ria.
Une autre théorie dérive de la fondation d'une ville par Concar que l'on nomma Concar-Keronéos (Concar, fils d'Urbien). Le nom de la cité se transforma en Conkernos et avec le temps en Concarneau.
Lanriec, ancienne commune rattachée à Concarneau en 1959 est attestée sous les formes Lan Rioc au XIe siècle, Lanriec vers 1330, Lanreuc en 1368, en 1405, Lanriec en 1535.
Il s'agit d'une formation toponymique brittonique en Lan « ermitage » et Riog, probable fondateur de cet ermitage.
Le nom breton de la commune est Konk-Kerne.

## Histoire
La ville de Concarneau est construite et se développe autour de la Ville close. Des faubourgs se sont développés sur le continent autour de cette « île-cité ». Ce n'est que récemment dans l'histoire de Concarneau que la ville est sortie de ses remparts.

### Préhistoire et période gallo-romaine

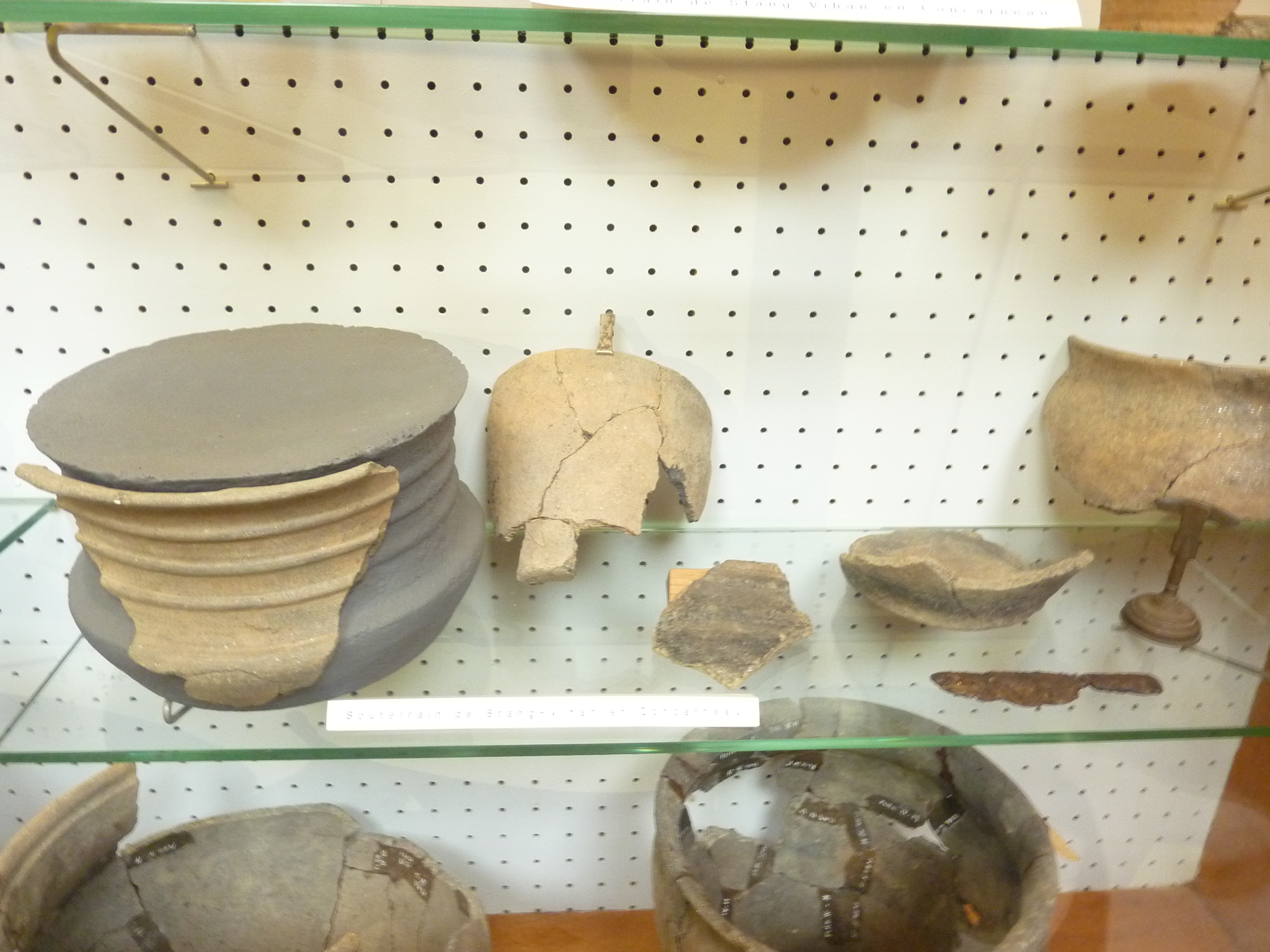
Objets divers trouvés dans le souterrain de Stang-Vihan à Concarneau, datant de l'âge du fer (Musée de la Préhistoire finistérienne de Penmarch).

Les premières traces de civilisation à Concarneau n'ont pas été retrouvées dans la Ville close mais autour de la baie. La densité de l'habitat et les profonds remaniements de sols créés par les différentes constructions peuvent expliquer cette absence d'artéfacts.
Autour de Concarneau, des mégalithes attestent de la présence de civilisation au Néolithique, comme le dolmen de Keristin-Beuzec (ou de Keristin-ar-Hoat-Milieu), une sépulture en V du IVe millénaire av. J.-C.. Ce monument, représentant de la transition entre les dolmens à couloir et les allées couvertes, a conservé tous ses piliers mais aucune table. Sa partie orientale est envahie par la végétation.
Un souterrain de l'âge du fer a été découvert à Stang-Vihan (entre la plage des Sables Blancs et l'anse Saint-Laurent) en 1966 ; il est formé de quatre salles rectangulaires, sont les côtés mesurent entre 1,4 et 1,8 mètre, dont une seule a conservé sa voûte. La hauteur des salles est d'environ 1,5 mètre ; on y accédait par deux puits, découverts entièrement comblés. Des poteries, meules et objets divers, dont de nombreux tessons, y ont été découverts. Des vestiges datant de l'âge du fer, notamment un enclos imposant de 8 000 m2, daté de La Tène finale, ont été découverts au niveau de la zone d'activités de Colguen en 2021 lors d'une fouille de sauvetage.
Un petit établissement thermal gallo-romain a été mis au jour, dans les années 1964-1965, près du lieu-dit du Questel.
Une voie peut-être d'époque romaine qui relie Concarneau à Carhaix, appelée « le chemin des Poissonniers », permet l'acheminement rapide (12 à 18 heures) en poisson frais et en coquillages de la capitale de Osismes.

### Fondation de la ville
L'acte le plus ancien dans lequel est fait mention de Concarneau est le cartulaire de l'abbaye de Landévennec. Cet acte écrit aux alentours de 1050 ne cite pas directement Concarneau (ou tout autre nom désignant Concarneau), on y lit : Ego Gradlonus do sanclo Uuingualeo…, locum sancli Uuingualet in Buduc, V villas Traduit en Moi, Gradhlon, je donne à Saint-Guénolé, le lieu de Saint-Guénolé, en la paroisse de Beuzec, cinq maisons.
Saint Guénolé (461-532) est le fondateur de l'abbaye de Landévennec. À l'époque, la paroisse de Beuzec regroupe l'actuel quartier de Beuzec et l'îlot de Conq. Les maisons dont il est fait référence furent constituées en prieuré sur la partie la plus haute de l'île. Aujourd'hui on peut situer cet endroit sur la place Saint-Guénolé. Les moines de Landévennec vont donc construire leur prieuré, et aider au développement de la cité.
Selon d'autres sources, Concarneau aurait été fondée par Concar fils d'Urbien et petit-fils du roi Judicaël. Il aurait chassé les Pictes présents et se serait donc installé sur l'îlot rocheux de Concarneau. Concar baptise en 692 la ville Concar-Keroneos  ou Conkerneos qui se traduirait par Concar, fils d'Urbien. Concar meurt en 725. Concarneau est pris par les Francs en 799, mais reprise par les Bretons en 809.
L'îlot rocheux de Conq, actuelle Ville close, dépendait alors de la paroisse de Beuzec. Il est possible qu'il était défendu par des fossés profonds avec retranchements de terre surmontés de fortes palissades en troncs d'arbres entourant une motte castrale portant le château, mais on n'en a pas retrouvé de traces archéologiques lors des fouilles menées en 1997. La base d'une tour du XIIIe siècle et un mur du XIVe siècle retrouvés près de la tour du Fer à Cheval confirment toutefois l'existence d'une enceinte médiévale.

### Le Moyen Âge
La région de Fouesnant - Concarneau formait au haut Moyen Âge le pagus Konk, un pays historique, c'était un pagus, c'est-à-dire une subdivision administrative de la Cornouaille.

#### LesXeetXIesiècles
La population a beaucoup augmenté. Une église est construite, la chapelle du prieuré étant devenue trop petite, cette église étant toujours dans la paroisse de Beuzec. Conc est chef-lieu d'une châtellenie ducale.

#### DuXIIesiècleauXVesiècle
Le duc Jean II fait construire un auditoire pour la cour ducale et c'est probablement lui qui aurait fait construire la première enceinte murale en pierre entourant l'îlot, même s'il n'est pas possible de la dater avec précision, mais la période du XIIIe siècle ou début du XIVe siècle est la plus probable. Au XIIe siècle, seulement cinq villes de Bretagne (Rennes, Nantes, Vannes, Aleth et Dinan) sont ceinturées par un mur en pierre, le plus souvent il s'agit des fortifications gallo-romaines.[réf. nécessaire] À cette époque il y a un sénéchal et les officiers ordinaires d'une justice, procureurs, sergents, notaires, etc. Une communauté constitué de bourgeois, de négociants et de pêcheurs vit dans la cité, protégée semble-t-il par un donjon ou une tour fortifiée.
L'îlot fortifié (actuelle Ville Close) fut alors classé comme quatrième place forte de Bretagne. Bastion placé en avant-garde pour la défense du duché puis du royaume, la ville devint l'enjeu de nombreux combats et rivalités entre les Anglais et les Français, notamment pendant la guerre de Succession de Bretagne pendant laquelle les Anglais, venus au secours de Jean de Montfort, investirent la ville. En 1373, après trente années d'occupation anglaise, le connétable Du Guesclin, avec l'aide des troupes des ducs de Rohan, de Maury, de Beaumanoir et du sire de Vaucouleurs, prend la ville pour le compte du roi de France Charles V, soutien de Jeanne de Penthièvre. Tous les Anglais furent passés au fil de l'épée, à l'exception du chef auquel « le connétable accorda mercy ».
Le duc de Bretagne Pierre II fait reconstruire la muraille et les travaux sont poursuivis par ses successeurs Arthur III et François II.
En 1488, la Ville close, après la défaite de Saint-Aubin-du-Cormier, passe aux mains du roi de France Charles VIII, avant d'être reprise par les Bretons. « À ceste époque, cest endroit ainsy fortifié n'estoit qu'une retraicte à voleurs et gens de corde, comme il se voit paz expérience que si quelqu'un avoit assassiné son voisin ou faict quelque vol, ou ravy quelque fille ou femme, Concarneau estoit sa retraicte » écrit le chanoine Moreau. En 1489, le vicomte de Rohan, aidé de Jean IV de Rieux, assiège la ville, qui ne tarde pas à succomber, repassant momentanément sous contrôle français. La duchesse Anne, tentant d'empêcher l'assujettissement du duché de Bretagne au royaume de France fait appel aux Anglais qui occupent la ville jusqu'en 1495.

### Époque moderne

#### Les guerres de la Ligue
Pendant les guerres de la Ligue, le 17 janvier 1576, trente gentilshommes du pays, commandés par messires de Kermassouet et Baud de Vigne-la-Houlle, qui professaient la religion réformée prirent par ruse la ville. La garnison fut mise à mort et Louis de Lézonnet, le gouverneur de la ville, dut s'enfuir. Les réformés firent alors appel aux Rochellois qui expédièrent une escadre commandée par Du Vigean. Les habitants des paroisses voisines, commandés par de Pratmaria et Jean de Tyvarlen s'assemblent au son du tocsin et se dirigent vers Concarneau. On eût peine à les forcer sans Charles Le Bris, un marchand de Concarneau, qui poignarda dans leurs lits les sieurs de Kermassouet et Baud de Vigne-la-Houlle, saisit les clefs qu'il avait autour des bras, et s'en fut ouvrir les portes de la ville. Les calvinistes furent tous égorgés. Les vaisseaux de Du Vigean, arrivés trop tard, s'enfuirent en apprenant la chute de la place.
Louis de Lézonnet reprit le gouvernement de Concarneau ; de même que la majeure partie de la noblesse bretonne, il s'était d'abord rangé du côté des Ligueurs, et fut l'un des premiers nobles bretons à se rallier au duc de Mercœur qui lui confia la défense de Concarneau, mais après la conversion du roi Henri IV au catholicisme en 1593, ce dernier lui laissa le gouvernorat de Concarneau. Louis de Lézonnet meurt en 1595 des suites d'une blessure reçue « lors d'une entreprise contre la ville de Quimper (...) laissant pour successeur dans le commandement de la place de Concarneau un fils mineur sous la tutelle de Jean de Jegado son cousin ». Concarneau devint une juridiction royale avec droit de prévôté et fut une des 42 villes de Bretagne qui députèrent désormais aux États de la province.
Le 5 mai 1597, Jean Jegado, seigneur de Kerollain, alors gouverneur de Concarneau pour le compte de son neveu Lézonnet, orphelin en bas âge, se rend à Quimper en compagnie de sept ou huit soldats armés, comme il en avait l'habitude, au moment même où des brigands dirigés par La Fontenelle attaquent la ville. Il aida les Quimpérois à les repousser

#### LesXVIIesiècleetXVIIIesiècle

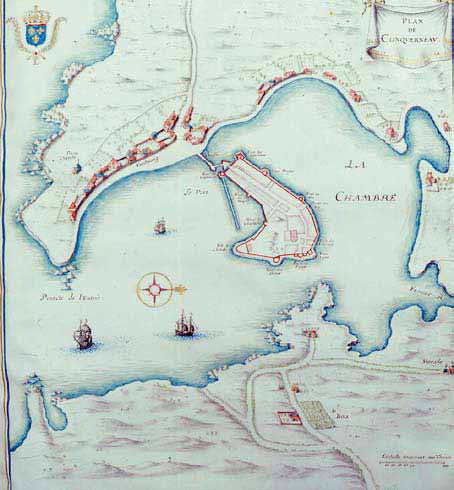
Plan du XVIIe siècle, avant les modifications de Vauban.

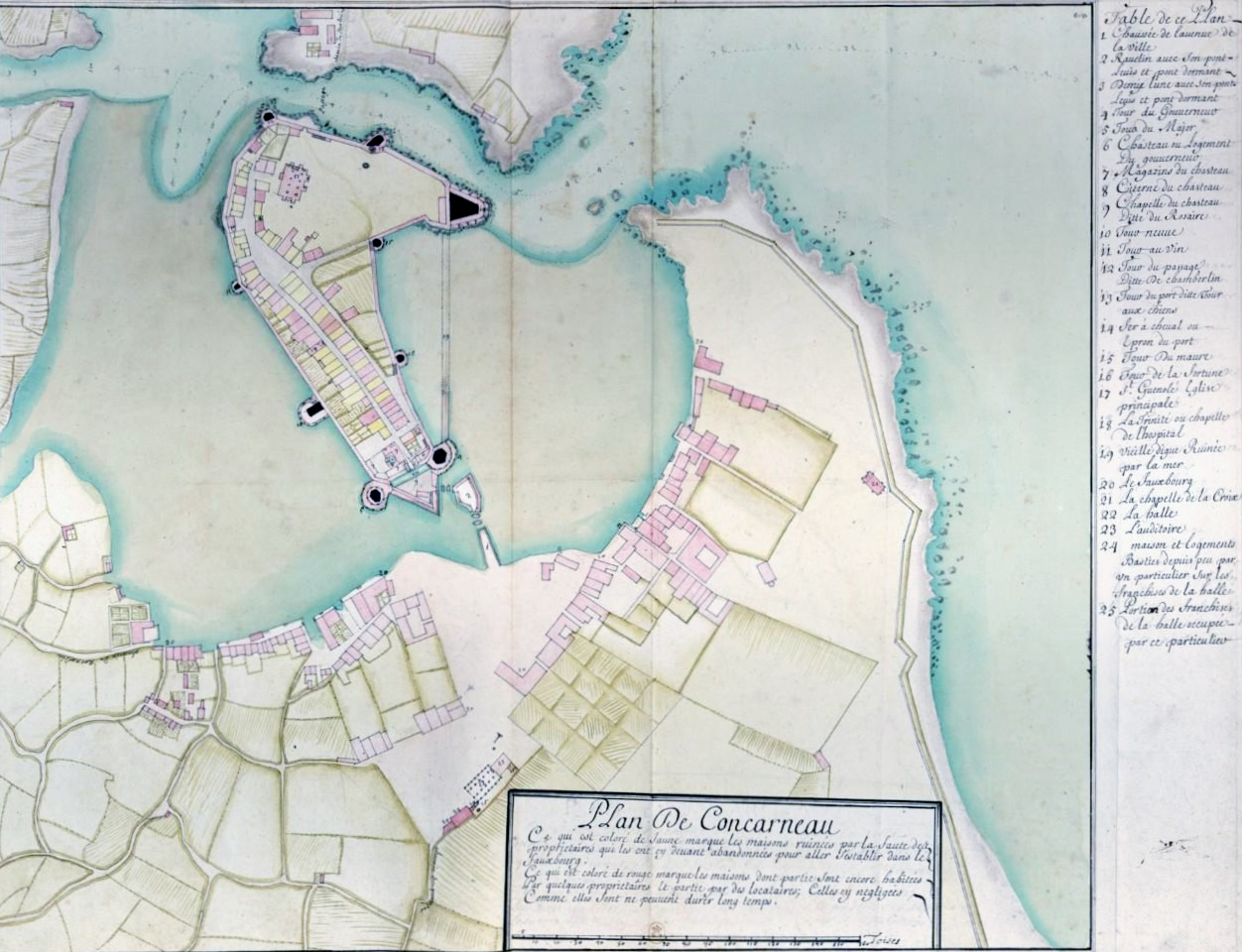
Plan de Concarneau et de la « Ville close » au XVIIIe siècle.

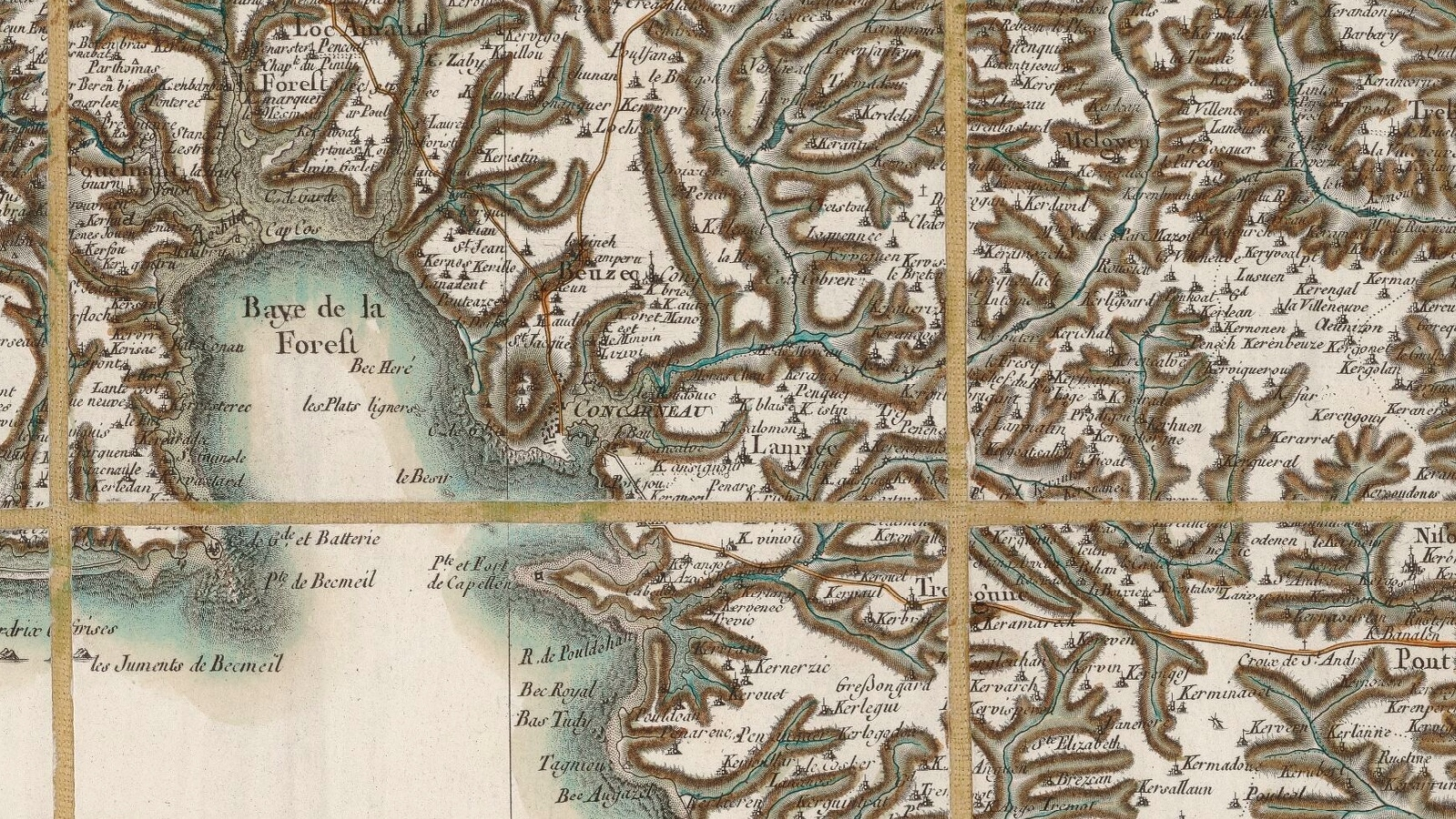
Carte de Cassini (1783) : Concarneau et ses environs.

En juillet 1619, le roi Louis XIII, mécontent des agissements du gouverneur de Concarneau, le sieur de Lézonnet, ordonna au gouverneur de Bretagne, alors César de Vendôme, d'aller prendre le contrôle de la ville, ce qui nécessita la levée d'une armée consistant « en trois cents chevaux des compagnies d'ordonnance et en trois cents suisses et quelques canons qui descendirent le long de la Loire et furent conduits par mer ; en six vingt soldats tirés des compagnies des gardes que le Roy donna à conduire au sieur de la Besne, l'un des capitaines des gardes de S. M. [Sa Majesté] et en quelques compagnies des régiments de Picardie, Navarre et Beaumont », lesquels embarquèrent à Tours le 29 juillet 1619 pour descendre la Loire, puis parvinrent par voie de terre jusqu'à Quimperlé où César de Vendôme les rejoignit pour entreprendre le siège de la ville, établissant son quartier général à Chef-du-Bois. Le sieur de Lézonnet finit par capituler et se rendit, le gouvernorat de la ville fut alors attribué au sieur de l'Isle Rouhé.
Concarneau est décrit ainsi en 1636 par François-Nicolas Baudot, sieur du Buisson et d'Aubenay (l'orthographe a été respectée) :

« Conk, ou Conkerneau est une petite place d'environ 100 maisons (...). Elle est située en mer qui l'environne à l'Est par un canal communément appelé la Chambre, de 60 ou 80 piés de large et de profondeur de 20, en basse eau, de 40 ou 50 en aulte marée, et qui avance un quart de lieue plus outre et reçoit les ruisseaus d'eau douce de Fromeur et de Lisivi où l'on peut abbreuver les chevaux. Ce bras est celui qu'il faut passer en bateau, venant de Kimperlé (...). Il y vient peu de vaisseaus, et la place, durant basse eau, est de 3 costés à sec ; mais en marée est de 3 costés environnée d'eau. Il n'y a que le canal, à l'Est, dit la Chambre, qui est toujours plein. À l'Ouest, c'est l'isthme ou terre qui n'a jamais d'eau, sinon par sous le pont levis et dans le fossé du dongeon. Il n'y a que du costé d'Ouest que la place tient à la terre ferme par une langue de terre (...). La ville est bien ceinte de murailles de larges pierres à gros grain, à tours, bastions et fers à cheval, et un gros dongeon qui, à la porte de terre, sert de réduit et de demeure au sieur du Puy Robin qui y commande à 20 hommes mal entretenus, sous le commandement du sieur de Rouet, du nom de la Béraudière, jeune cavalier qui a succédé à son père, le sieur de l'Isle de Rouet. (...) La place est assez bonne, les murailles toutes à mâchicoulis (...). Une poterne y donne entrée, du costé de l'Est, aux passagers du canal ; une autre, du costé de terre, opposite et à l'ouest, est toujours ouverte ; une troisième au nord, dite la porte des vins, est murée. (...) Il y a dans la place cisternes et puits d'eau douce et entre autres, un dans le dongeon ou réduit du gouverneur. (...) La paroice est hors ville et s'appelle saint Busec. Dans la ville il y a trois églises : la grande chapelle de Saint Guennolé (...), bien jolie ; celle de Nostre Dame du Portail et l'Hospital de la Trinité. Le recteur de Saint Busec est recteur de Conquerneau et y demeure »

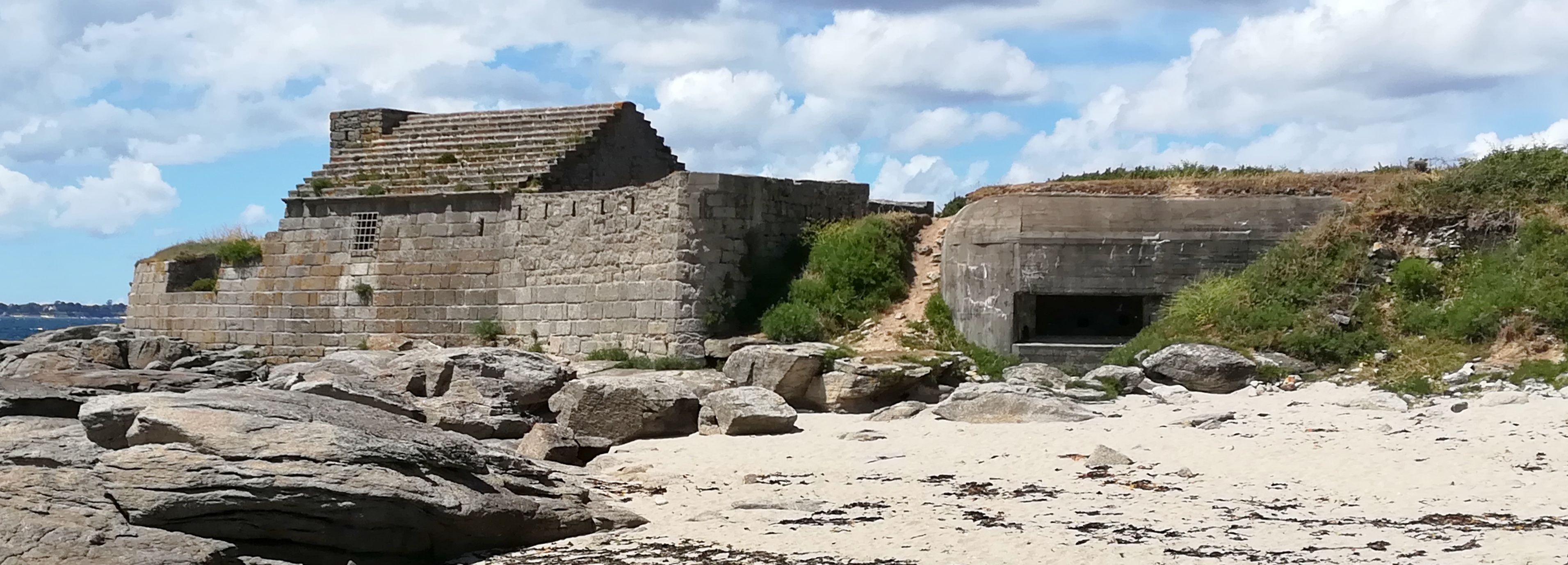
Le fort du Cabellou, construit en 1746, et l'un des blockhaus de la seconde guerre mondiale situé à proximité.

La Ville close, bardée de canons et de couleuvrines, continua à protéger le port. Dans un premier temps propriété de Fouquet, Concarneau connût de nombreux changements puisque sa défense fut améliorée, des navires construits et de nombreux canons fondus pour armer la forteresse de Belle-Isle et pour aider le Surintendant des finances dans ses plans.
Vers 1680, Vauban visite Concarneau et ordonne des travaux dans l'objectif d'améliorer le système de défense. Les toits des tours disparaissent permettant ainsi l'installation de l'artillerie sur des plates-formes. Ces travaux sont achevés en 1694, Vauban vient les inspecter le 7 juin de la même année.

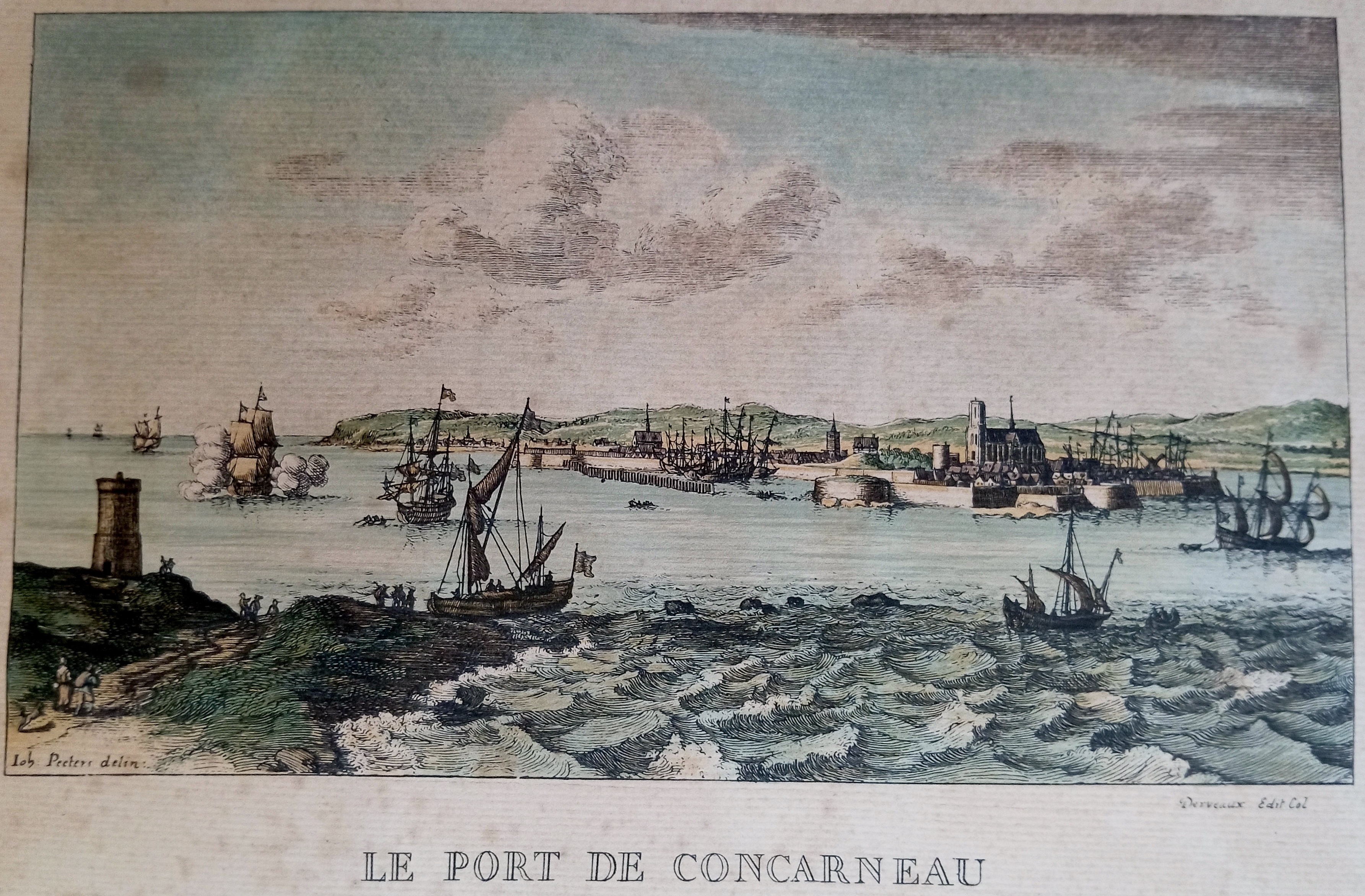
Concarneau au XVIIIe siècle (dessin).

Jusqu'à la Révolution française, Concarneau compte, en plus de la garnison, une population de pêcheurs qui arment quelques dizaines de chaloupes. En 1665, le port abrite trois grands navires, six barques et 41 chaloupes sardinières (la sardine était pêchée dans la baie, pressée, séché ou fumée, et expédiée ensuite par bateau vers Saint-Malo, Nantes, La Rochelle, voire Bordeaux et par charrette vers les villes de l'intérieur). Le port, en aval de la « Ville close », n'est alors qu'une vasière abritée par la masse des remparts de la « Ville close » où les chaloupes viennent hiverner, une digue sommaire protégeant toutefois les bateaux de la houle venant du large. Il n'y avait aucun quai : pour décharger le poisson, il fallait sauter à l'eau le long de la grève. Le Mémoire de Concarneau du 31 août 1770 rend compte de la situation difficile des pêcheurs : le prix du baril de rogue était fixé selon le bon plaisir des mareyeurs, oscillant entre 27 et 60 livres, et les mareyeurs, coalisés, absorbent toute la pêche au prix de misère qu'ils imposent
Concarneau était le siège d'une petite sénéchaussée dont le ressort s'étendait de la vallée de l'Odet jusqu'à l'anse de Belon ; elle avait pour principaux fiefs Bodigno et Le Mur, dans le quartier de Fouesnant ; le Hénan, Coetconq et Kergunus, près de Pont-Aven ; Coetcanton et Coetlorec, près de Rosporden ; Trévalot et Tréanna, en direction de Scaër.

### Révolution française
Le décret de l'Assemblée nationale du 16 août 1791 précise que hors la ville, les paroisses du district de Quimper sont réduites à 18. Parmi elles, « Beuzec-Conq, qui aura pour succursale Concarneau ». Ce découpage ne fut que provisoire et non repris lors de la création des communes par le décret de la Convention nationale du 10 brumaire an II (31 octobre 1793).

### XIXesiècle

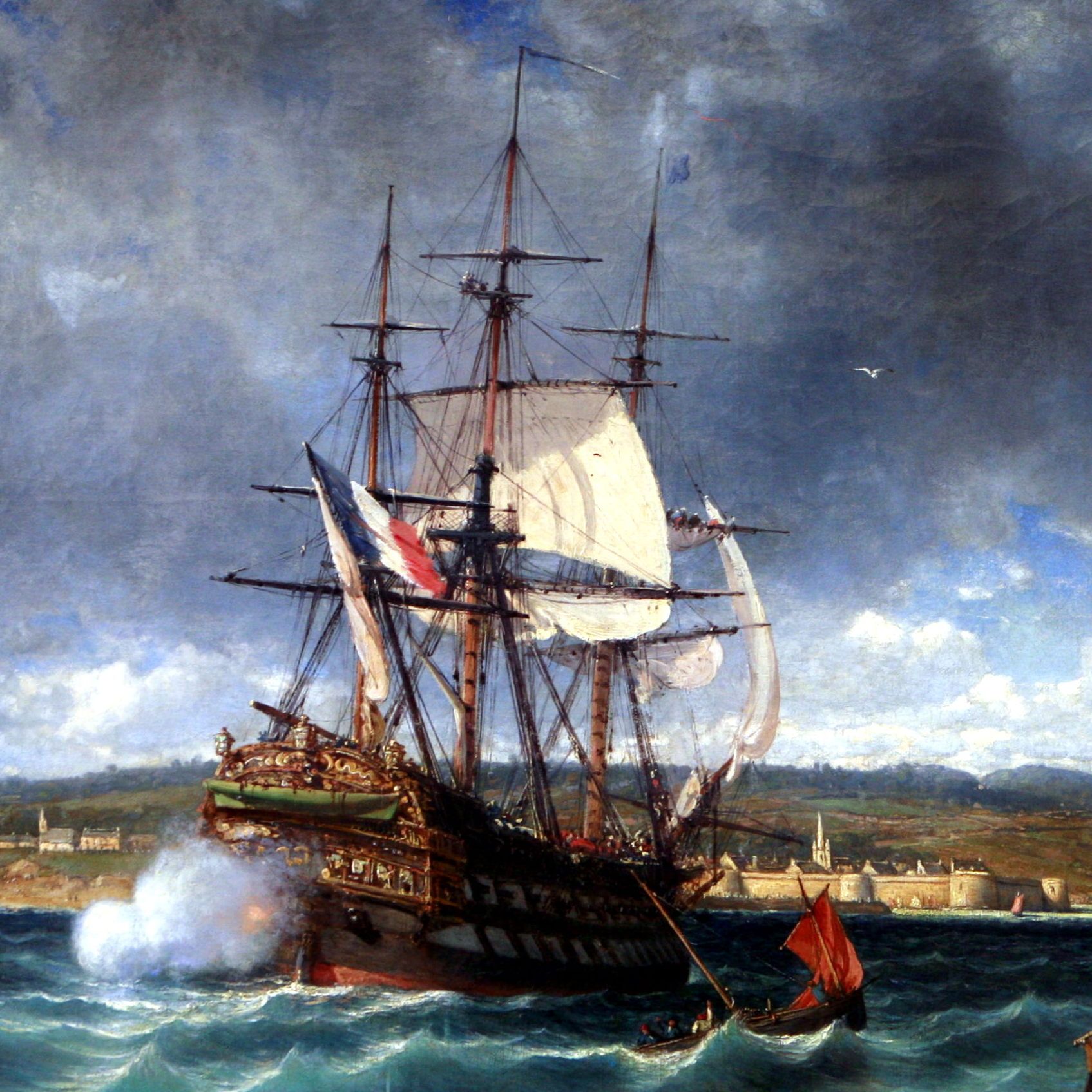
Michel Bouquet : Le Vétéran entrant à Concarneau [vue partielle] (huile sur toile, 1861, Musée des beaux-arts de Brest).

#### L'escale contrainte duVétéran
En 1807, plusieurs navires anglais mouillent dans l'archipel des Glénan et harcèlent la côte proche. Dans la nuit du 22 au 23 janvier 1807, la batterie de Beg Meil est attaquée par une soixantaine d'Anglais. L'assaut provoque la mort du commandant du fort, mais les Anglais sont repoussés. En février, des chaloupes anglaises volent du bétail sur l'île Saint-Nicolas et en juillet Le Vétéran, armé de 80 canons, commandé par Jérôme Bonaparte, pourchassé dans la baie de la Forêt par l'escadre de l'amiral Keith, doit se réfugier à Concarneau. En janvier 1813, un navire corsaire anglais, le Strennous, mouille aux Glénan et attaque des chaloupes de Concarneau.

#### L'essor de la pêche et des conserveries

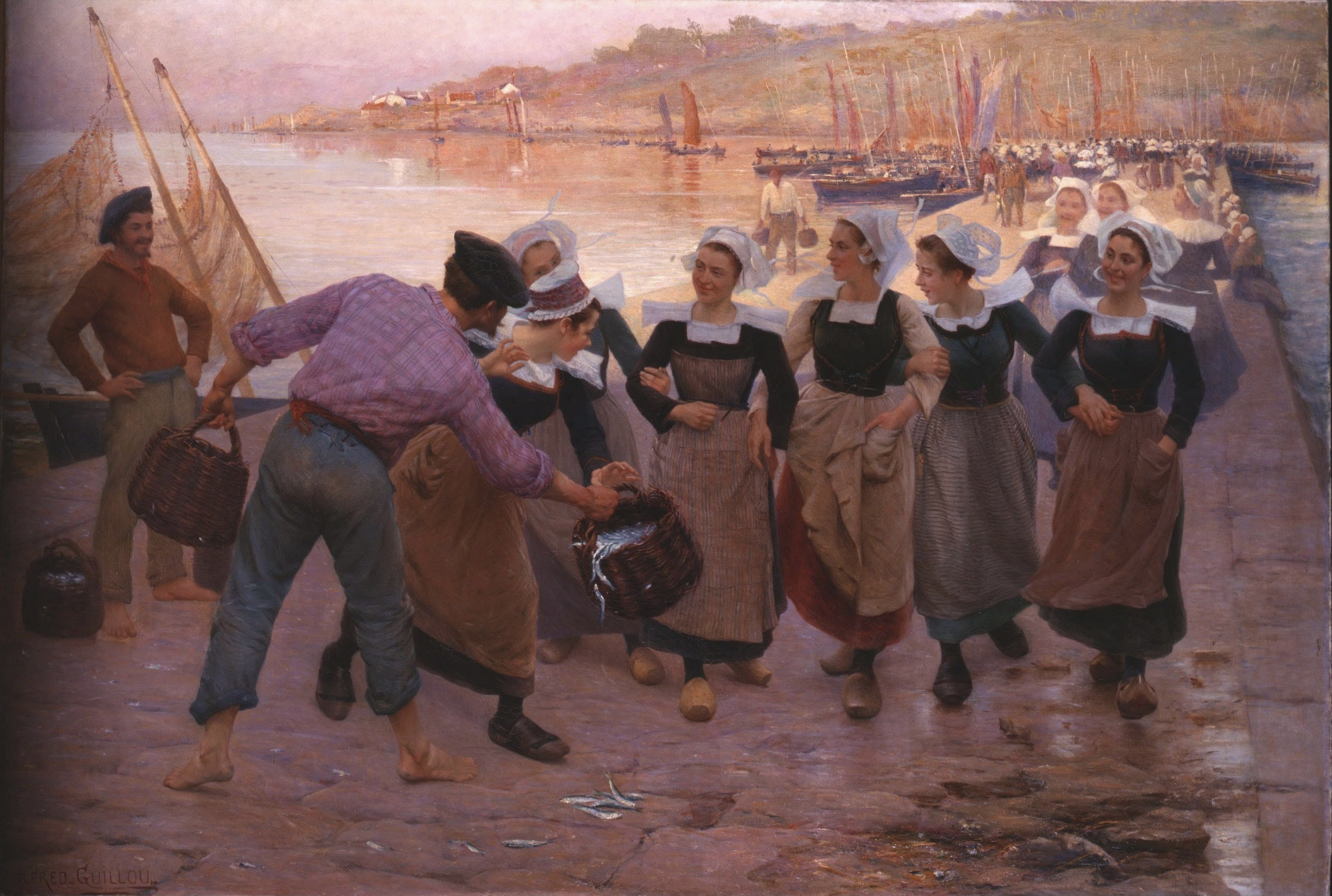
Alfred Guillou : Les sardinières de Concarneau (1896, musée des beaux-arts de Quimper).

Sous la Révolution française, en 1795, la flottille de pêche concarnoise compte 300 chaloupes (en 1792 Lesconil et Le Guilvinec n'avaient qu'une chaloupe, Sainte-Marine 3, Treffiagat et Kérity 4 chacun, L'Île-Tudy 8, Concarneau 250 et Douarnenez 275 environ). Concarneau fait aussi le commerce du vin, du blé et surtout du poisson, envoyé par charrette aux monastères et aux villes de l'intérieur du pays. Cette relative aisance est stoppée par les guerres de l'Empire et le blocus des côtes.
Avec la révolution industrielle, la ville se transforme. Au début du XIXe siècle, une nouvelle jetée est construite pour mieux protéger le port, ainsi que le long quai joignant celle-ci à l'entrée de la « Ville close ». Ce port, peu profond, abrita toutefois jusqu'à 600 chaloupes pendant la saison de la sardine et, par la suite, les thoniers vinrent s'y ajouter. Des maisons bourgeoises sont édifiées le long des quais hors de la « Ville close ». Cette dernière devient, en cette période, un quartier populaire abritant matelots et sardinières. La Station de biologie marine de Concarneau est fondée par Victor Coste en 1859. Il s'agit de la plus ancienne station marine du monde encore en activité.
À partir de 1851, les premières conserveries, remplaçant progressivement les fritures et les presses à sardines, apparaissent. Elles sont spécialisées dans la mise en boite de sardines et de thon. Elles feront la fortune de quelques négociants et permettront une élévation du niveau de vie de la population. En 1877, la ville compte 20 usines dont l'usine Béziers et en 1900 30 usines employant 2 000 ouvrières (qui portent la coiffe penn sardin) sur une population de 7 000 habitants. La conserverie Courtin est créée en 1883 au Moros par Achille et Camille Courtin. À partir de 1902, la disparition des grands bancs de sardines plonge Concarneau dans la misère.

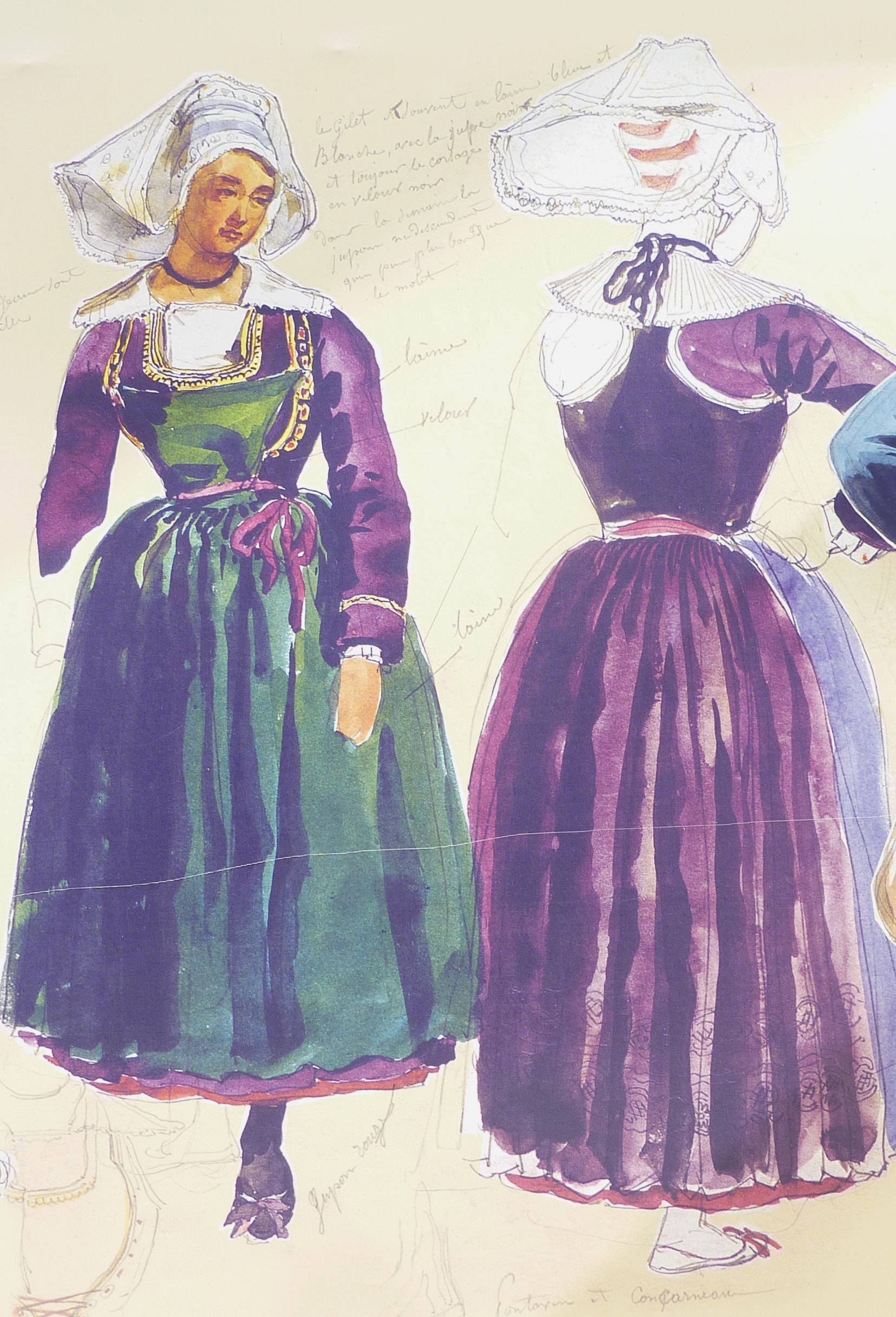
François Hippolyte Lalaisse : Femme de Concarneau (Galerie armoricaine, 1848).
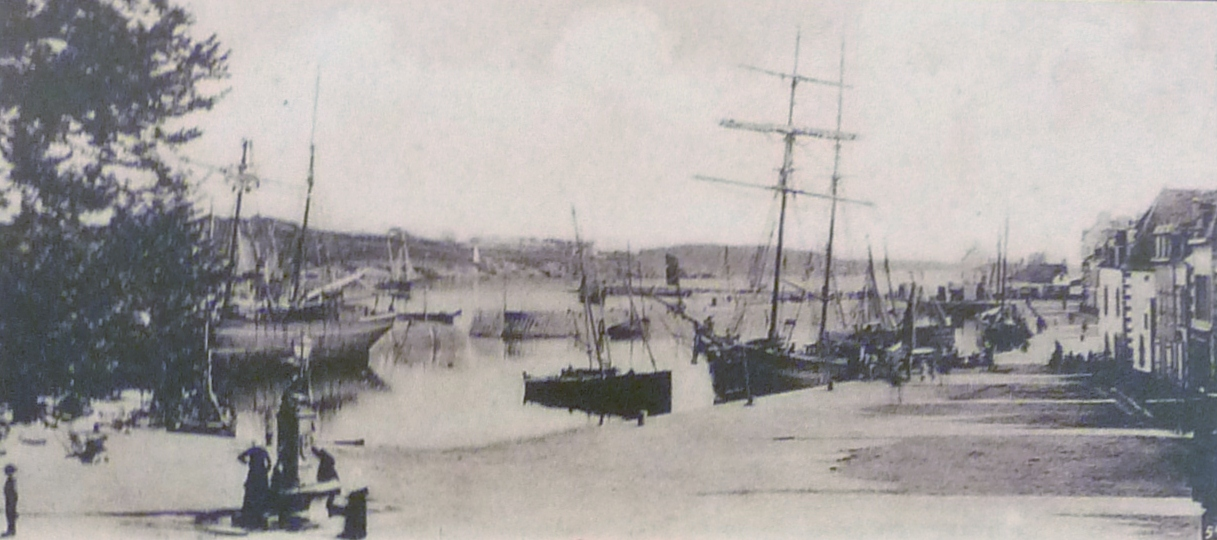
Le port dans la seconde moitié du XIXe siècle (photographe inconnu).
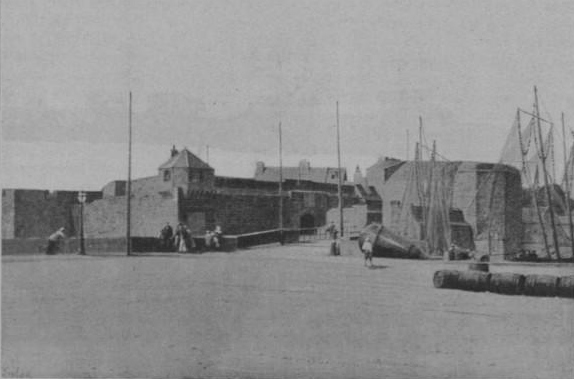
L'entrée de la ville close en 1899 (photo de Louis Rousselet).
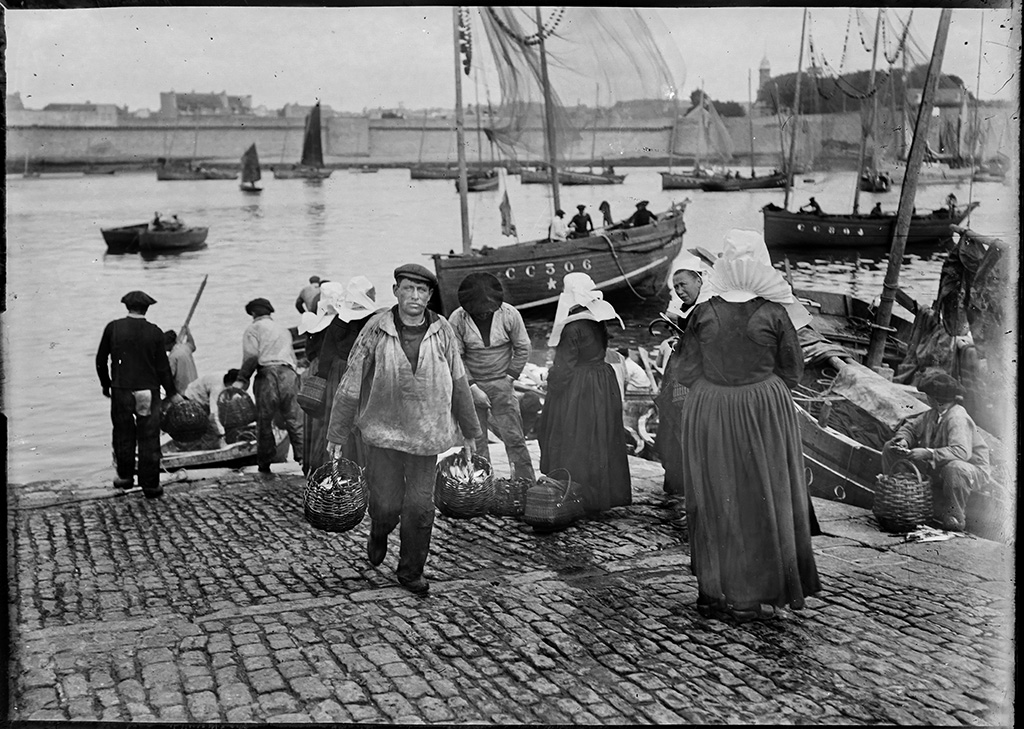
Paul Géniaux, Vue du port de Concarneau entre 1902 et 1905, Musée de Bretagne.

En 1866, sur 3 555 Concarnois, 850 vivent de la pêche de la sardine et 957 sont employés par l'une des quatorze conserveries de la ville. En 1894, 21 conserveries sont recensées dans le canton de Concarneau, employant 539 hommes et 1 325 femmes.
La pêche à la sardine, qui se pratique de mai à septembre sur des bateaux montés par trois ou quatre hommes, est ainsi décrite par Victor Pierre (1834-1906) dans un livre publié en 1867 :

« Il est six heures du soir : les pêcheurs reviennent, voiles déployées. La passe franchie, on cargue, et chaque bateau, à l'aide de rames, vient se ranger à sa place, dans un bassin réservé, le long du quai. Ils sont là, deux ou trois cents, les filets suspendus d'un mât à l'autre avec les lièges en l'air, pour sécher jusqu'au lendemain matin. Les femmes, les filles, les enfants, accourent avec des paniers. On jette les paniers dans le bateau ; les pêcheurs les remplissent de deux cents sardines chaque, les replongent dans l'eau pour les rafraîchir et les hissent sur le quai tout dégouttant. Pendant une heure ou deux, c'est un va-et-vient continu des bateaux à la frégasse [usine de conserves] (...). Certains bateaux ont pêché sept, douze, quinze et jusqu'à vingt mille sardines (...). Sur la margelle du quai, de vieilles bonnes femmes s'agenouillent devant les bateaux et marmottent des prières. Les pêcheurs leur jettent quelques sardines et elles payent tout de suite en monnaie d'Avé, pour recommencer vite ailleurs. »

Les aménagements portuaires restaient très sommaires à l'époque: les patrons-pêcheurs échouaient leurs bateaux sur le quai Nul pour profiter des retenues d'eau construites en pierres debout  sur la grève Rödel afin de laver et trier les sardines avant de les ranger dans des paniers destinés aux conserveries ; d'autres accostaient dans le bassin de la demi-lune (situé côté ouest de la ria du Moros, juste en aval de la Ville close et comblé en 1935 lors des aménagements portuaires alors effectués).
Le travail dans les conserveries a été décrit en 1877 par Pierre-Frédéric Bainier :

« Aussitôt les poissons sont portés aux manufactures où l'on confit la sardine ; ils sont jetés sur une aire en ciment ou en asphalte et immédiatement décapités et vidés par des ouvriers. Ils sont ensuite plongés dans des tonneaux pleins de saumure où ils séjournent quelques heures ; on les retire pour les laver à grande eau, puis on les dispose sur des grils en fil de fer et on les sèche dans des étuves. Quand la dessiccation est opérée, on porte les grils dans des bassins remplis d'huile bouillante et on les y laisse pendant quelques minutes seulement. On met ensuite les sardines en boîte ; on les laisse égoutter, puis on remplit d'huile d'olive fraîche. On soude le couvercle de la boîte et celle-ci, hermétiquement fermée, est soumise à l'action de l'eau bouillante, afin de détruire tous les germes qui pourraient subsister dans la conserve. »

Le premier chalutier à vapeur breton, le Kerino, des "Chalutiers de l'Ouest", fut mis en service en 1899 à Lorient. L'équipage voulut vendre sa pêche à des mareyeurs concarnois, mais il ne put la débarquer et dut reprendre le large sous les menaces et les huées des marins locaux. Un chalutier à vapeur, avec un équipage de 12 hommes, pêchait autant que 8 dundees ayant en tout de 50 à 60 marins, ce qui explique que bon nombre de pêcheurs persistèrent longtemps à ne pas les voir d'un bon œil (en 1914 les chalutiers à vapeur étaient au nombre de 25 le long des côtes bretonnes).

#### Le laboratoire de biologie marine

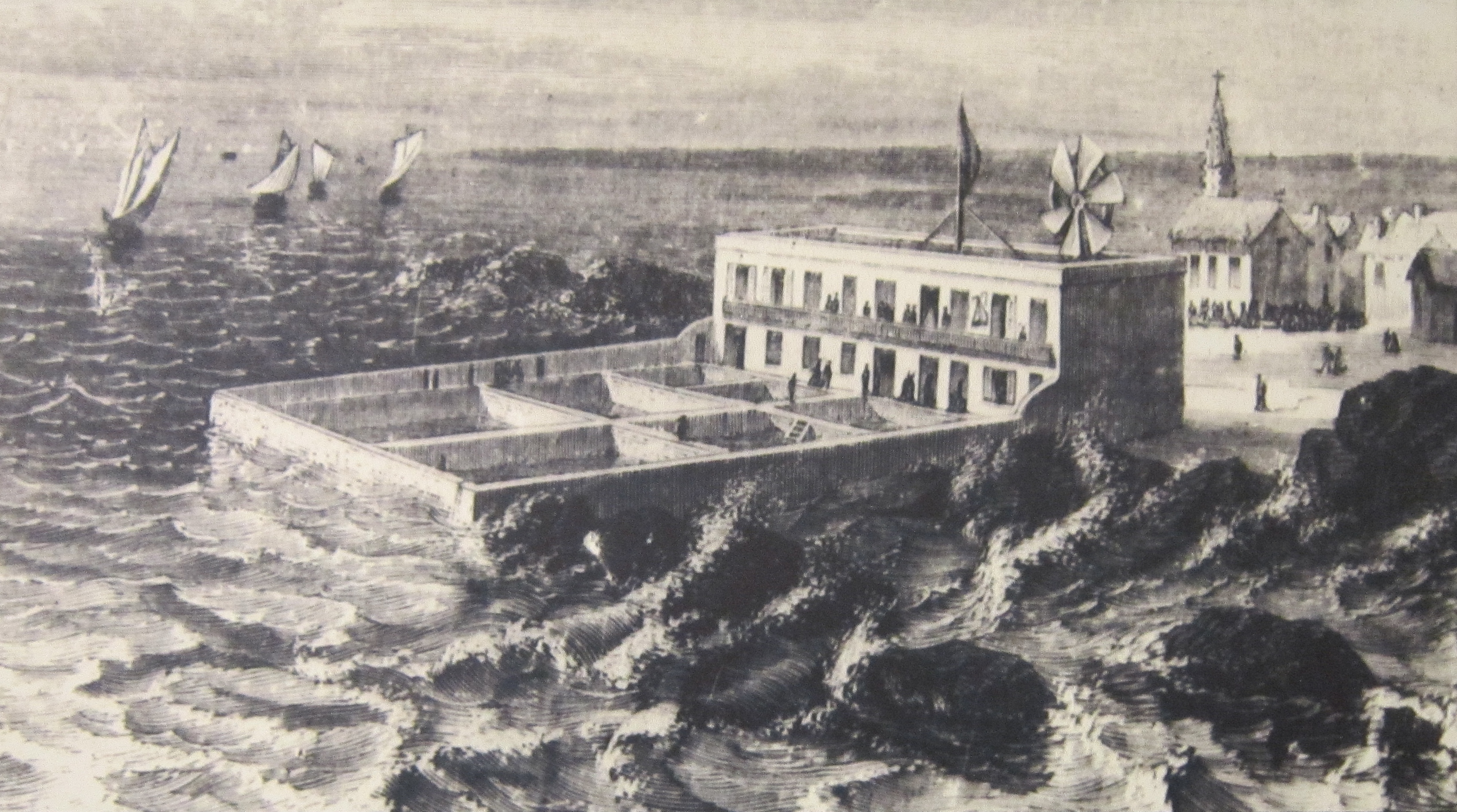
Le laboratoire de biologie marine de Concarneau en 1859 (gravure).

La Station marine de Concarneau ouvre en 1859. C'est le plus ancien laboratoire de biologie marine encore en activité au monde.

#### Le quartier maritime de Concarneau
La création du quartier maritime de Concarneau date de 1882. Il est devenu en 2010 le quartier d'immatriculation CC.

#### L'arrivée du chemin de fer et les premiers aménagements portuaires
La ligne ferroviaire Rosporden - Concarneau construite par l'État, mais rétrocédée à la Compagnie d'Orléans, parvient à Concarneau en 1883, la gare terminus s'appelant pour cette raison Concarneau-État elle se trouvait en fait sur le territoire de la commune de Beuzec-Conq). La construction en 1908 d'un chemin de fer à voie métrique, la ligne de Quimperlé à Concarneau, ligne ferroviaire exploitée par la compagnie des Chemins de fer départementaux du Finistère venant de Quimperlé via Pont-Aven, Trégunc et Lanriec, entraîne la création de remblais allant jusqu'au quai Carnot, proche de la gare terminus, dénommée Concarneau-ville, ainsi que la construction du quai du Lin. Jusque-là, le fond de la ria du Moros, en amont de la « Ville close », restait inexploité, formant à marée basse un vaste cloaque aux contours vaseux et marécageux, la mer inondant à marée haute les deux vastes zones humides de l'Anse du Roudouic et de l'Anse du Lin.

#### L'école Notre-Dame-du-Sacré-Cœur
En 1868, la congrégation des Filles du Saint-Esprit achète une maison avec jardin dans le but d'y construire quatre classes et des dortoirs ; une chapelle est construite en 1880. Cette école fête en 2020 ses 150 ans.

#### Les débuts du tourisme

##### Flaubert à Concarneau
Gustave Flaubert séjourna à deux reprises à Concarneau, une première fois en 1847 (à son retour, il écrit un carnet de voyages : Par les champs et par les grèves), en compagnie de Maxime Du Camp, une seconde fois en 1875 (il commença alors l'écriture de La Légende de saint Julien l'Hospitalier), en compagnie de Georges Pouchet, directeur de la Station marine, séjournant à chaque fois à l'Hôtel des Voyageurs.

##### Les villas de la Corniche
Dès 1873, Concarneau est recensée comme l'un des trois « Établissements de bains de mer » du département du Finistère, même si, à l'époque, les touristes se contentaient de regarder les vagues sans oser s'y aventurer. Vers la fin du XIXe siècle, les pâtures et landes qui occupaient jusque-là le front de mer sont achetées par quelques investisseurs avisés qui les lotissent et les revendent aux bourgeois et rentiers aisés, la plupart venant de la région parisienne, qui font construire des villas cossues, souvent de style original - la construction était libre, sans aucune contrainte architecturale - et assez élevées pour pouvoir jouir du paysage marin, dans le style des stations balnéaires de l'époque, dans les quartiers de Coat-Pin, du Minez, des Sables-blancs ; les acheteurs s'engageaient à ne construire dans ce secteur aucune conserverie...

### Concarneau et les peintres à la fin duXIXesiècleet pendant leXXesiècle
De 1870 à 1950 surtout, mais même ensuite, Concarneau accueille nombre de peintres (on parle du « groupe de Concarneau », qui est lors de la Belle Époque bien plus célèbre que l'École de Pont-Aven), français et étrangers, attirés par le patrimoine architectural, la population ouvrière, paysanne et surtout maritime, la nombreuse flottille de pêche (au début du XXe siècle, le port a abrité parfois plus de 2 000 navires en saison de pêche de juin à octobre et jusqu'à 650 thoniers), le pittoresque des costumes traditionnels. Charles Fromuth écrit en 1890 : « Quel fond j'ai trouvé, la Ville Close, un petit village entouré de fortifications racontant des siècles passés, couvert de lichens, de mousse, bien en place dans chaque crevasse… Je ne me fatigue jamais de l'étudier comme fond pour mon sujet, il me semble impérissable ». Sydney Lough Thompson écrit pour sa part : « Concarneau a un pittoresque irrésistible qui attire tous les artistes si fortement qu'elle est connue comme la ville des trente ateliers et des trente usines à sardines ». Grâce à une pétition signée par de nombreux peintres, les remparts de la ville close sont sauvés de la vente et classés à l'inventaire des monuments historiques en 1899.
« La vogue artistique de Concarneau a coïncidé avec l'apogée de l'industrie sardinière. Des légions de peintres exultaient à la vue de ce port rutilant, de sa magnificence (...), du grouillement des chaloupe aux voiles brunes ou rouges, aux longs mâts entre lesquels flottaient selon le rite immémorial du séchage, des guirlandes de lièges et de souples tulles ».
L'accueil des touristes aisés, et en particulier des peintres, devient vers la fin du XIXe siècle une véritable industrie à Concarneau : le « Grand Hôtel de Cornouaille », l'« Hôtel de France », l'« Hôtel des Voyageurs », l'« Hôtel du Commerce » (le peintre Charles Fromuth le fréquenta pendant plus de trente ans), l'« Atlantic Hôtel » surtout, ce dernier offrant une vue directe sur le port et un atelier de peintre, ayant été le plus fréquenté par les artistes, entre autres par Théophile Deyrolle, Fernand Le Gout-Gérard, Kouznetzoff, Achille Granchi-Taylor, Sydney Lough Thompson.

« Si l'académisme, les peintres pompiers, est une des marques de reconnaissance attribuées à Concarneau, l'originalité de Concarneau est d'être le foyer pictural le plus international, le plus anglo-saxon, de Bretagne. L'accueil y est plus que sympathique, il est organisé. Des ateliers sont construits, les modèles sont faciles à trouver, et l'hôtellerie dévouée, certains menus sont même rédigés en anglais. »

Concarneau est « un passage obligé pour les jeunes peintres américains de l'époque » qui viennent vivre quelque temps à Paris et séjourner l'été à Concarneau comme Howard Russell Butler (1856 - 1934), Arthur Wesley Dow (1857 - 1922), Walter Gay (1856 - 1937), William Lamb Picknell (1853-1897), Thomas Alexander Harrison (1853 - 1930), Edward Emerson Simmons (1852 - 1931), Eugène Lawrence Vail (1857 - 1934), Charles Fromuth (1858 - 1937), Cecilia Beaux, mais aussi pour des peintres d'autres nationalités comme le Danois Peder Severin Krøyer (1851 - 1909), le Canadien James Wilson Morrice (1865-1924), l'Irlandais William John Leech (1881 - 1968), l'Italo-Anglais Achille Granchi-Taylor (1857 - 1921), les Autrichiens Max Kurzweil (1867 - 1916) et Carl Moser (1873 - 1939), le Néo-Zélandais Sydney Lough Thompson (1877 - 1973), les Finlandaises Amélie Lundhal et Helene Schjerfbeck (qui séjourne à Concarneau pendant l'été 1881), le russe Maurice Grün, etc..
De nombreux peintres ont alors représenté Concarneau et sa région, les plus connus ayant vécu à la fin du XIXe siècle et dans la première moitié du XXe siècle. Parmi eux Alfred Guillou (1844 - 1926), Henri Guinier, François-Alfred Delobbe, Paul Signac, Émile Schuffenecker, Michel Bouquet, Per Ewert, Colin Campbell Cooper, William Lamb Picknell, Alexandre Cabanel, Fernand Cormon, Jean-Bertrand Pégot-OgierJean, William Bouguereau, Jozef Pankiewicz, Théophile Deyrolle (1844 - 1923), Fernand Legout-Gérard (1854 - 1924), Alfred-Victor Fournier (1872 - 1924), Emil-Benediktoff Hirschfeld (1867 - 1922, russe), Emmy Leuze (1884-1976), Emma Herland (1855 - 1947), Eugène Labitte (1858 - 1935), etc. représentent la première génération de peintres concarnois ; Henri Barnoin (1882 - 1940), Léon Broquet (1869 - 1935), Mathurin Janssaud (1857 - 1940), Lucien-Victor Delpy (1898 - 1967), Paul Eschbach (1881 - 1961), John Recknagel (1870 - 1940), Maurice Grün (1870 - 1947, estonien), Mathurin Méheut (1882 - 1958), William John Leech (en) (1881 - 1968, irlandais), Zinaïda Serebriakova (1884 - 1967), Maurice Ménardeau (1897 - 1977), Pierre Savigny de Belay, Jean Le Merdy (né en 1928), etc. sont les plus connus des peintres de la deuxième génération concarnoise, une troisième génération est représentée notamment par Yan Robert (1901 - 1994), René Le Forestier (1903 - 1972), Jean-Marie Martin (1922 - 2012), Jean-Claude Carsuzan (né en 1938), Jean Le Merdy, Trannod, de son vrai nom Michel Donnart (1931, décédé récemment). Une liste plus complète des peintres ayant fréquenté Concarneau et sa région est disponible pour les peintres français et étrangers.

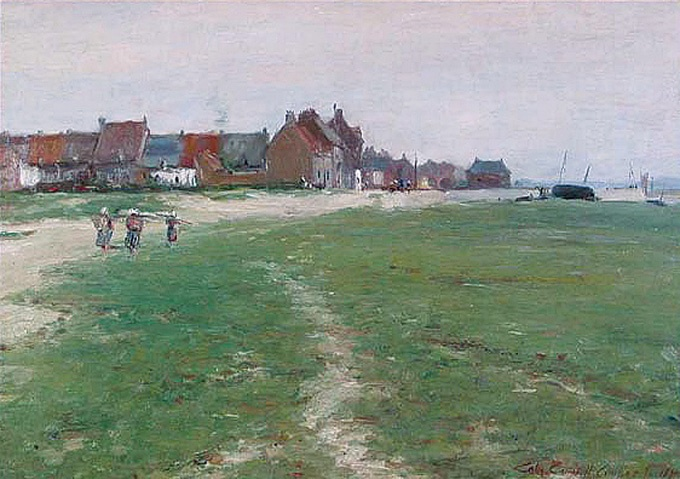
Colin Campbell Cooper : The Brittany Coastline (région de Concarneau).
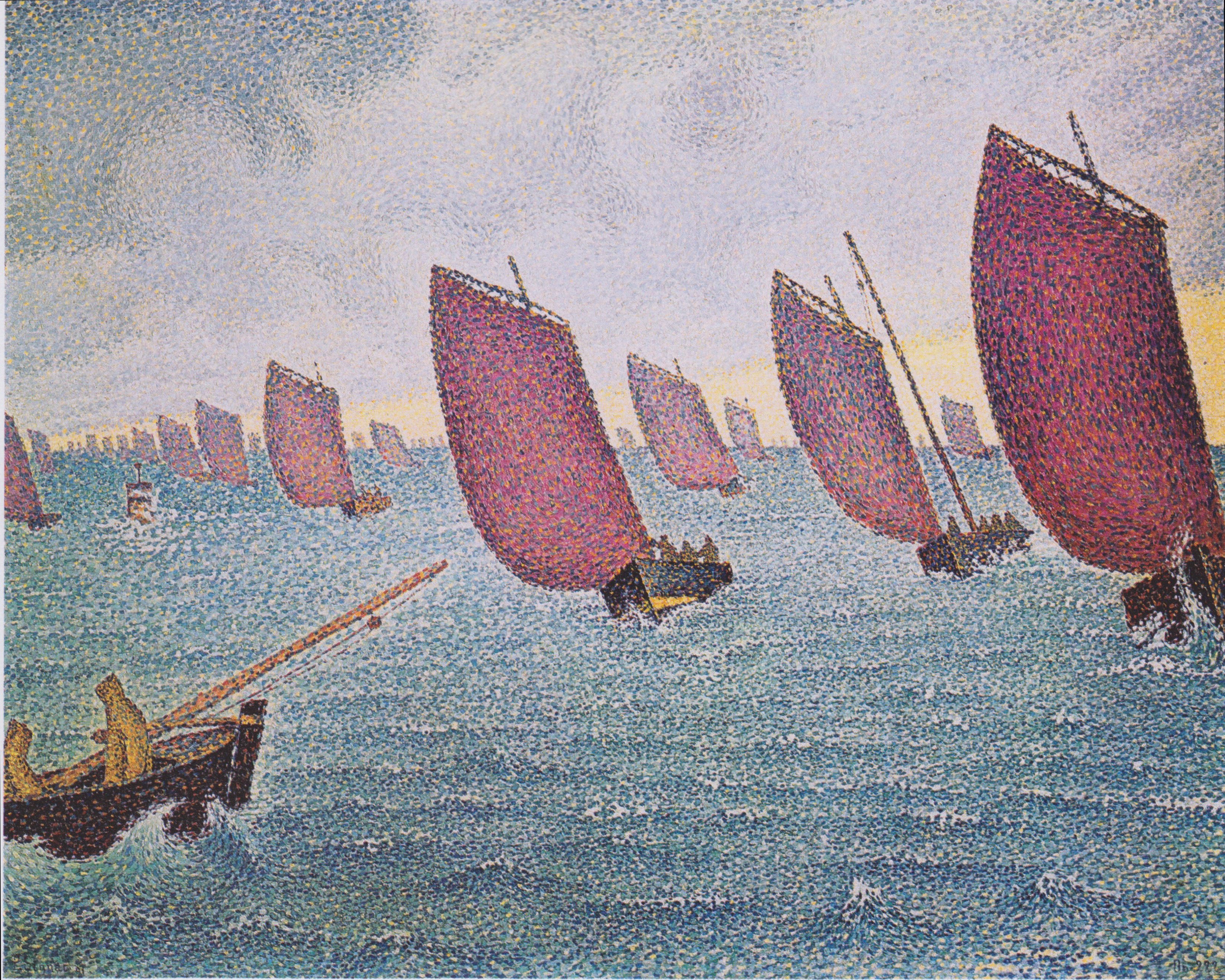
Paul Signac : Régates à Concarneau (1891).
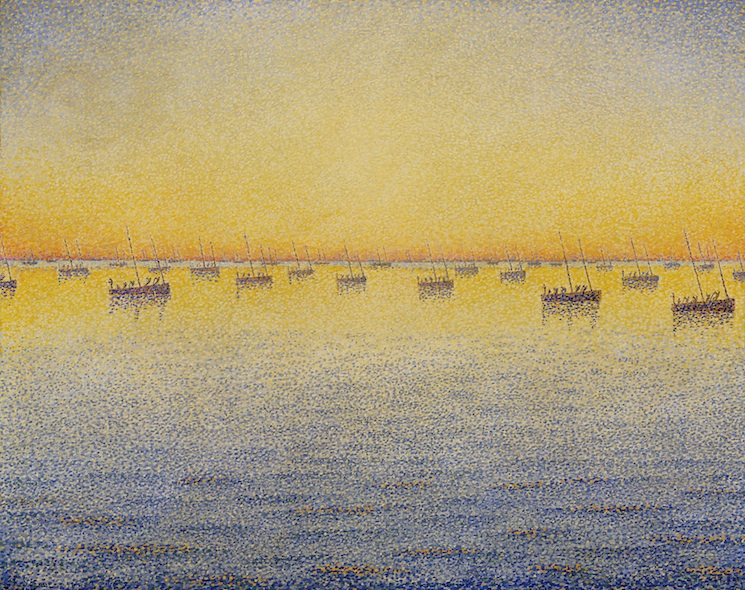
Paul Signac : Concarneau, Opus 221 (Adagio) (1891).
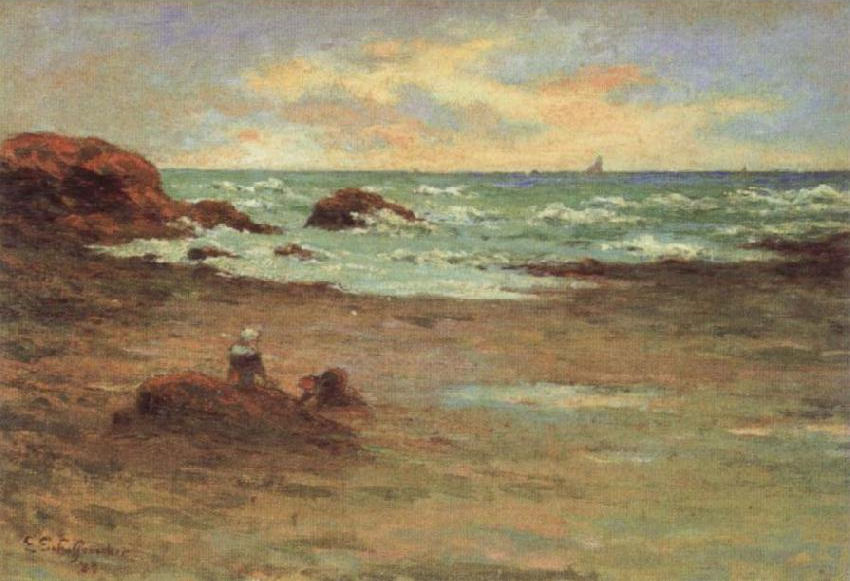
Émile Schuffenecker : Coucher de soleil à Concarneau (1887).
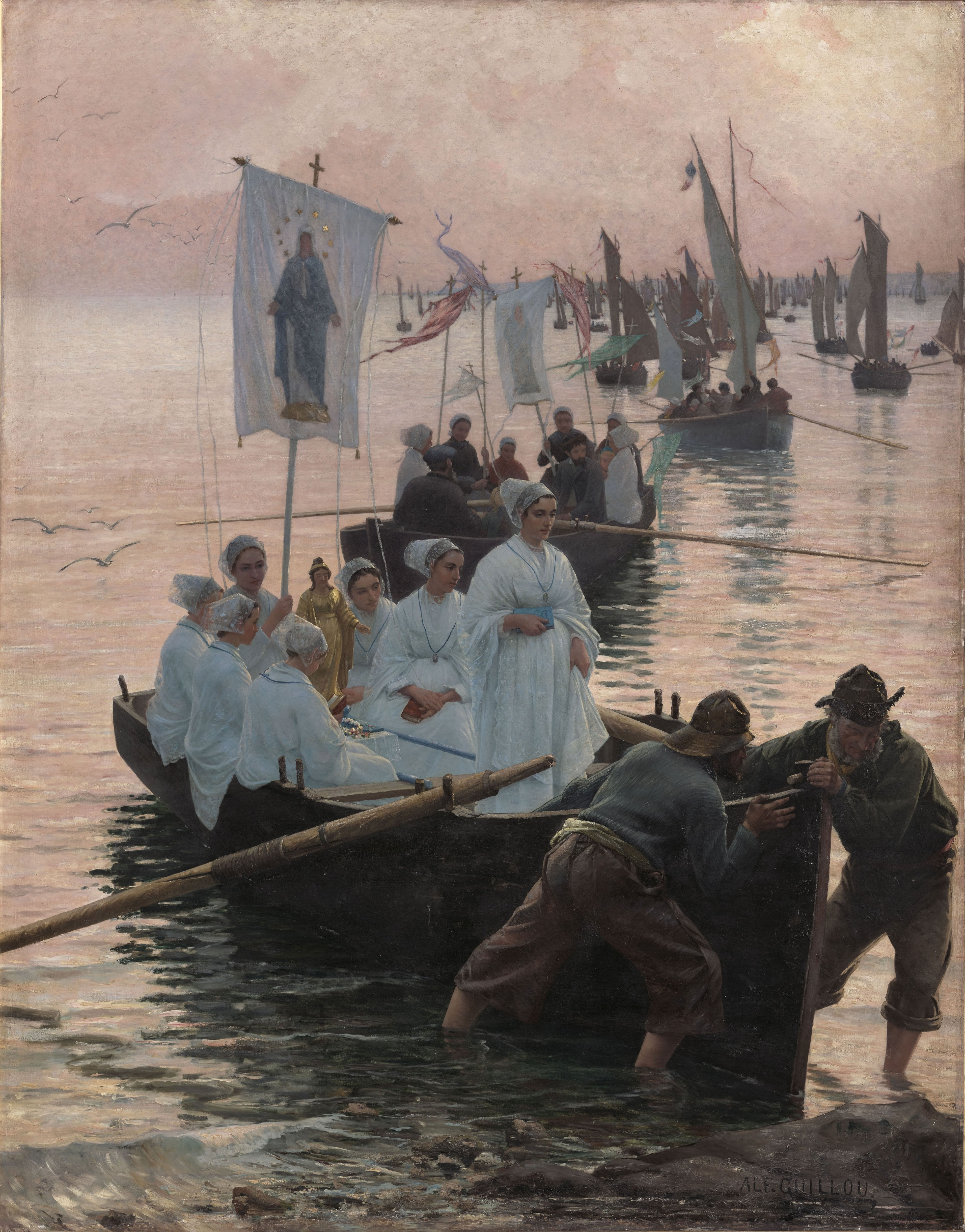
Alfred Guillou : Arrivée du pardon de sainte Anne de Fouesnant à Concarneau (1887).
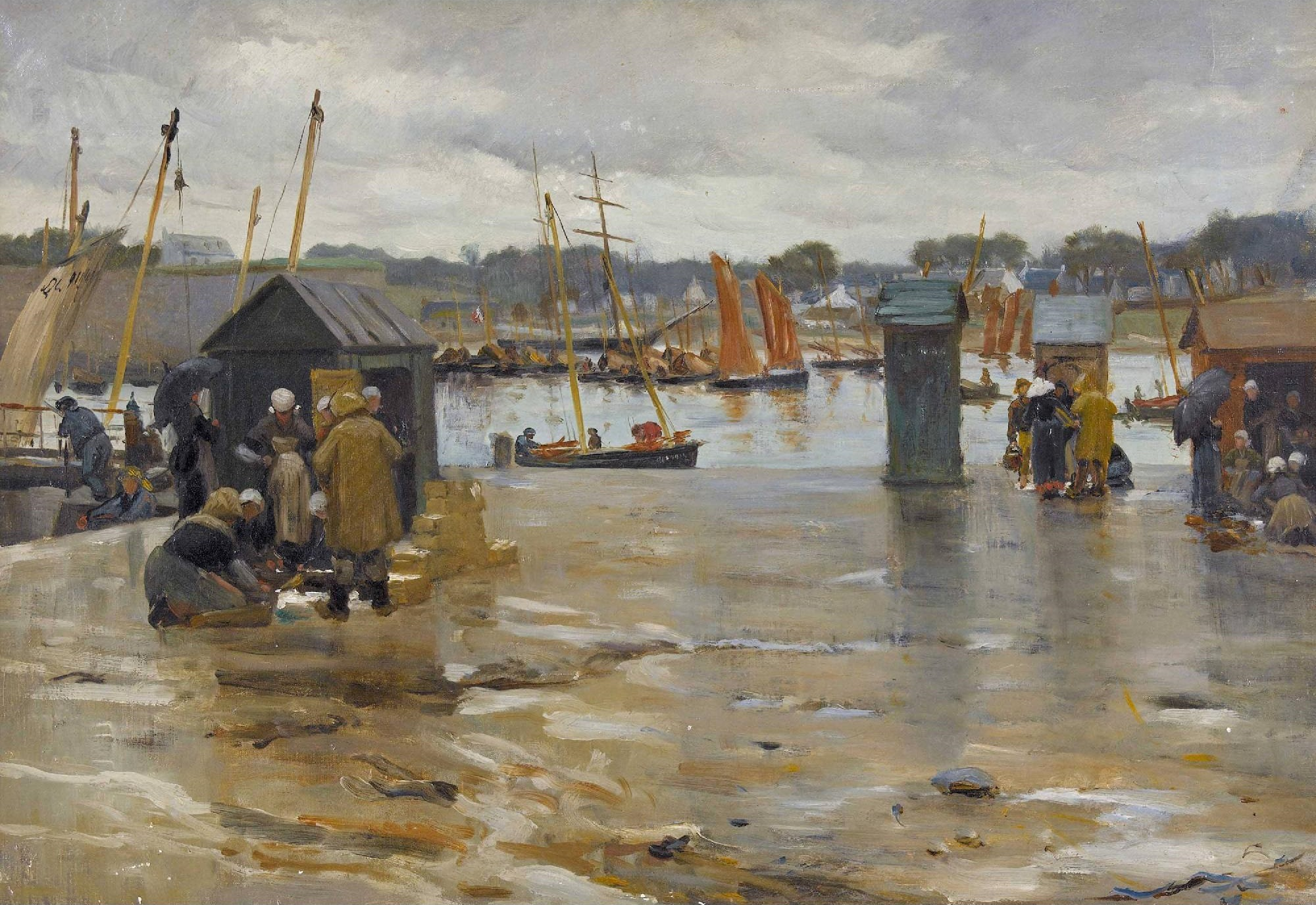
Alfred Guillou : Le port de Concarneau (v. 1890).
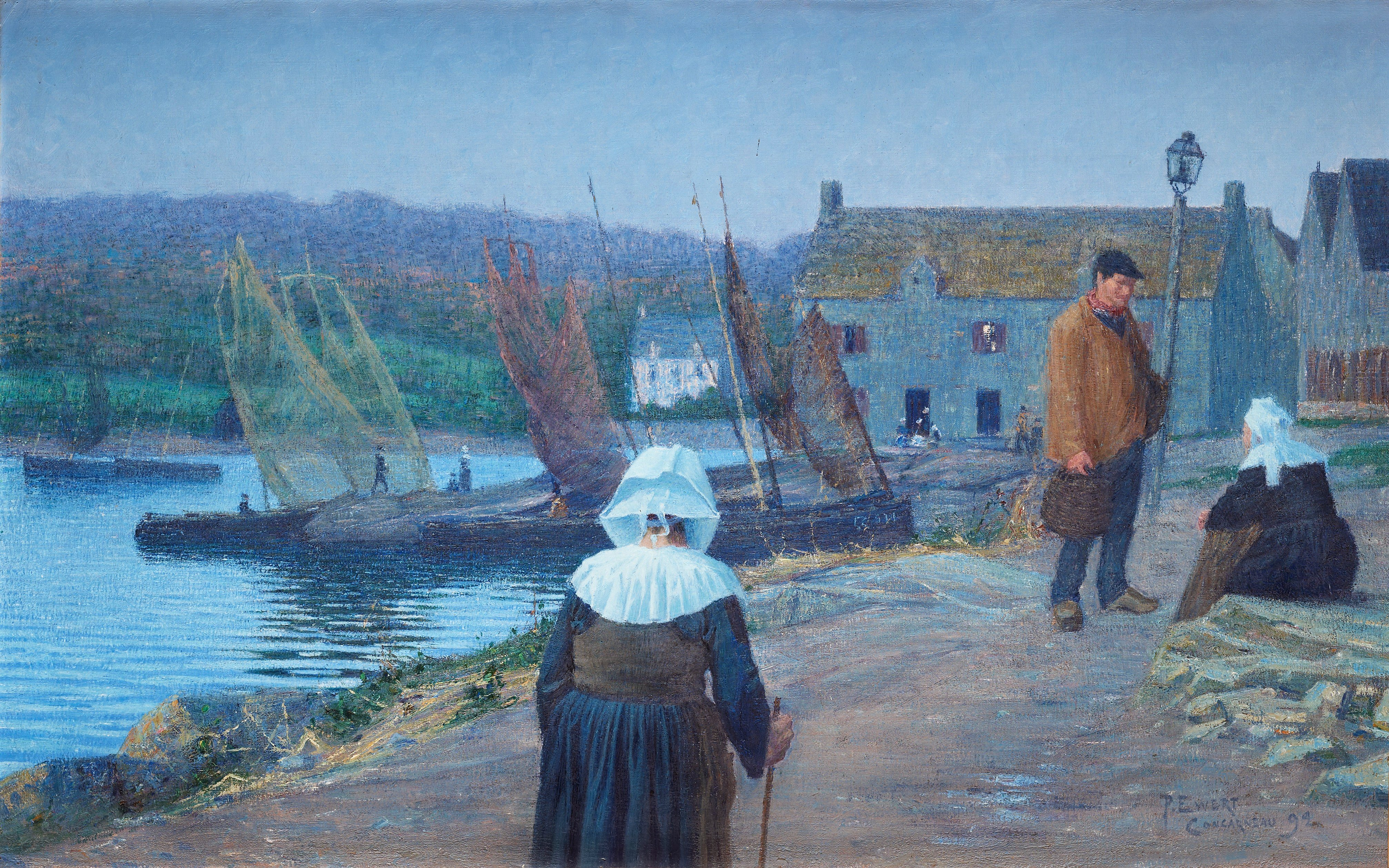
Per Ewert : Le port de Concarneau (1892).
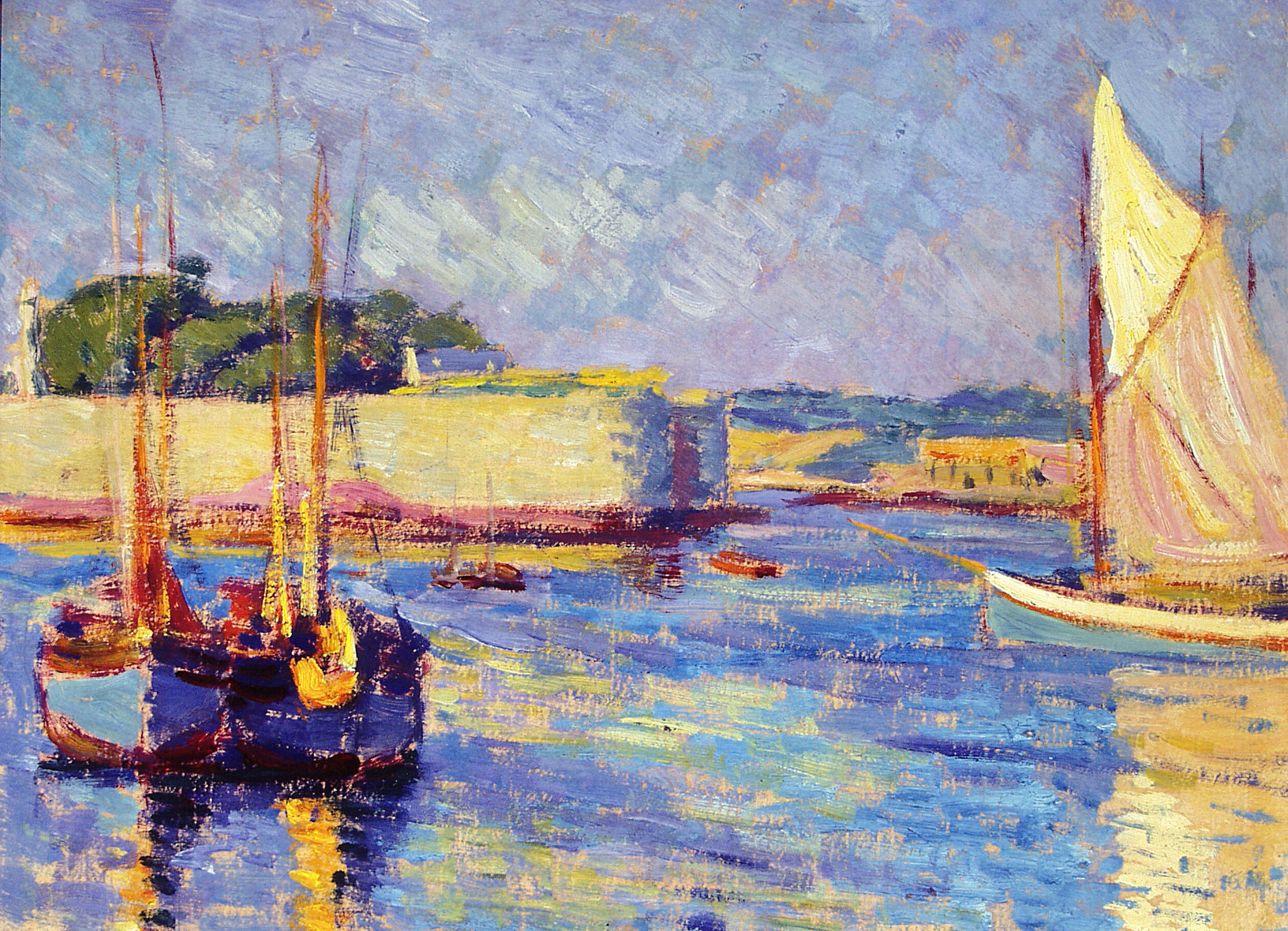
Józef Pankiewicz : Le port de Concarneau (1908).
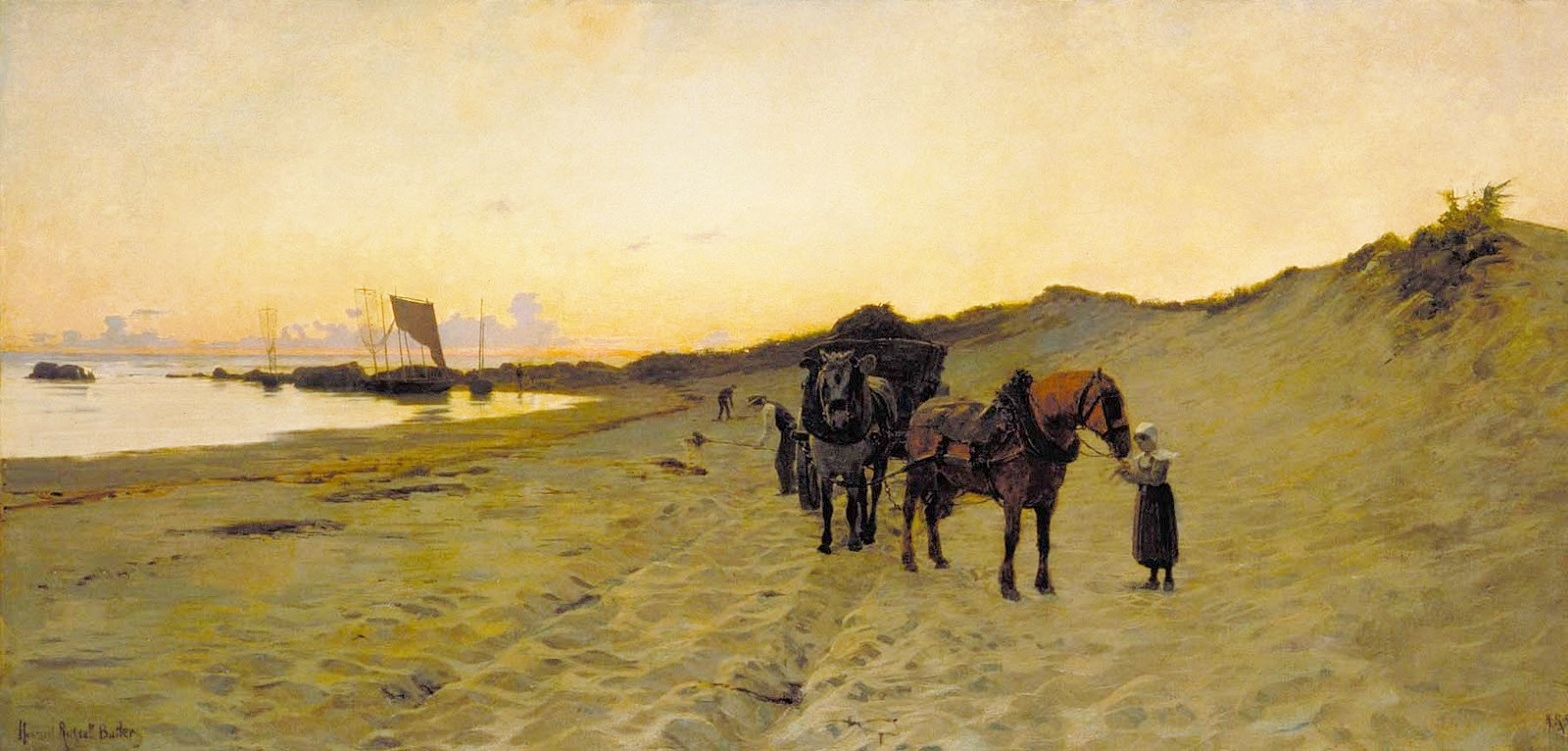
Howard Russell Butler : Ramasseurs de varech (dans la région de Concarneau, 1886).
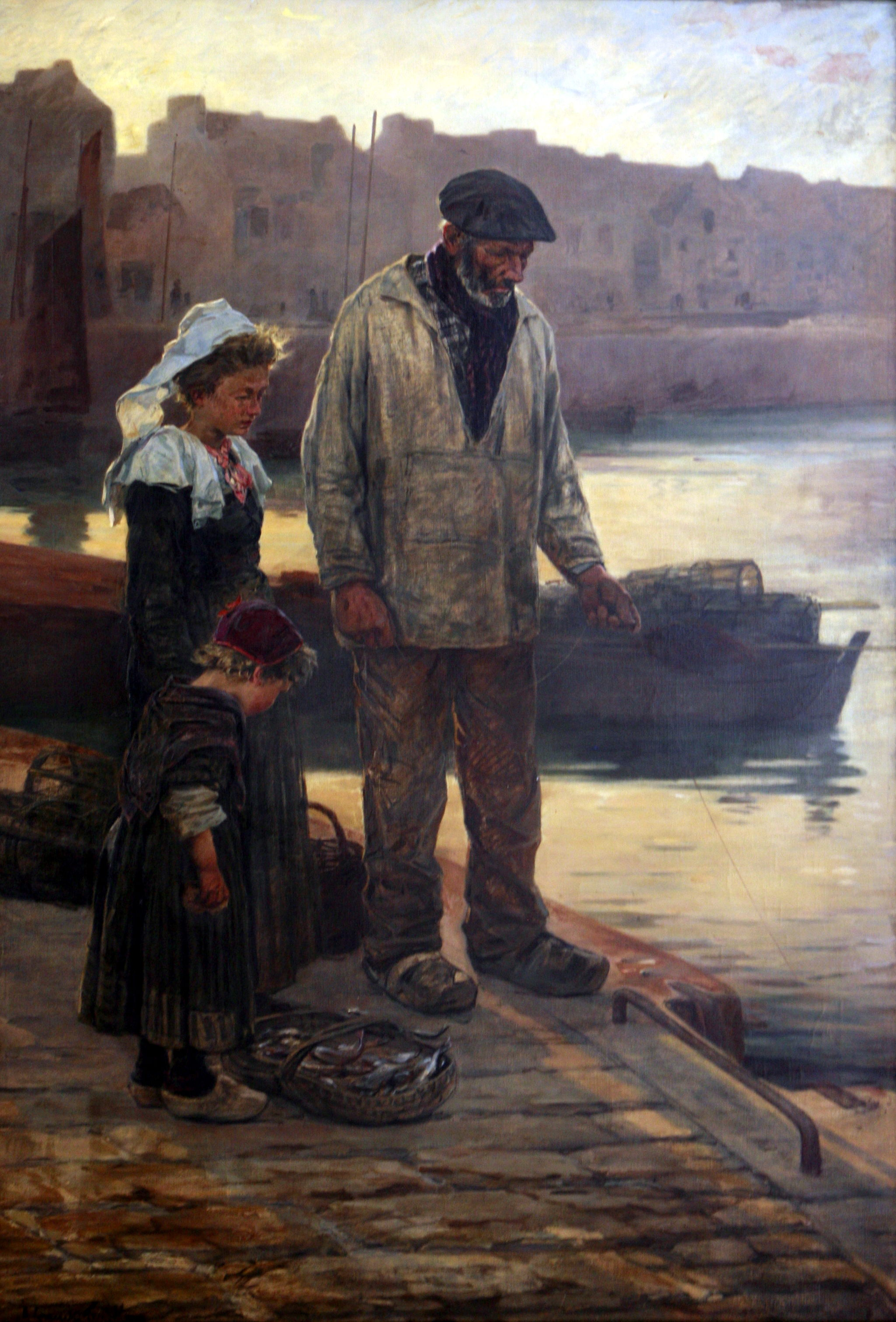
Achille Granchi-Taylor : Pauvre pêcheur de Concarneau (début XXe siècle).
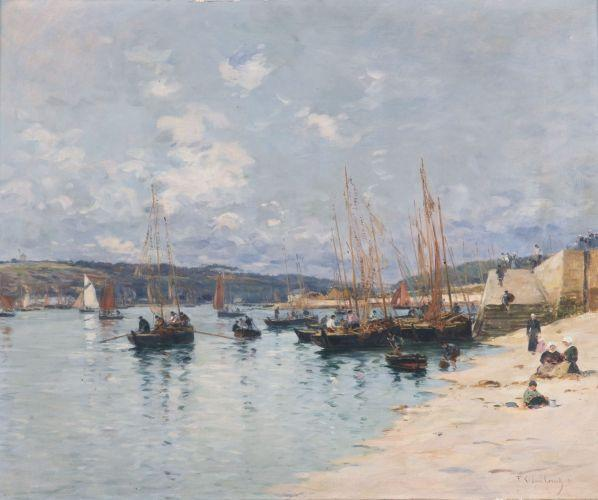
Fernand Legout-Gérard : Vue de Concarneau (1897).
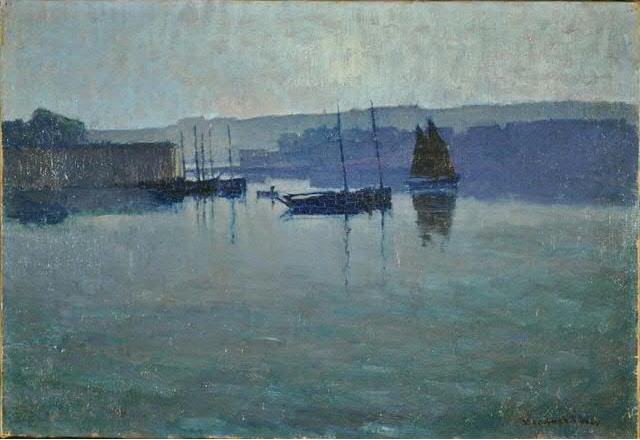
Léon Broquet : Entrée de port (1929).
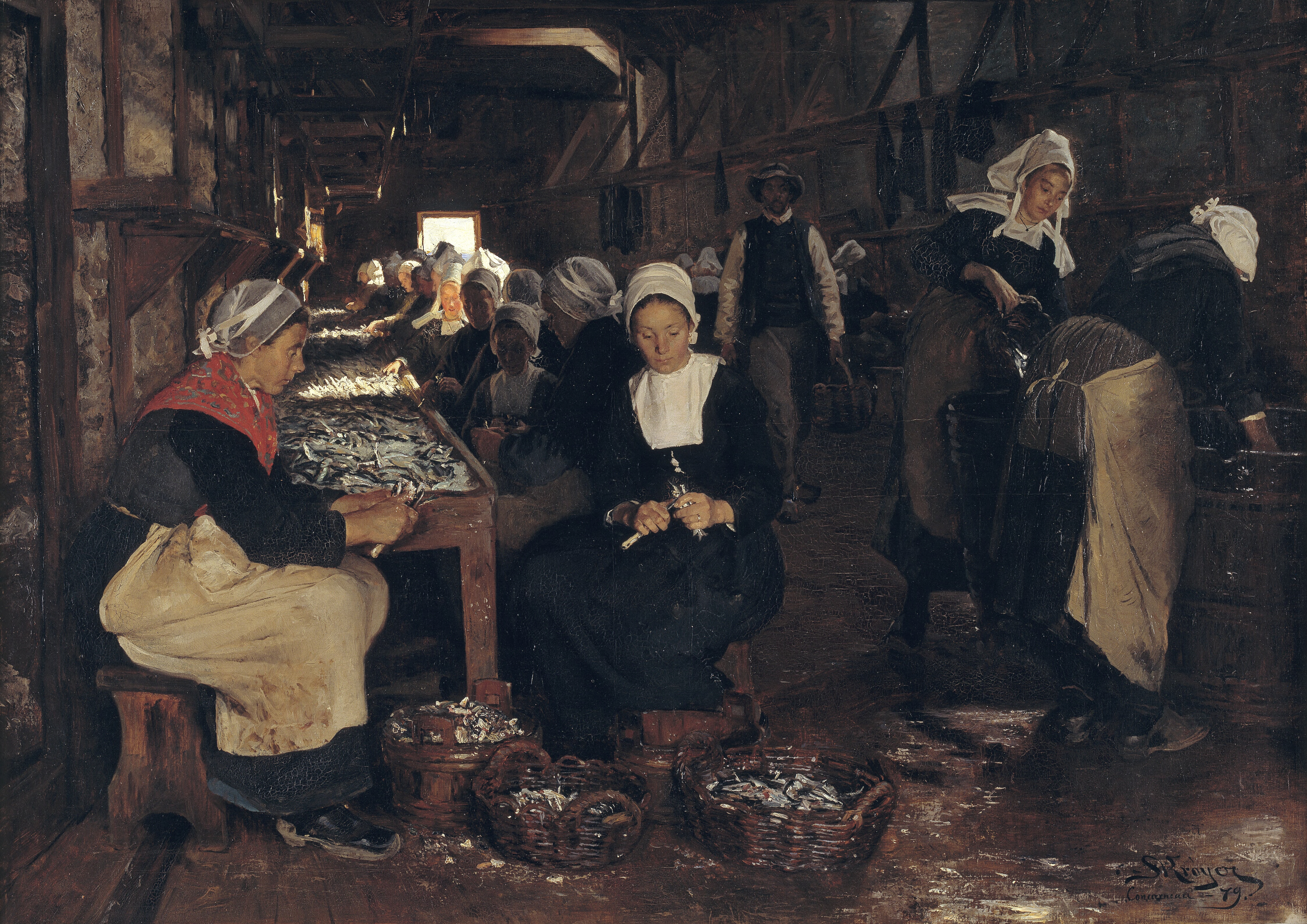
Peder Severin Krøyer : Sardinerie à Concarneau (1879).
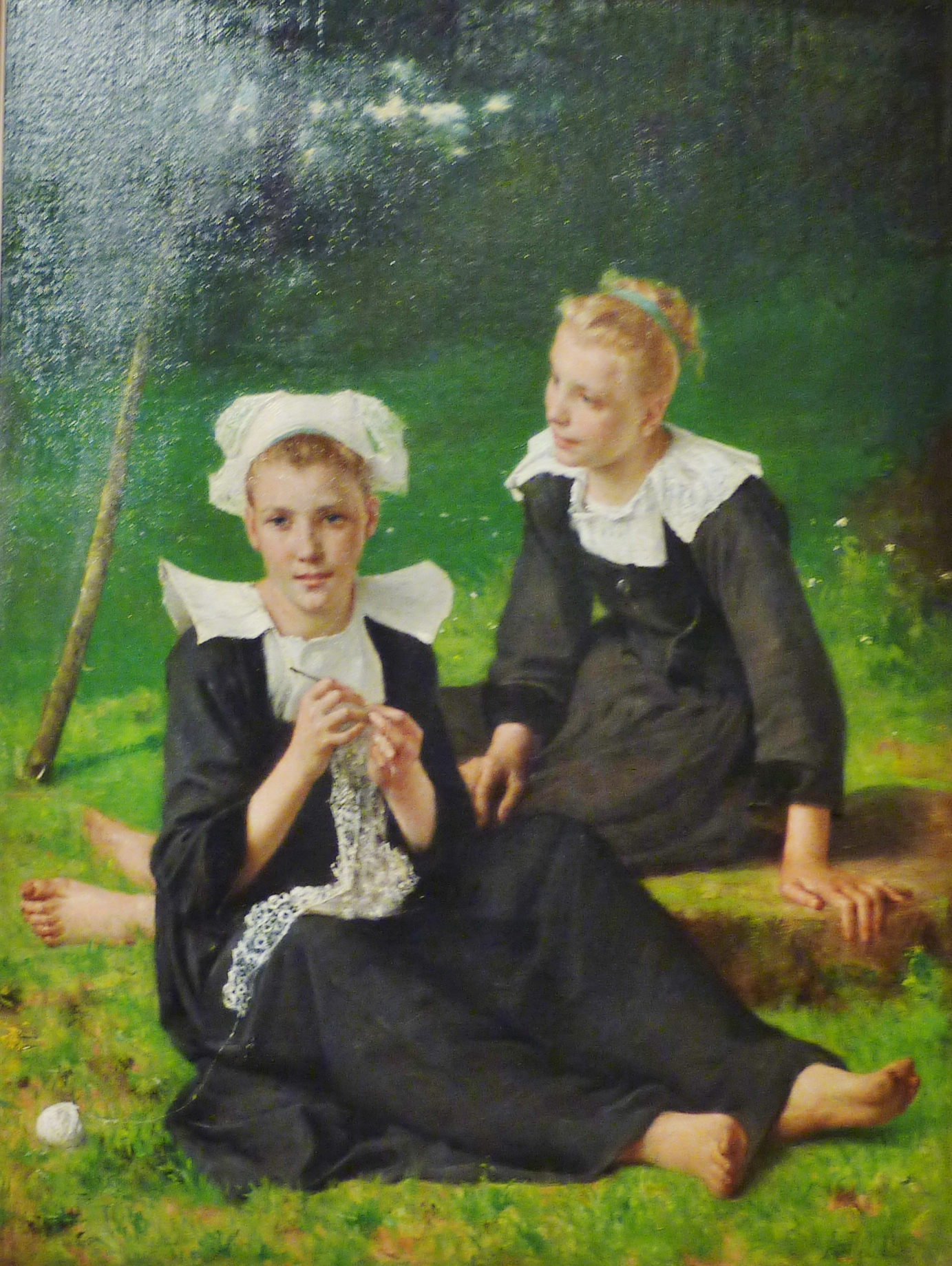
François-Alfred Delobbe : Jeunes dentellières de Beuzec-Conq (huile sur toile, vers 1905, Musée départemental breton de Quimper).
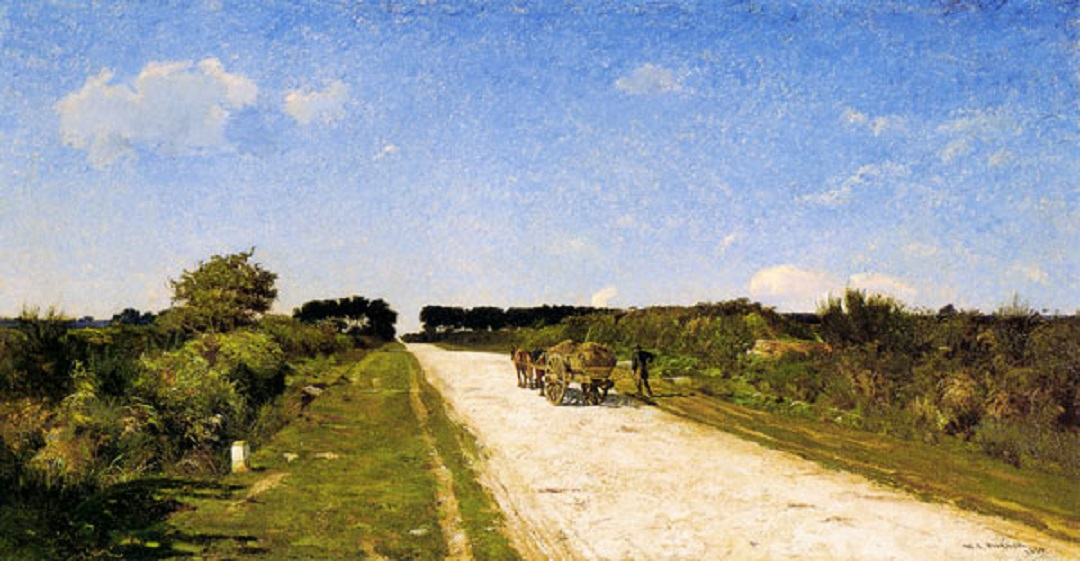
William Lamb Picknell : La route de Concarneau (1880).
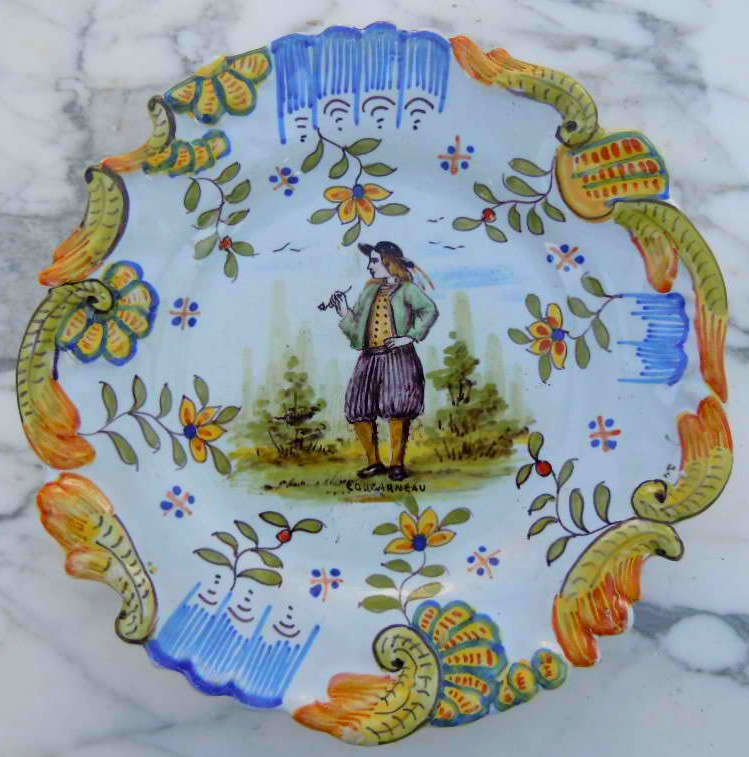
Faïence de Quimper : assiette à décor breton, homme de Concarneau (Jules Verlingue, XIXe siècle).
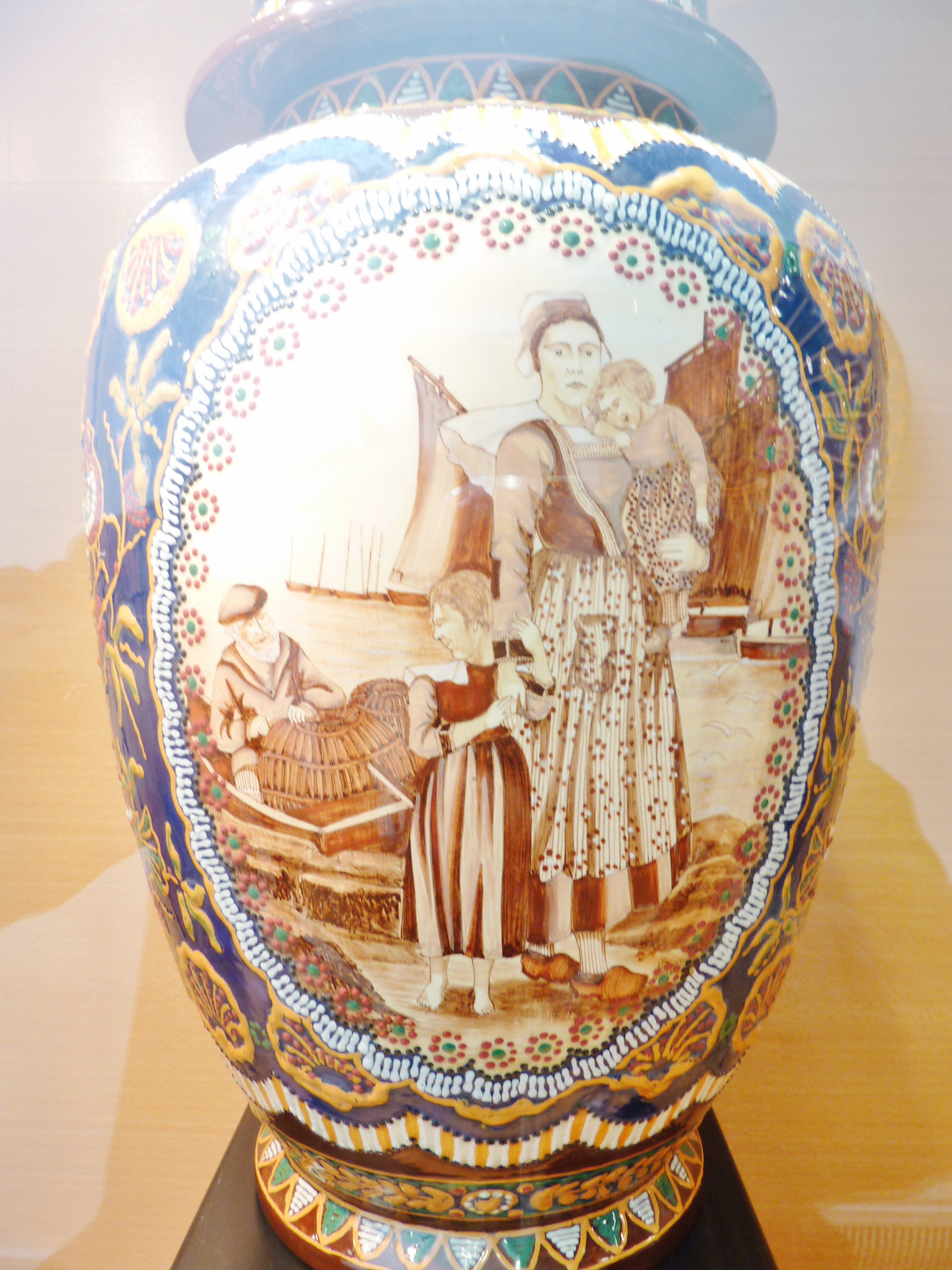
Faïence de Quimper : vase à couvercle de type chinois (scène inspirée d'une affiche d'Achille Granchi-Taylor pour la première « Fête des Filets bleus » à Concarneau en 1905, musée de la Faïence de Quimper).
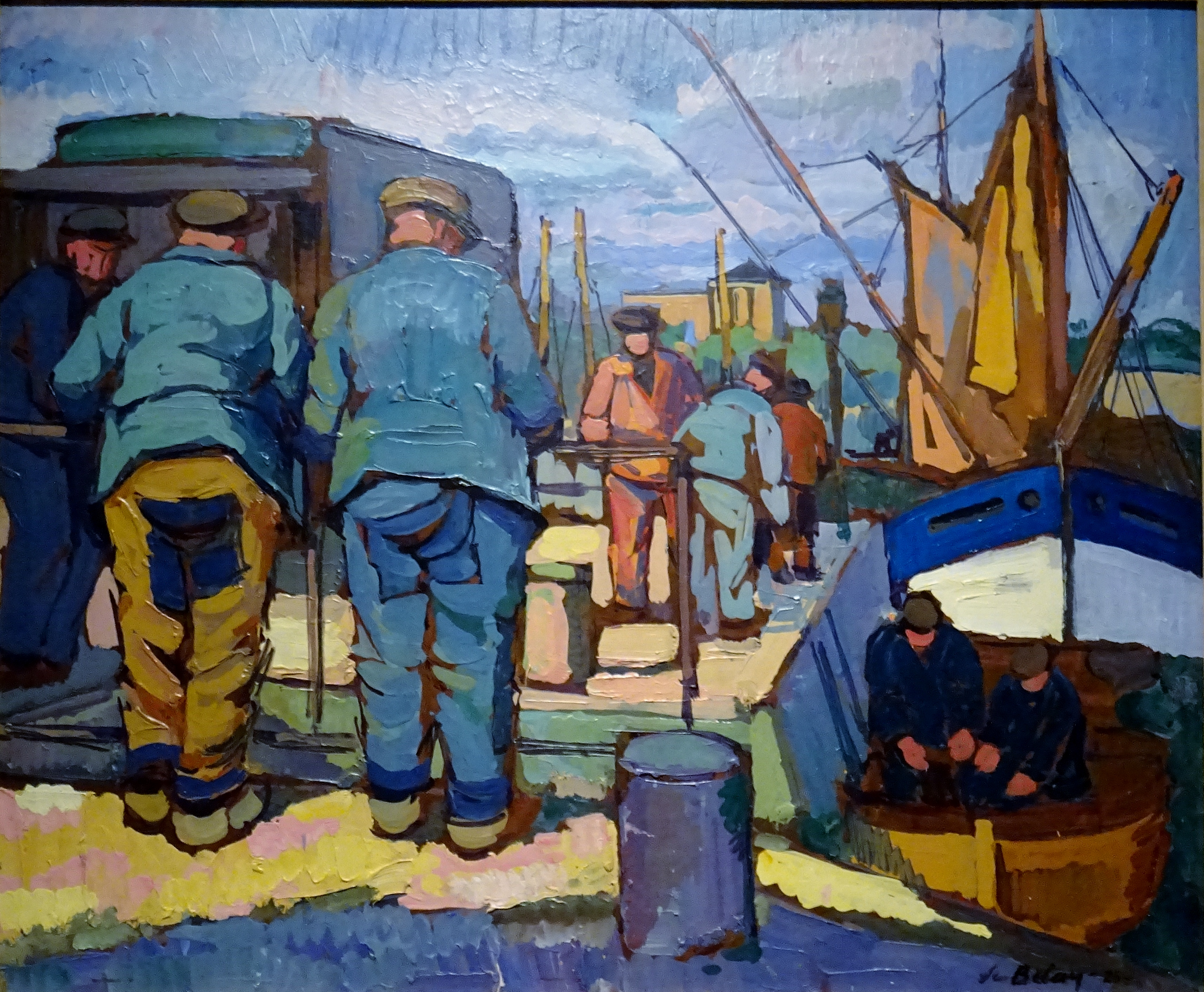
Pierre Savigny de Belay : Scène de port à Concarneau (1925).

Le livre d'Henri Belbéoch : Les peintres de Concarneau et le DVD Concarneau et ses peintres, une belle histoire d'amour permettent d'en savoir plus sur les peintres de Concarneau. D'autres livres sont cités dans la bibliographie consacrée à Concarneau à la fin de cet article.
Par ailleurs, au XXe siècle, quelques écrivains se sont intéressés à Concarneau : Georges Simenon a situé dans le « Grand Hôtel » l'intrigue de son roman Le Chien jaune et l'écrivaine Benoîte Groult a résidé à « Ty Bugale », une villa face à la plage des Dames. Le musicien Jules Massenet a séjourné dans une villa face à la plage des Sables blancs.

### XXesiècle

#### Naufrages et sauvetages

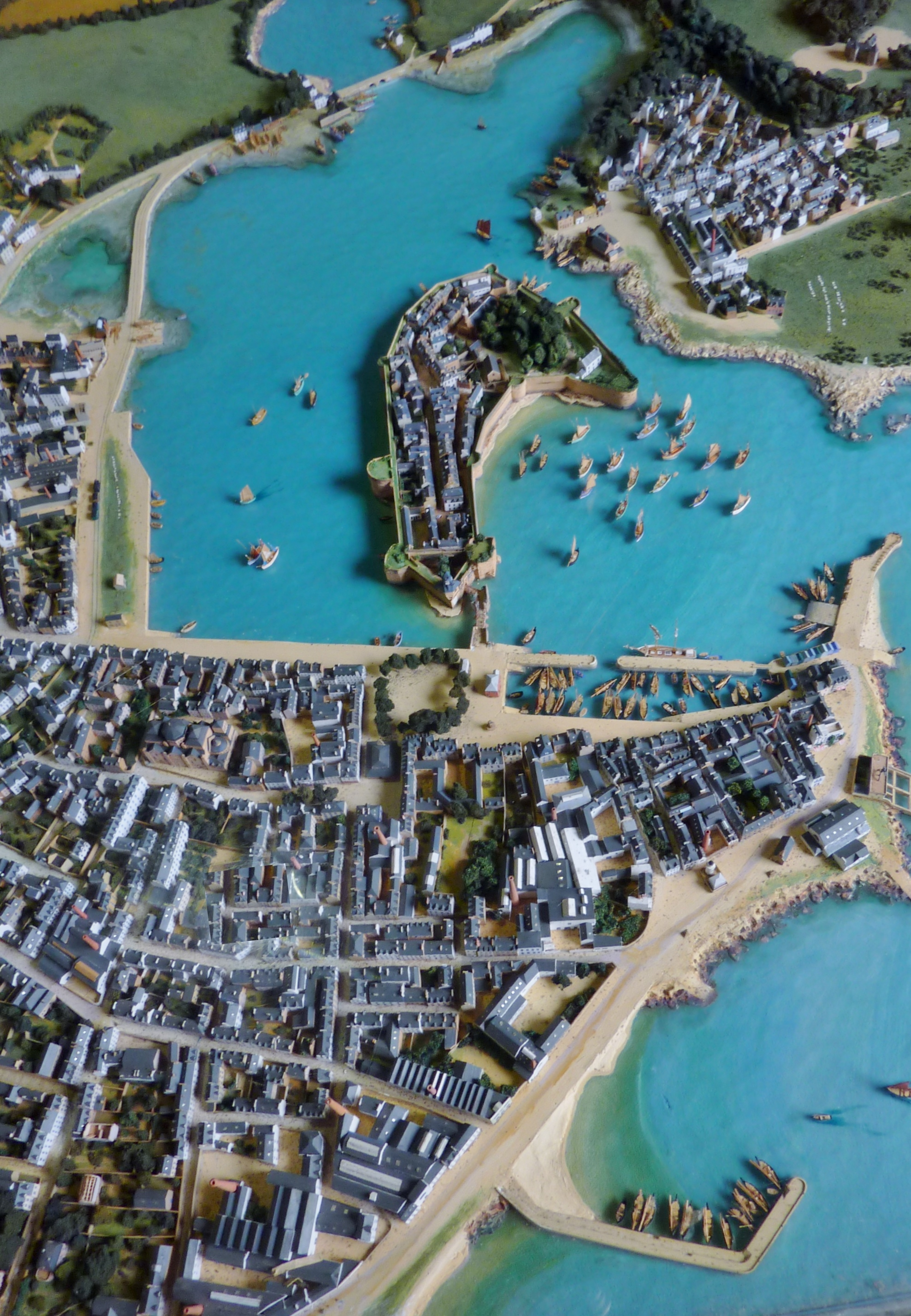
Maquette du port de Concarneau en 1912.

Le 9 septembre 1906, un canot automobile faisant le service entre Concarneau et Bénodet tombe en panne ; les quatre hommes à bord tentèrent de regagner Concarneau à l'aviron, mais leur canot coula. Un seul des hommes à bord parvint à s'accrocher à un rocher et à être secouru.
Le 20 novembre 1940, le dundee thonier Claude-Anne, de Concarneau, est drossé à la côte près de Bénodet ; le bateau est perdu, mais les sept hommes à bord sont sauvés.

#### Les tensions politiques et religieuses
Il fallut envoyer 483 soldats, gendarmes et policiers à Concarneau pour expulser, en vertu de la loi sur les congrégations, les six religieuses qui enseignaient dans les écoles catholiques de la ville[Quand ?].

#### Les difficultés économiques et sociales de la Belle Époque

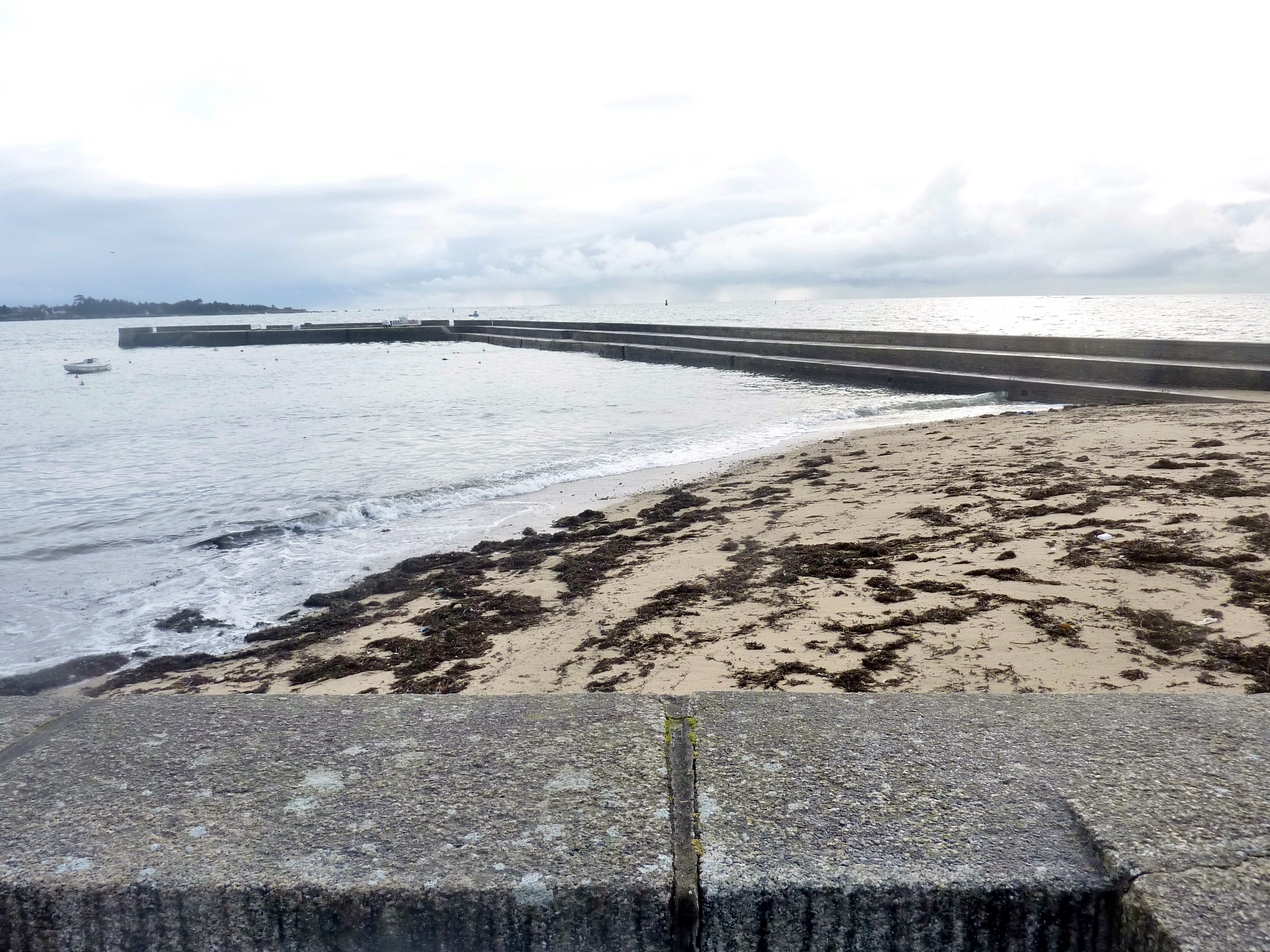
Le brise lames « Quai nul ».

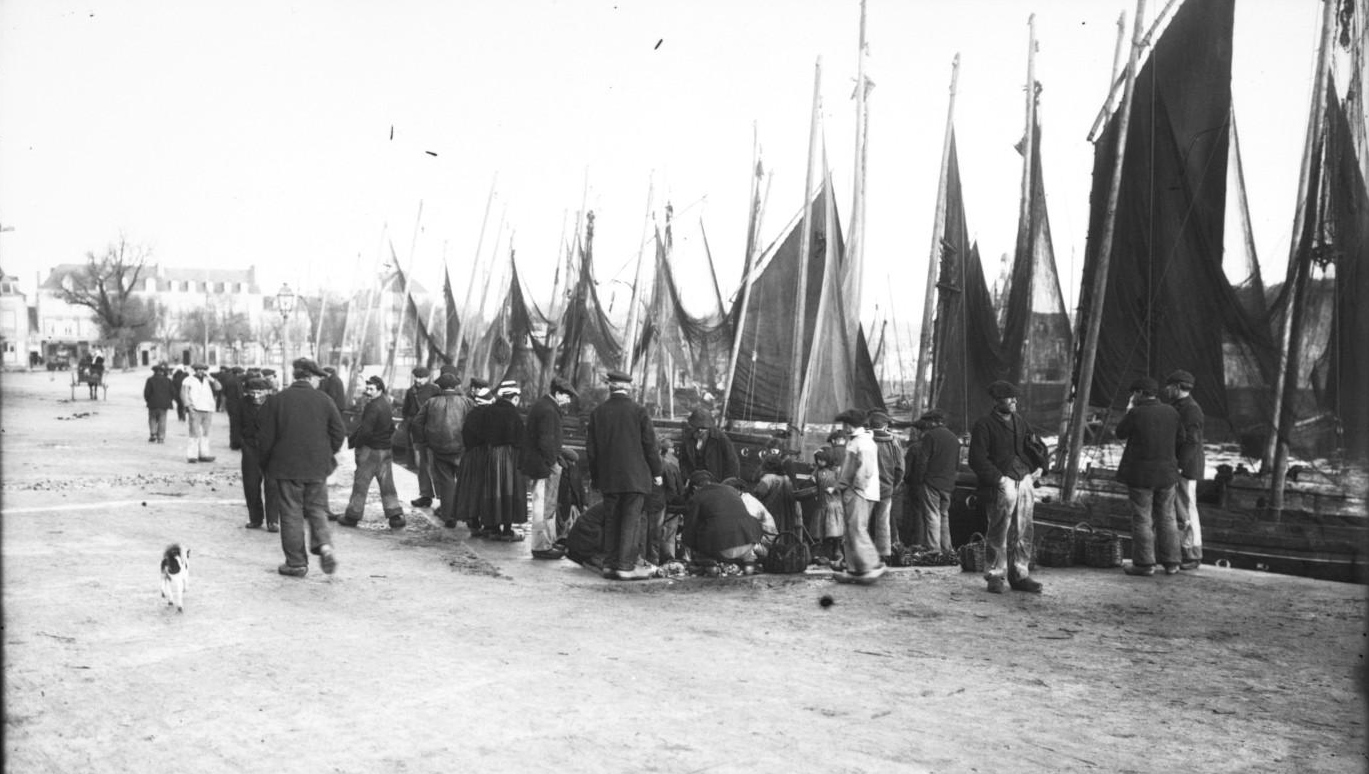
Vue du port au retour de pêche (1913).

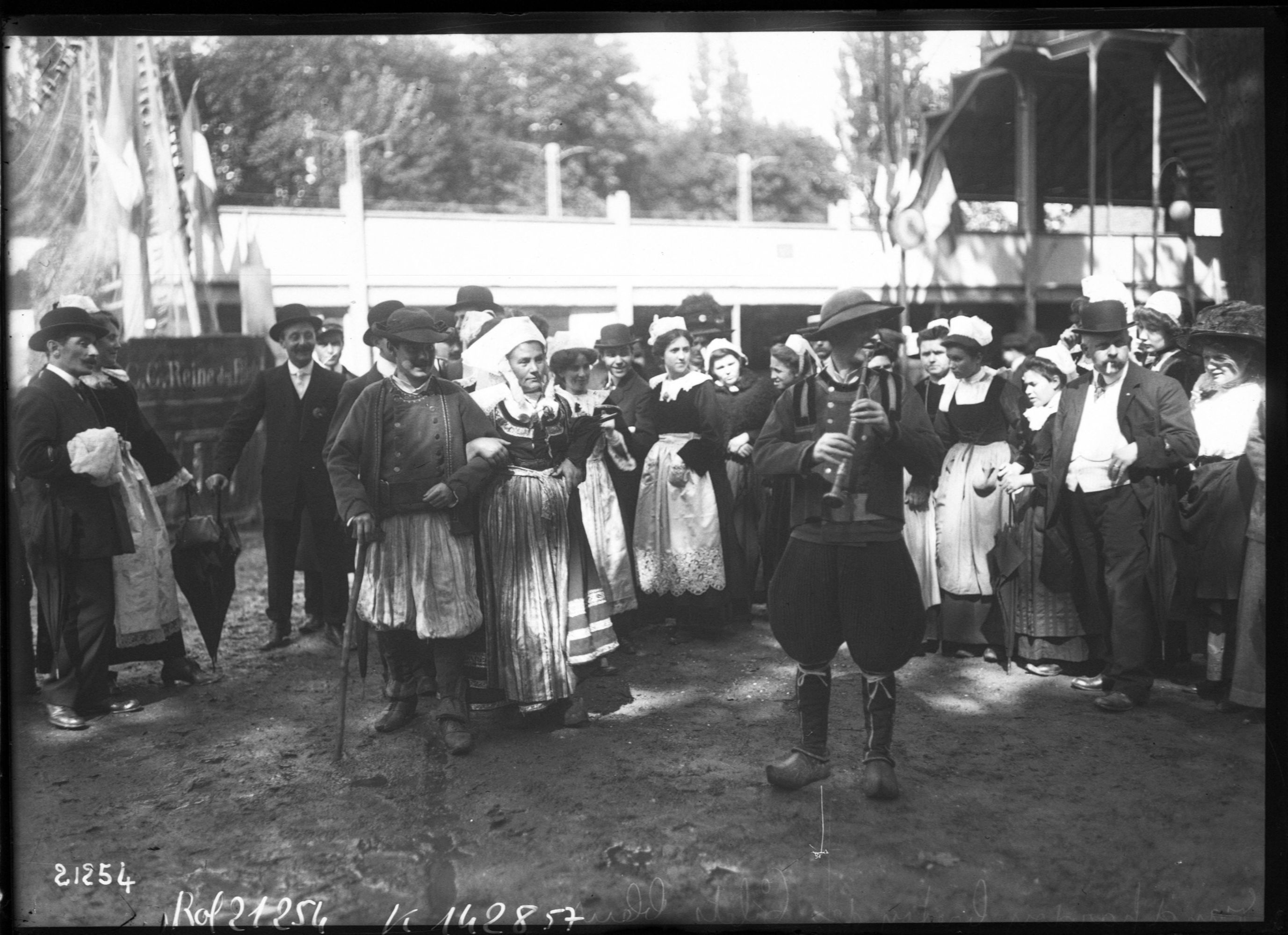
La fête des Filets bleus (1912).

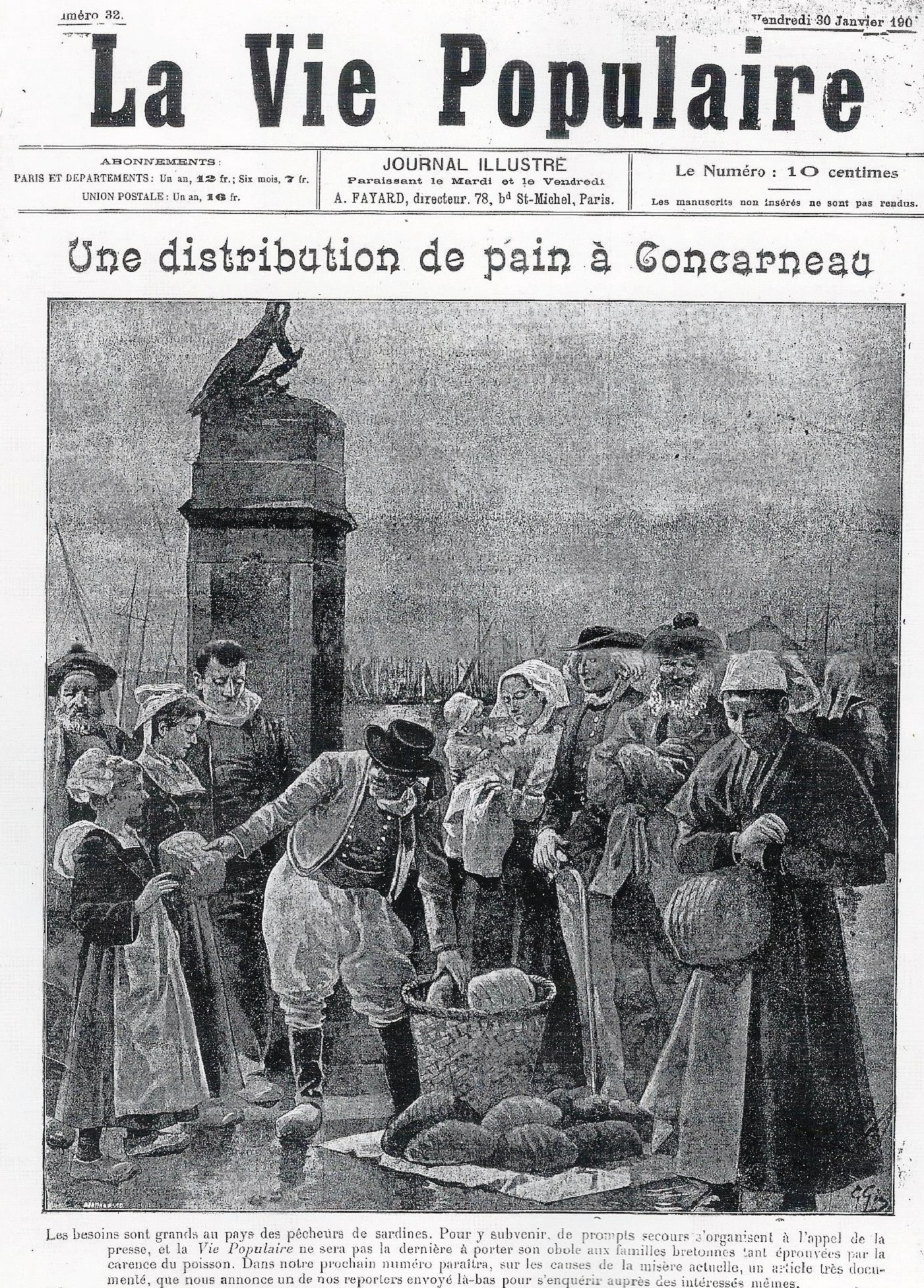
Distribution de pain à Concarneau lors de la crise de la sardine (dessin du 30 janvier 1903).

Vers 1900, le quartier de la Croix est la principale zone d'activité des pêcheurs qui, rentrant de mer, échouaient leurs barques sur le rivage proche, bordé de dunes et d'un embryon de mur, et devaient grimper péniblement le sable pour apporter rapidement leur poisson à la dizaine de conserveries qui s'alignaient sur le front de mer et se trouvaient ainsi tout près du lieu de débarquement, afin qu'il soit travaillé sans attendre. Près de 5 000 marins et mousses travaillaient alors sur les 800 bateaux immatriculés à Concarneau. La flottille concarnoise comptait alors une centaine de chaloupes ; pour faciliter leur mouillage, une jetée brise-lame fut construite entre 1882 et 1901, formant un port artificiel qui s'avéra peu efficace les jours de tempête, ce qui explique que les Concarnois le surnommèrent le « Quai nul ». Aujourd'hui ce petit port sert à l'école de voile concarnoise qui y amène ses élèves débutants pour leurs premières navigations. En 1902, il existe à Concarneau et Beuzec-Conq 28 fabriques de conserves de poisson, occupant 610 ouvriers, pour les seuls ferblantiers.
En 1904, l' Emilija, un trois-mâts de Riga (Lettonie) [alors en Russie] s'échoua au sud de l'archipel des Glénan ; il contenait une cargaison de plus de 2 000 barils de ciment devenus inutilisables car ayant pris l'eau. La municipalité de Concarneau décida de les récupérer, ces cylindres de ciment durci formant un rempart providentiel contre la mer, et de s'en servir pour construire un mur de protection contre l'érosion marine, dénommé depuis le « Quai russe ».
Les conditions de vie étaient alors difficiles et l'alcoolisme sévissait, particulièrement dans les ports (la consommation d'alcool par habitant était vers 1900 dix fois plus élevée à Concarneau qu'au Huelgoat) :

« Les pêcheurs de Douarnenez et Concarneau habitent presque tous dans de grands et nauséabondes casernes ouvrières (...). L'odeur de ces chambres, habitées souvent par quatre à six personnes, n'a pas d'équivalent. L'âcre saveur du poisson avancé domine. (...) L'alcoolisme dégrade les sardiniers ; eaux-de-vie de grains, tafias monstrueux, « gwin-ardent », gouttes incendiaires (...). L'ingurgitation de ces mixtures nocives a donné aux hommes un teint qui tourne au garance, et à l'aubergine mûre quand ils sont vieux. »

Entre 1880 et 1911, Concarneau connaît de nombreux conflits sociaux, exacerbés par la raréfaction de la sardine. En 1896-1897, la grève des ouvriers soudeurs, qui s'opposent à la mise en place de machines à sertir dans les usines, est soutenue par les marins-pêcheurs (3 600 marins sont en grève en juin 1897), qui protestent contre la baisse du prix d'achat de leurs sardines pêchées par les usiniers en raison de son abondance (en 1903, 35 usines fonctionnent employant près de 3 000 hommes, femmes et enfants). Une nouvelle grève provoquée par le refus de la modernisation éclate en 1909, les ouvriers soudeurs brisant 28 machines ; les usiniers décident alors le lock-out, qui vint à bout de ce mouvement social. La raréfaction des sardines entre 1902 et 1907, puis entre 1910 et 1912, porte un coup fatal à la pêche à la sardine et provoque une forte émigration (entre 1906 et 1911, 744 habitants abandonnent les métiers de la mer, beaucoup partant vers les usines du nord de la France, les carrières de Trélazé ou vers les ateliers d'autres ports).
Le premier thonier construit à Concarneau, L'Avenir, le fut seulement en 1906. Son succès fit école et les marins concarnois allèrent acheter de vieux dundees à Fécamp ou à Boulogne pour se lancer dans la pêche au thon.
Le bureau de bienfaisance créé en 1880 tente d'aider les populations touchées par ces crises ; des souscriptions sont organisées, même au niveau national et les dons se multiplient. Dans le contexte d'une opposition entre républicains et catholiques, la « Fête des Filets bleus», créée en septembre 1905 sur une suggestion du maire et usinier Louis-Marie-Samuel de Billette de Villeroche a pour but de « soulager l'immense misère », ses bénéfices servant à fonder un « fourneau économique » et à distribuer de la soupe aux enfants de la salle d'asile. L'Abri du marin ouvert en janvier 1901 au Passage-Lanriec par Jacques de Thézac (et financé par une vente de charité organisée en août 1899 par la veuve de l'Amiral du Fretay) contribue à lutter contre l'ivrognerie qui sévit abondamment et vise à améliorer l'éducation morale et intellectuelle des marins. Un autre Abri du marin ouvre en novembre 1901 à Concarneau même sur une parcelle proche de la criée (il ferma en 1960 et sert désormais d'Auberge de jeunesse). La victoire aux élections municipales de février 1911 de la liste socialiste, dominée par les marins, est perçue comme la victoire des travailleurs contre la bourgeoisie locale (2 000 personnes chantent L'Internationale dans les rues de la ville pour fêter cette victoire, renouvelée lors des élections de 1912 et gage d'une politique sociale plus généreuse).

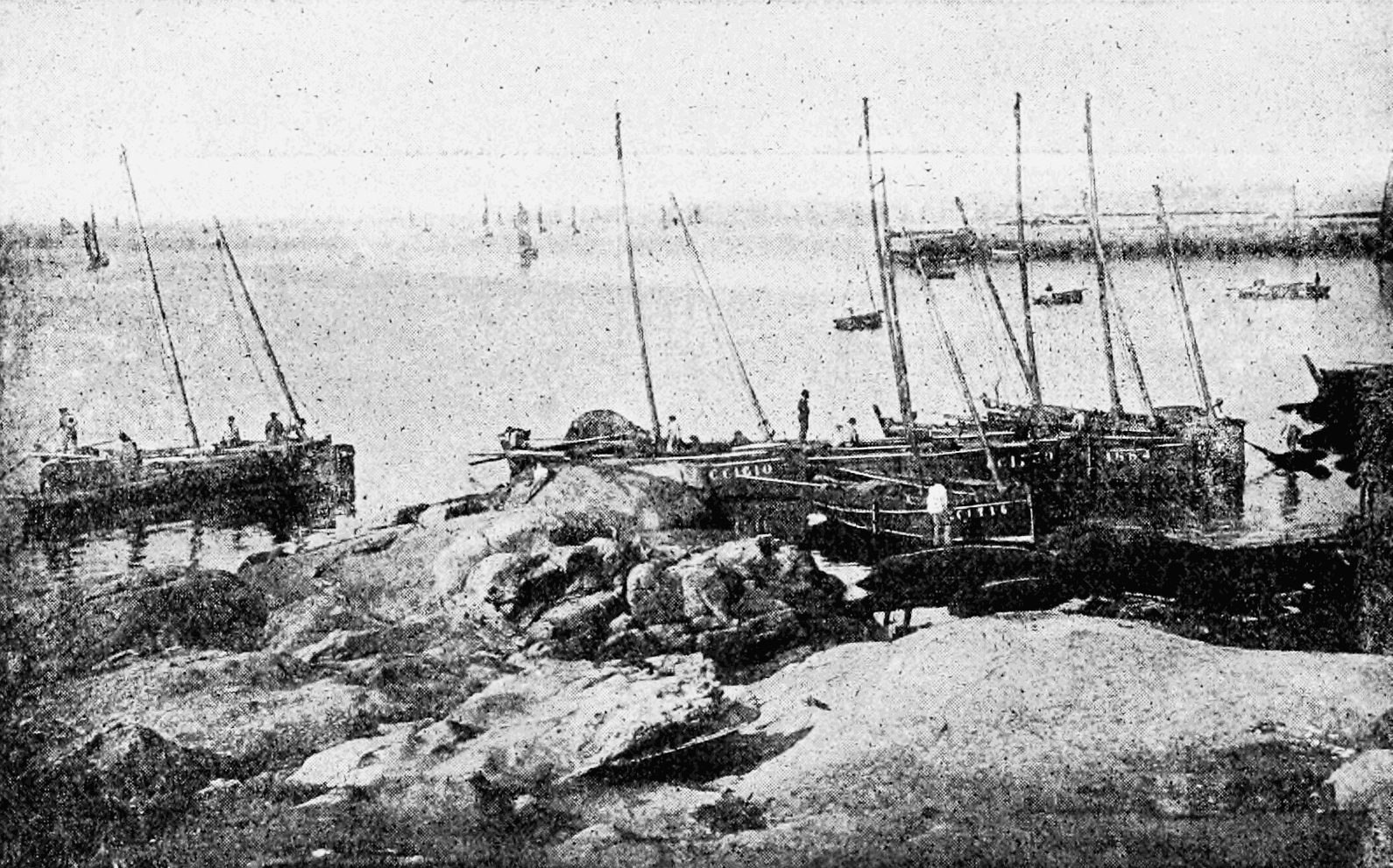
Bateaux de pêche échoués sur le littoral (1901).
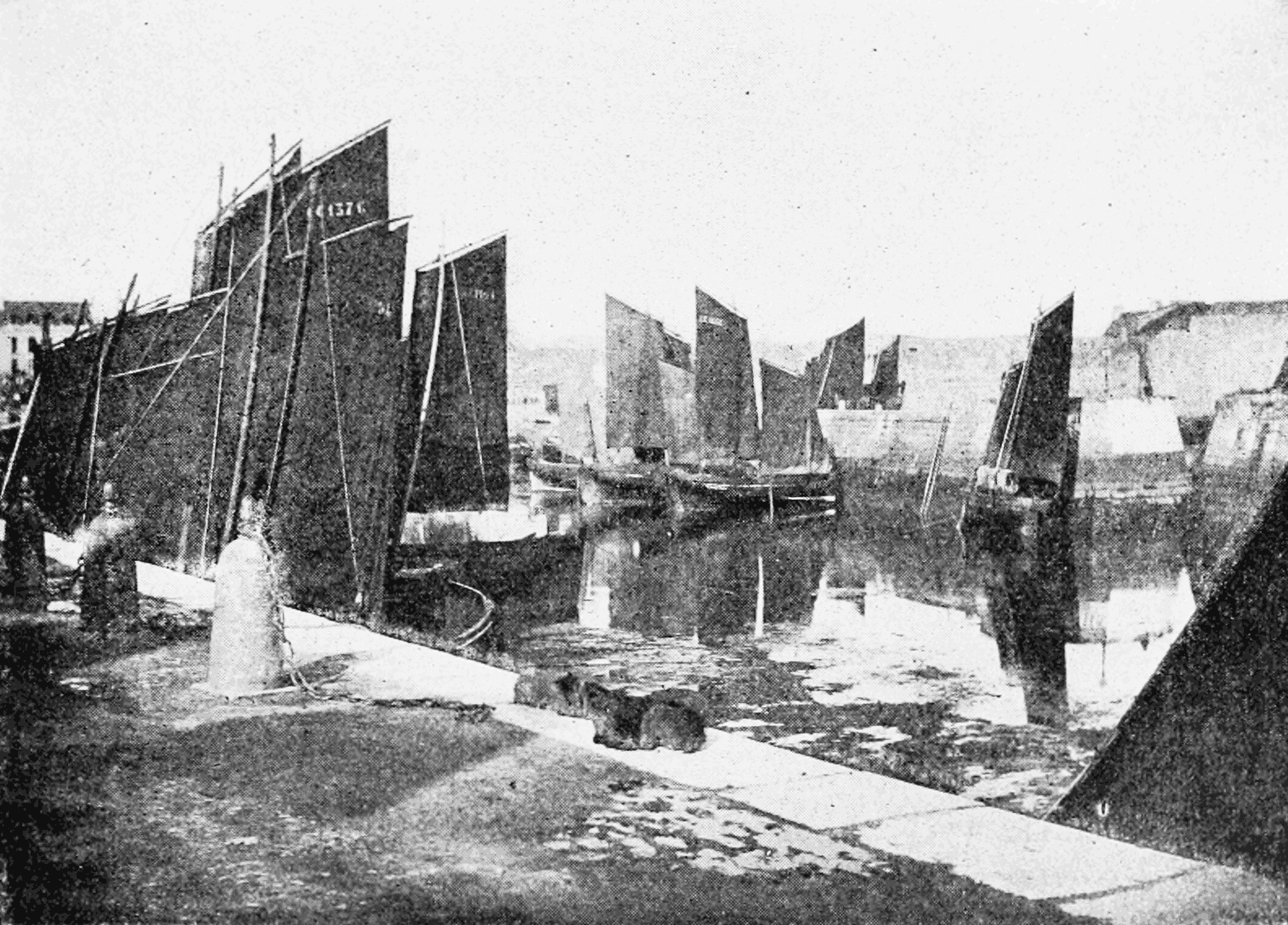
Bateaux sardiniers dans le port (1901).
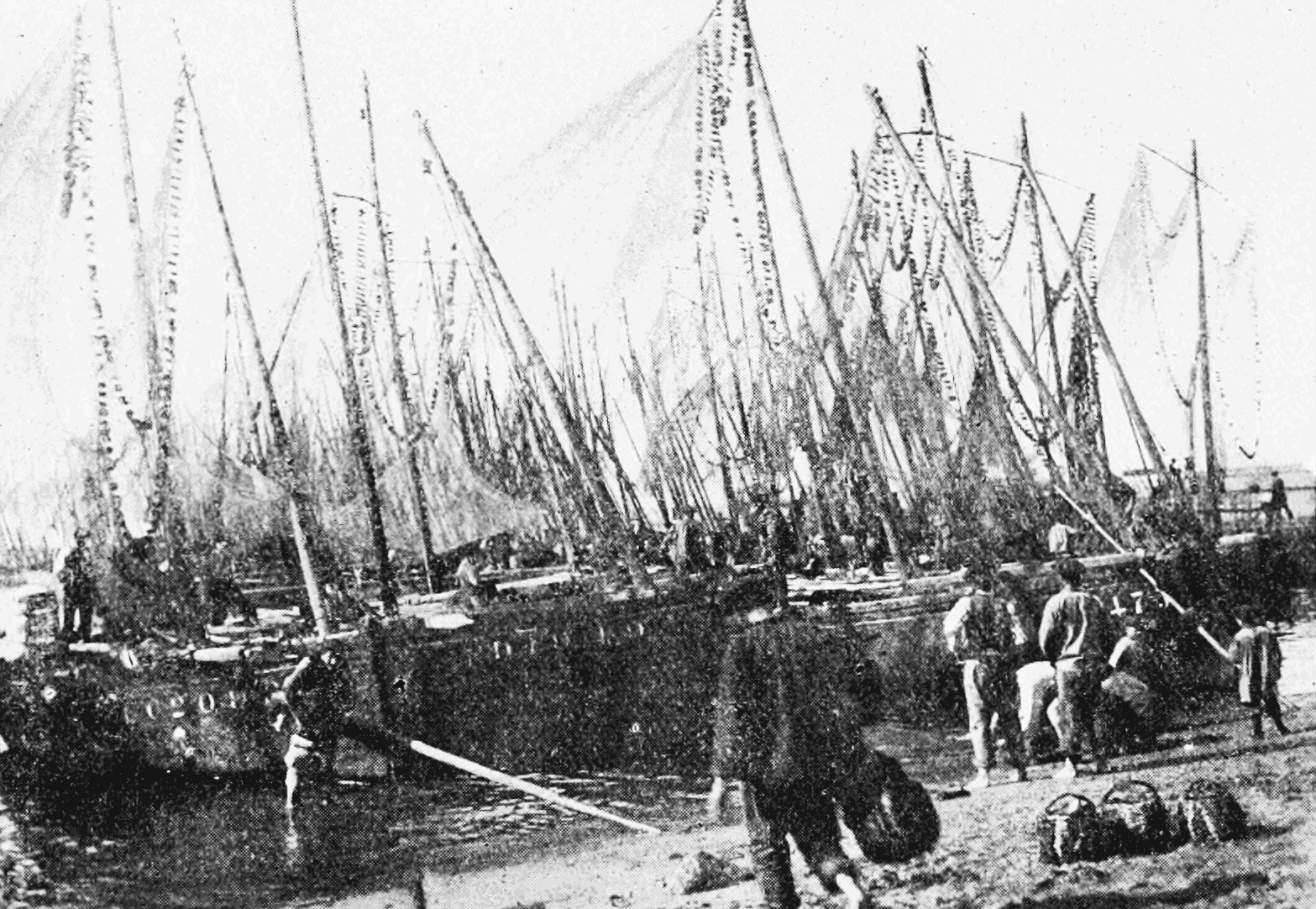
Le déchargement des poissons (1901).
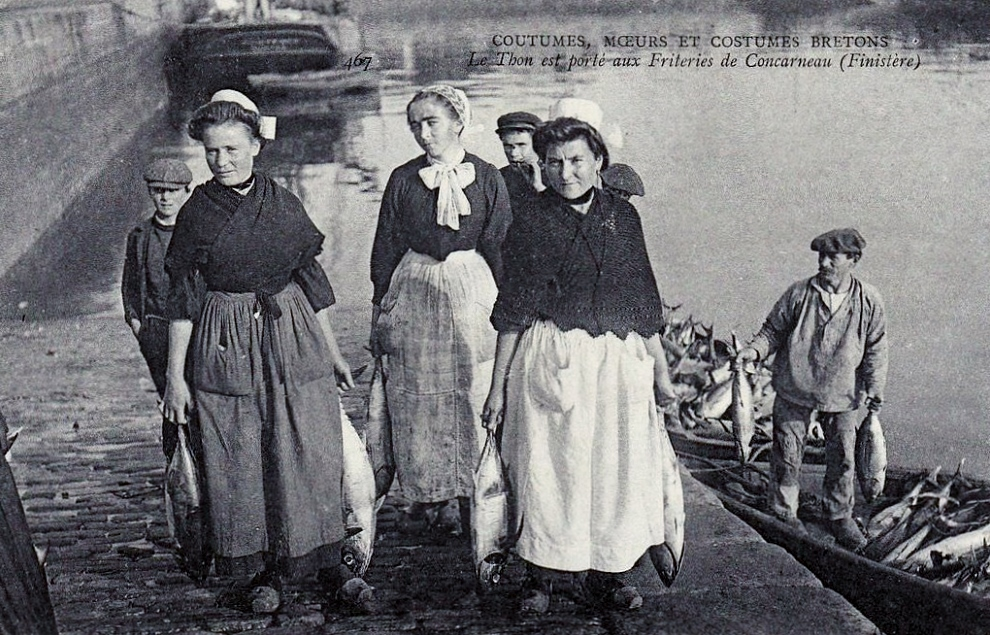
Les thons sont portés aux friteries de Concarneau (vers 1900).
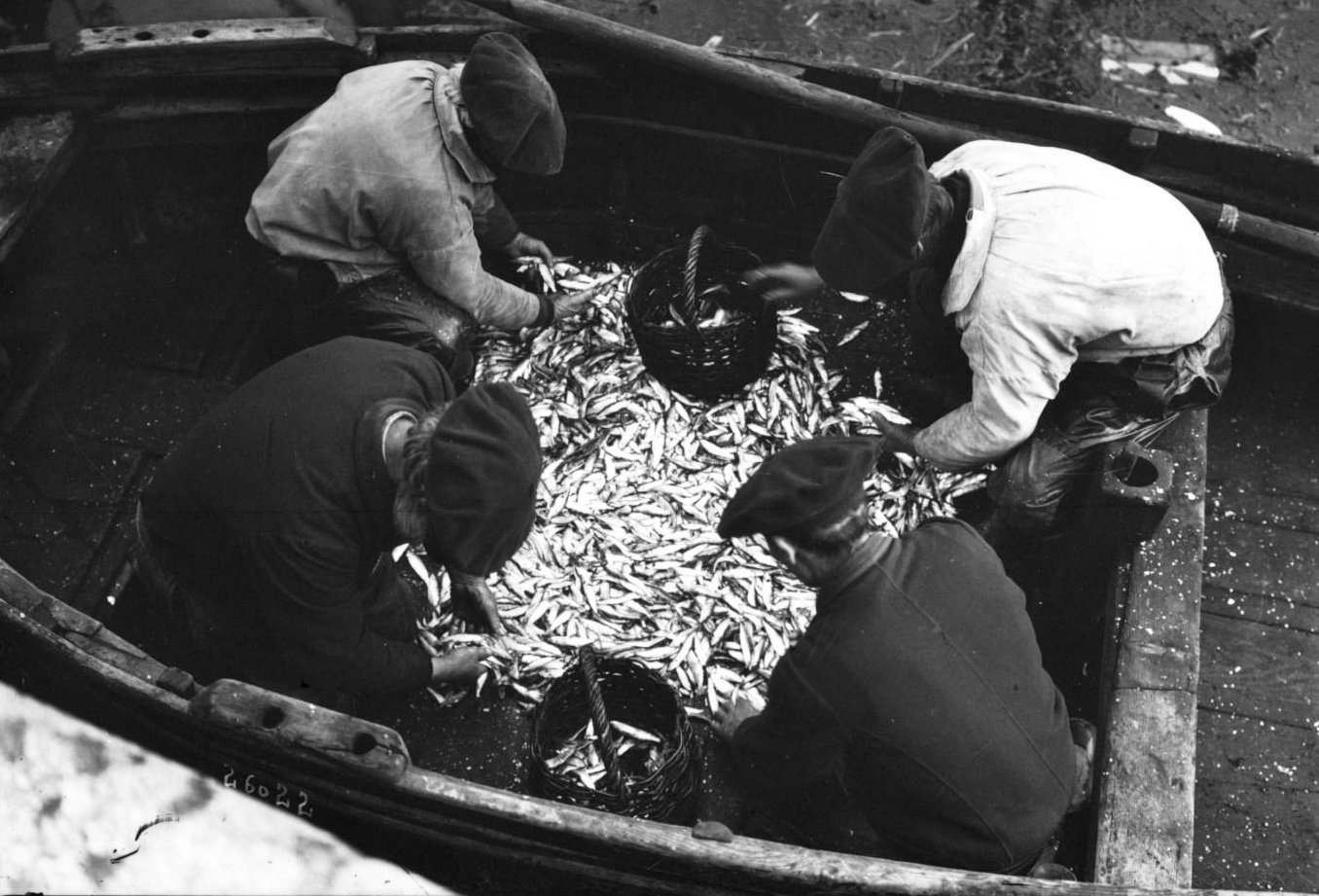
Remplissage des paniers en sardines (1913).
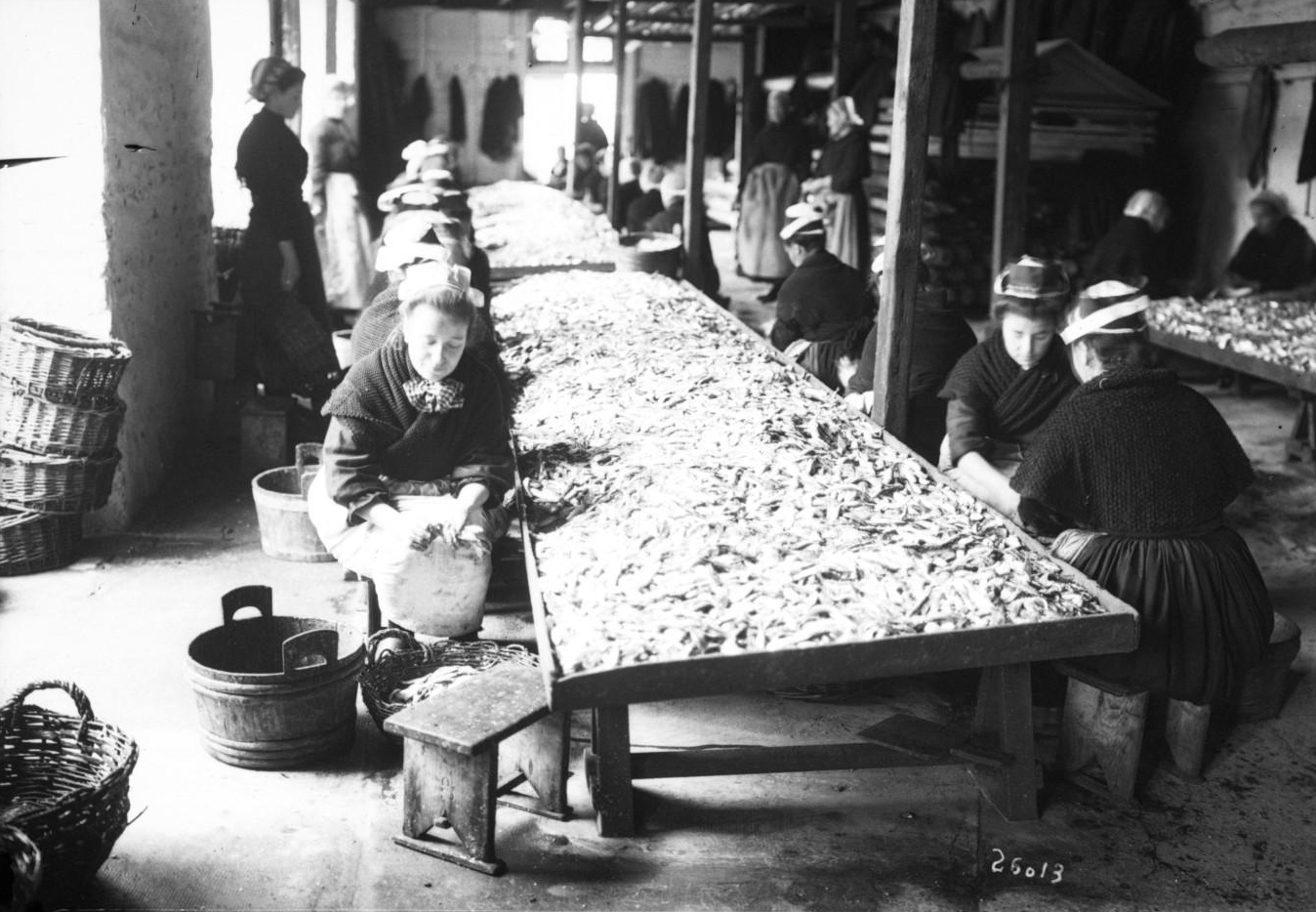
On enlève les têtes des sardines (travail dans une conserverie) (1913).
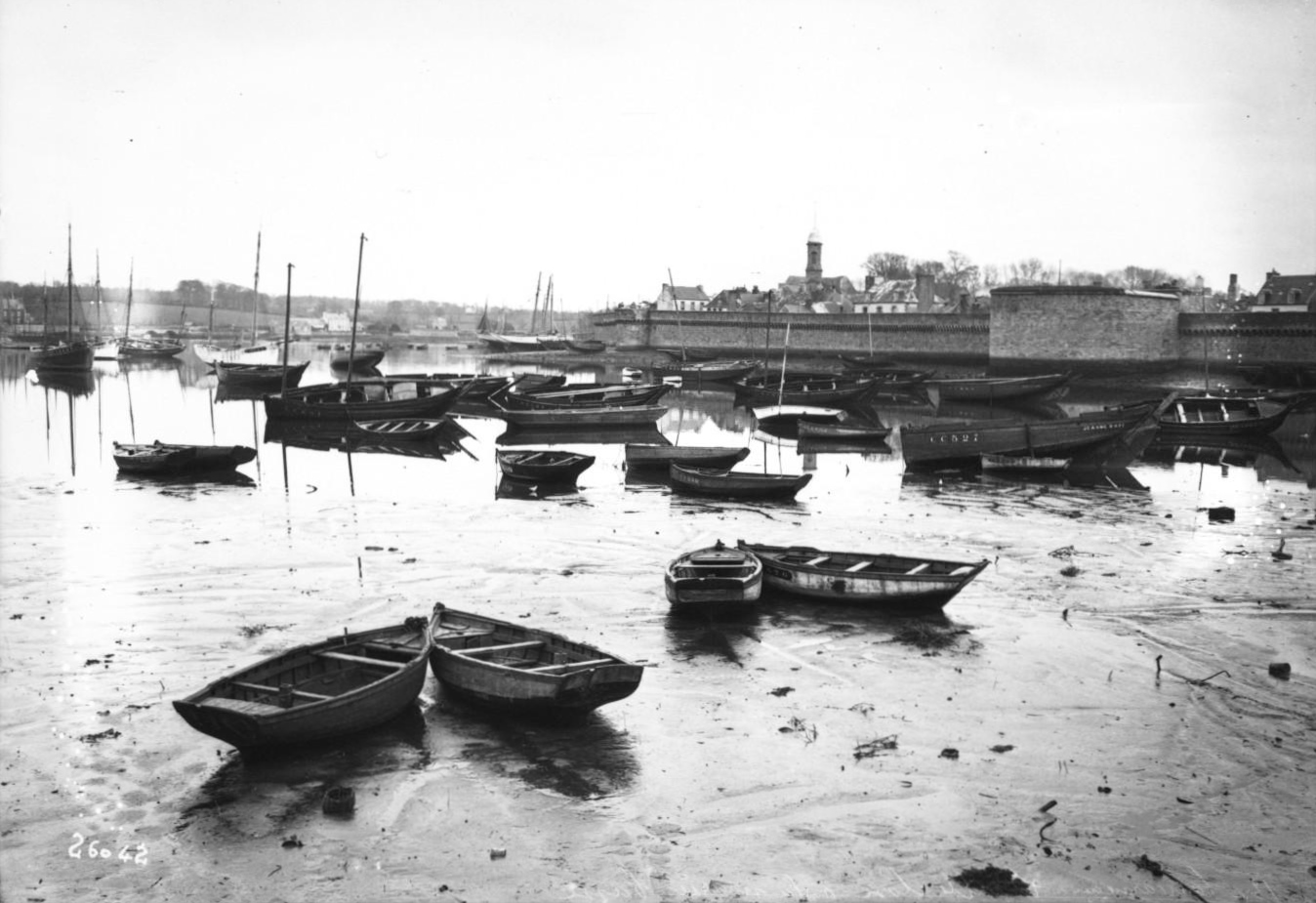
Bateaux échoués près de la « Ville close » (1913).
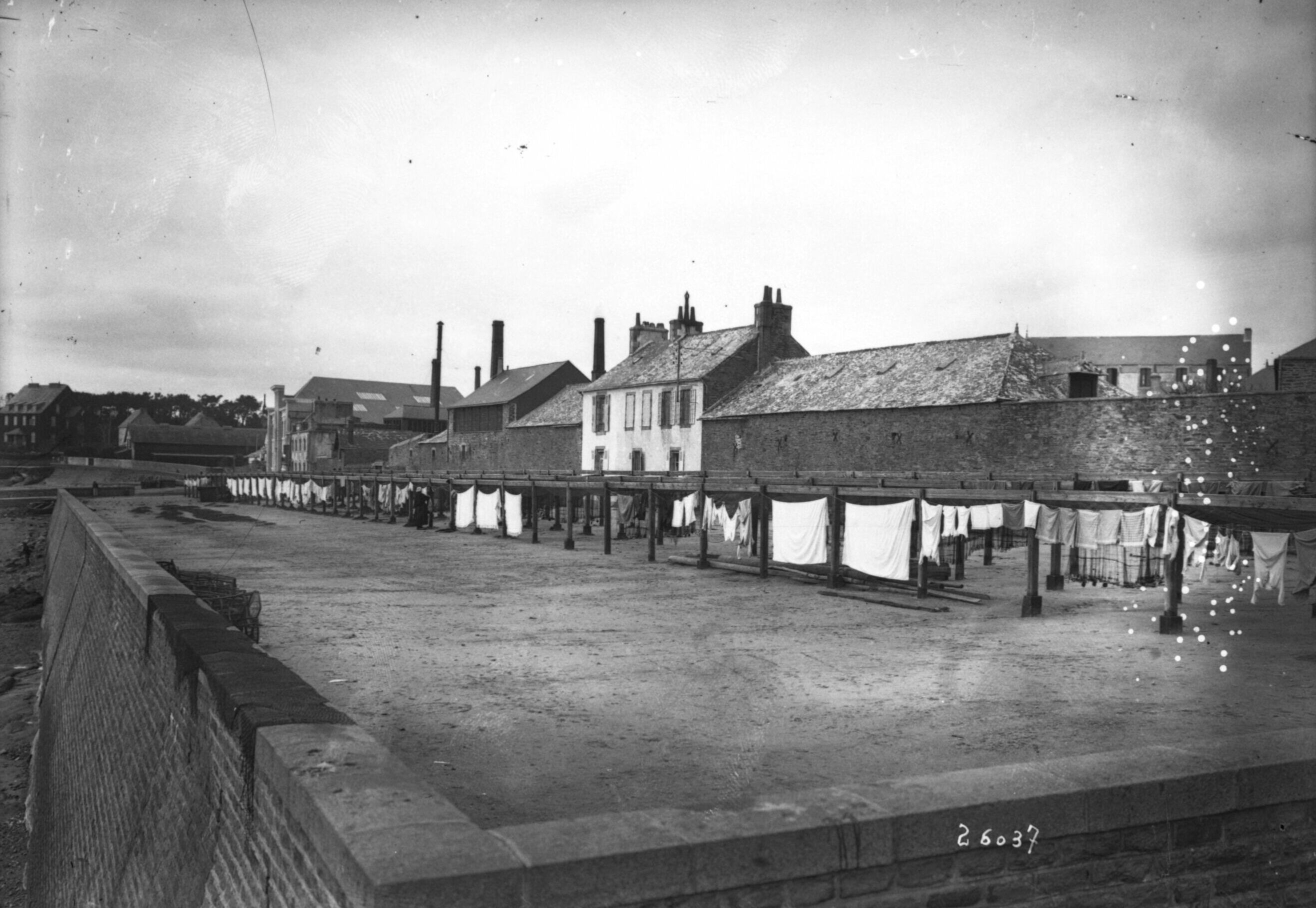
Quartier des usines de conserves de sardines (1913).
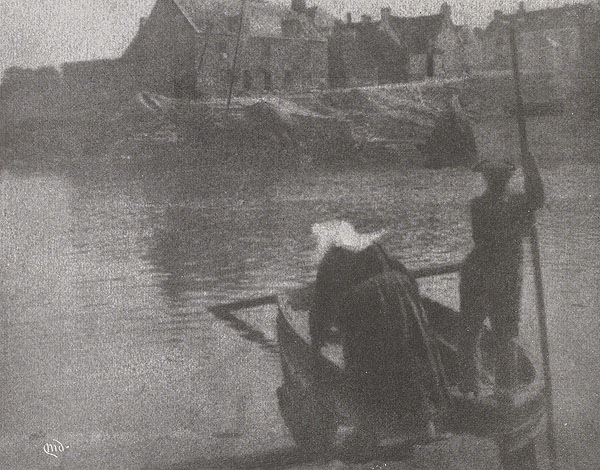
Le bac de Concarneau en 1904.
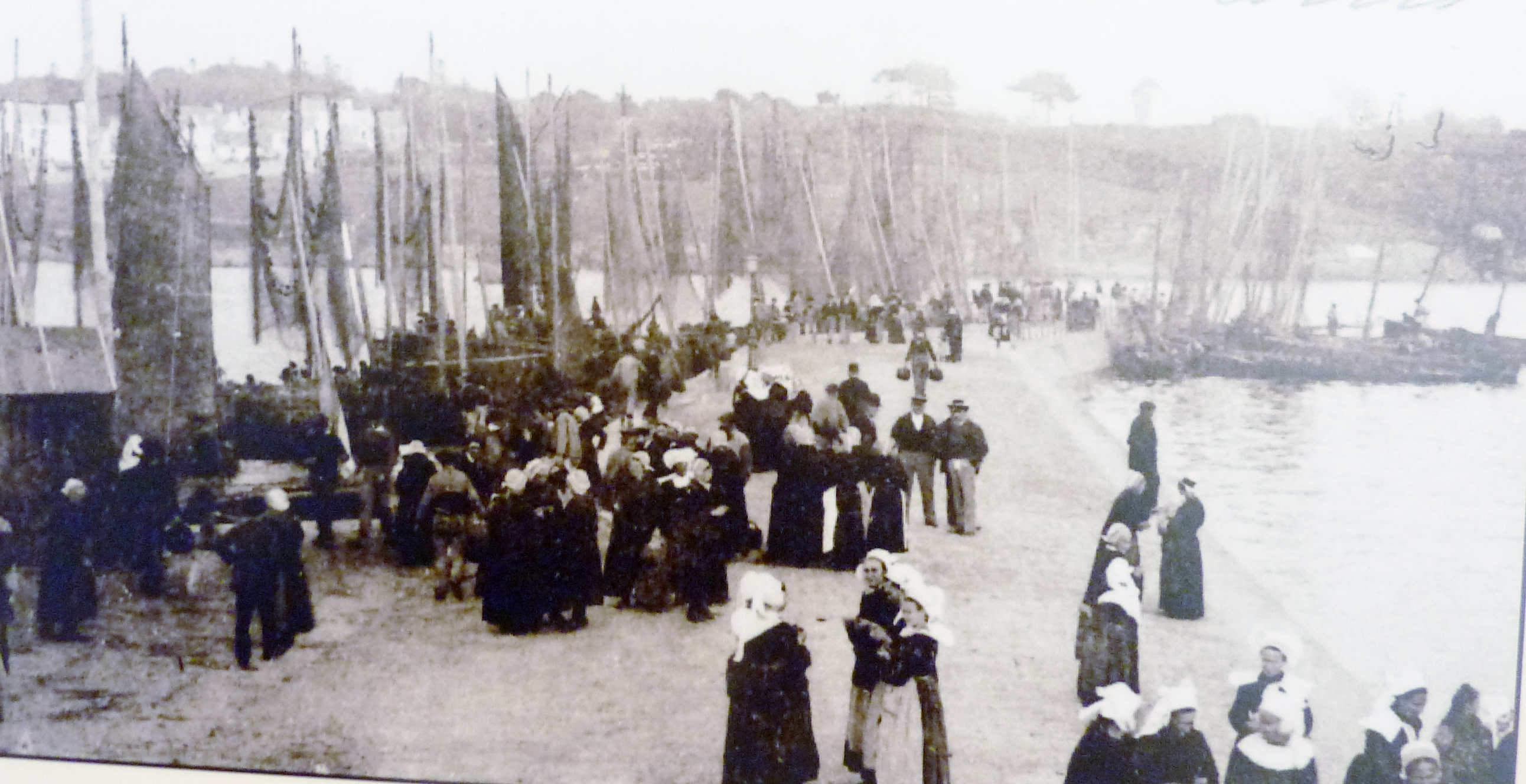
Vue sur la digue, un jour de retour de pêche à la sardines.
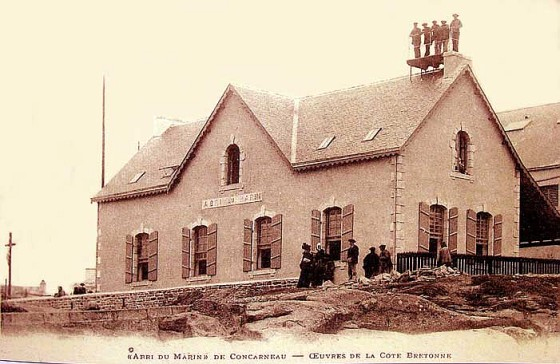
L'Abri du marin de Concarneau (vers 1910).
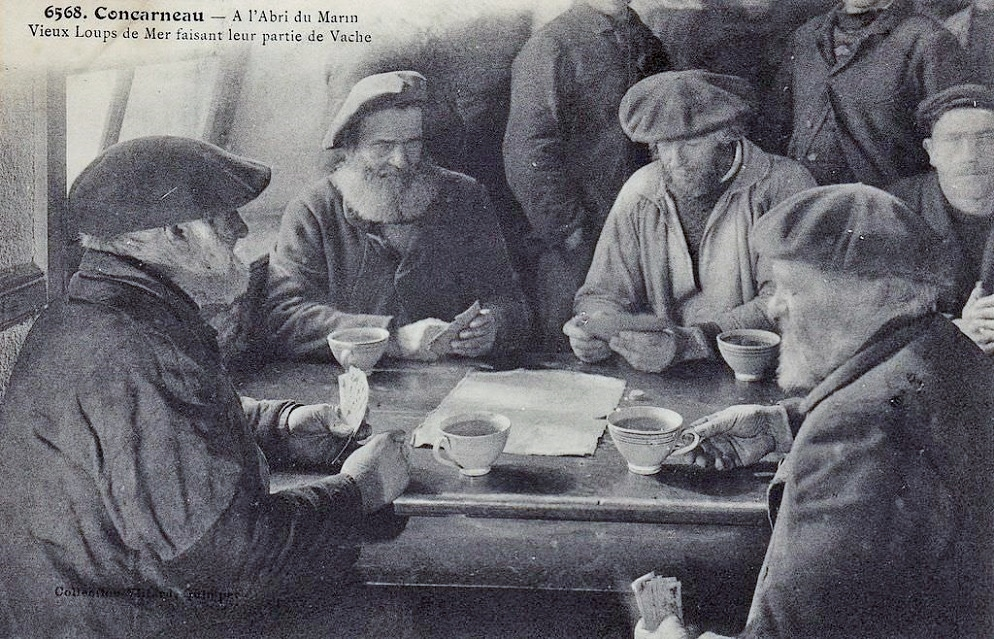
Vieux loups de mer faisant une partie de Vache à l'Abri du marin (vers 1910).
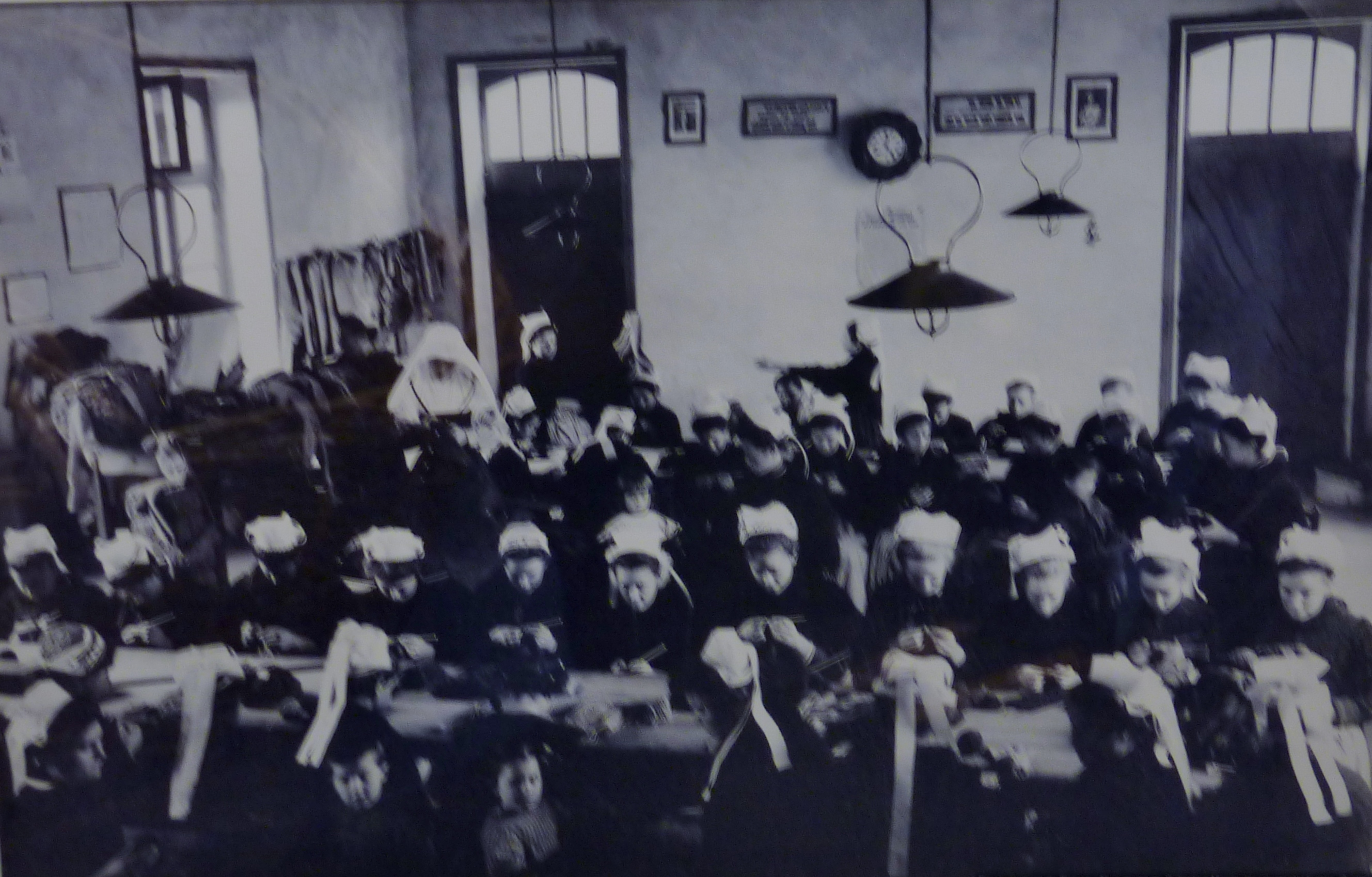
L'« ouvroir » du Passage-Lanriec en 1915 (photographie de Jacques de Thézac).
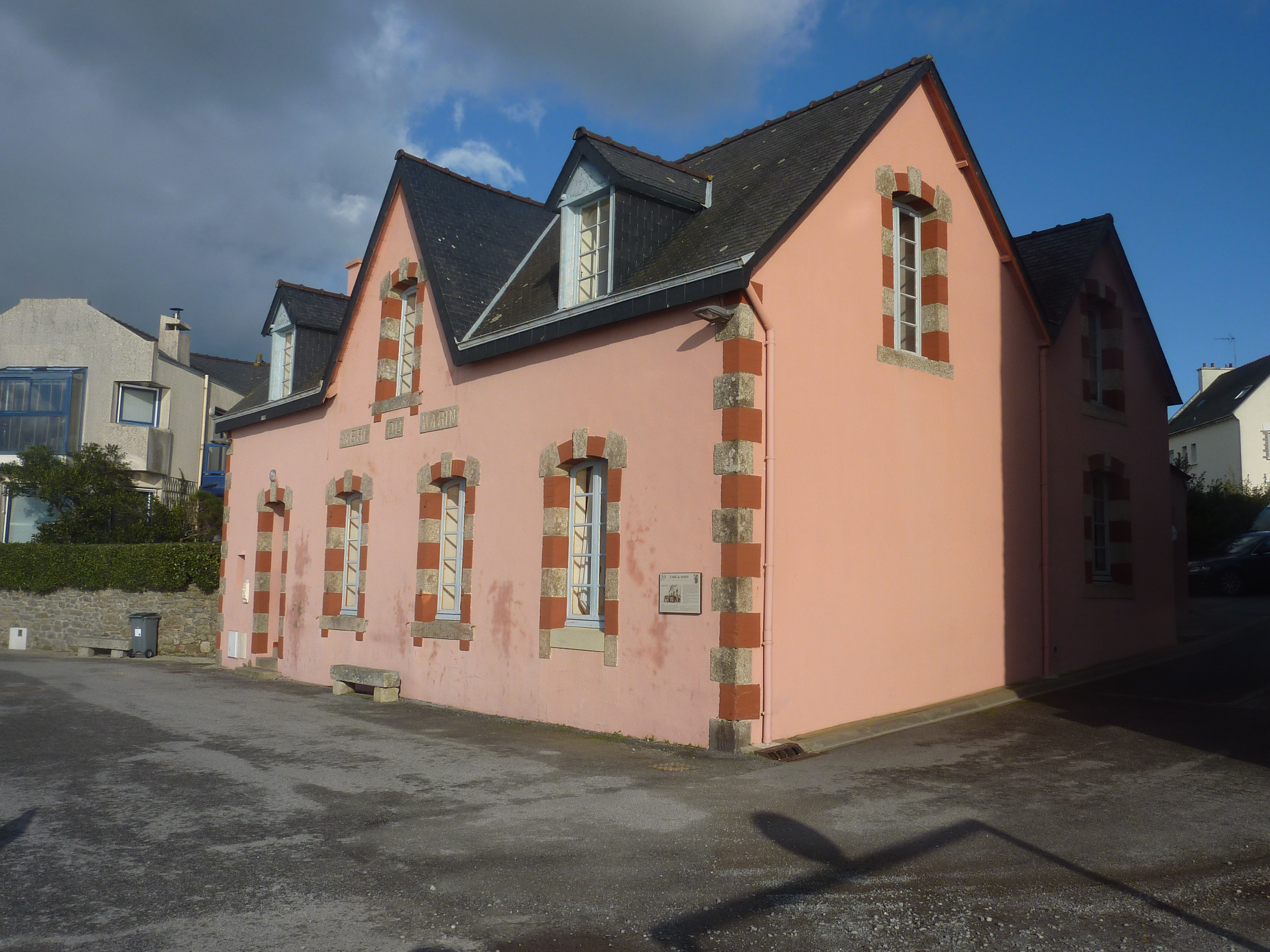
L'Abri du marin du Passage-Lanriec en 2014.
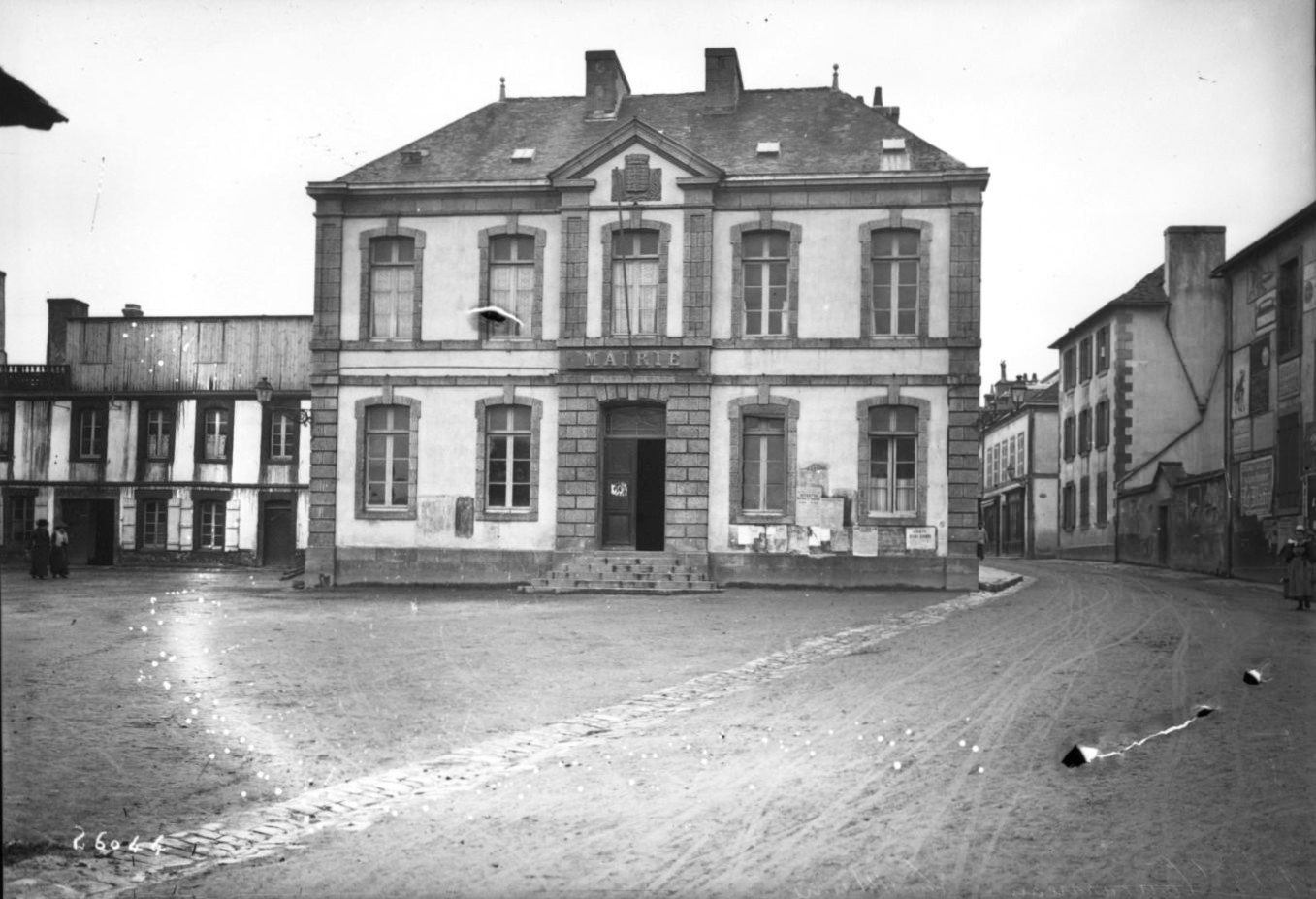
La mairie de Concarneau en 1913.
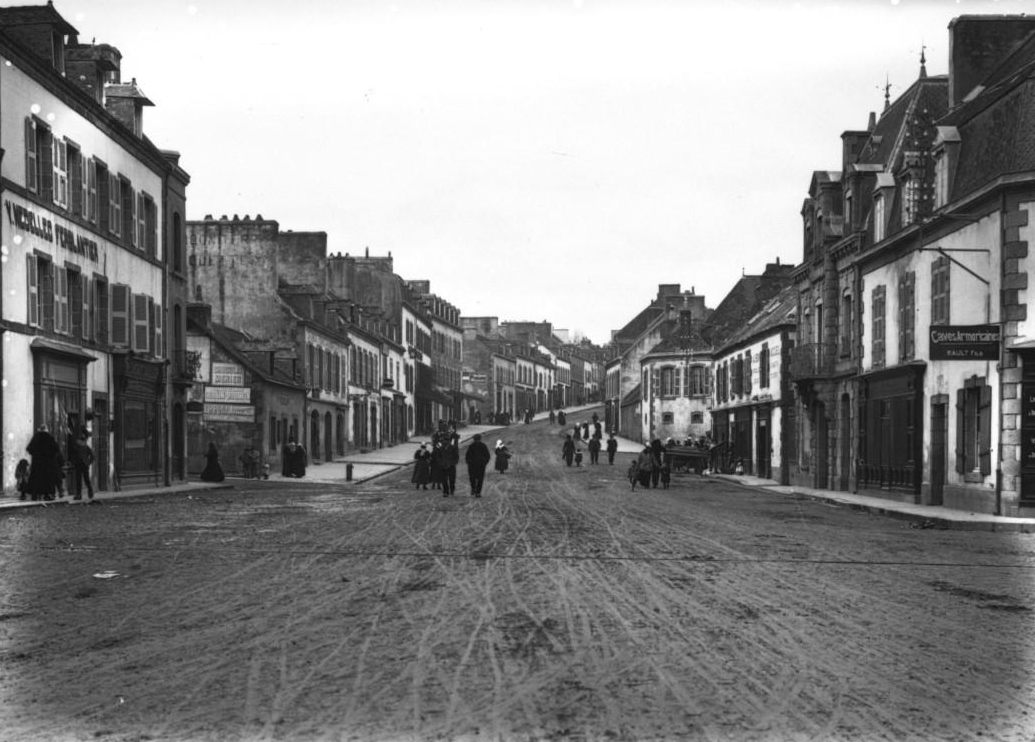
La rue centrale en 1913.

L'« Union Sportive Beuzec-Concarnoise » (USBC) est fondée le 11 mars 1911 et devint, après la fusion des deux communes en 1945, l'« Union Sportive Concarnoise » (USC).

#### La Première Guerre mondiale

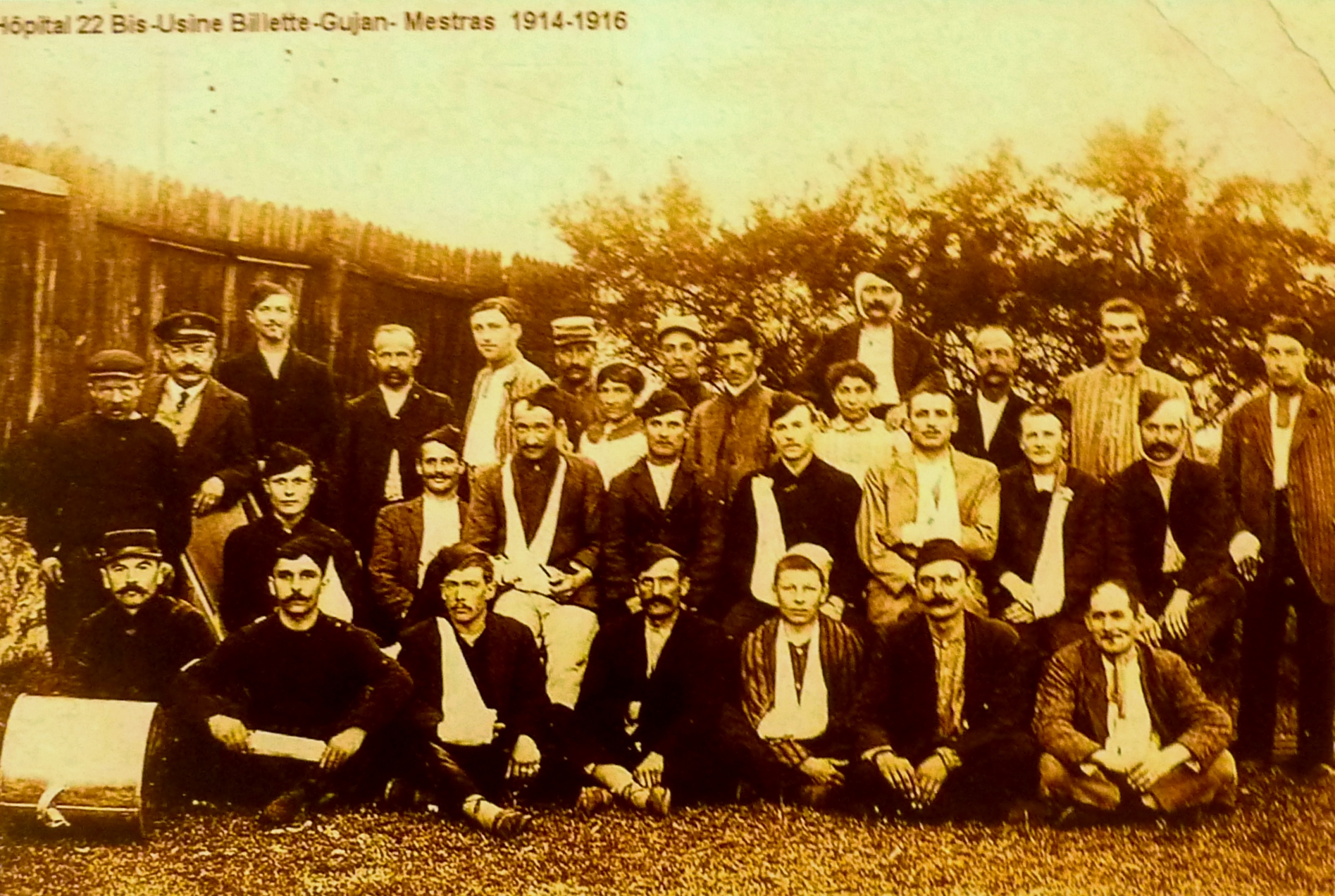
Soldats blessés hospitalisés dans l'hôpital 22 bis de Concarneau (usine Gujan-Mestras).

La chapelle-hôpital de la Trinité, située dans la Ville close, fut victime d'un incendie en 1917, mais une riche américaine, Katerine Wylie finança sa reconstruction en 1924 comme hôpital-dispensaire ; le bâtiment devint par la suite une maternité jusqu'à la construction de la maternité du Porzou au début de la décennie 1970.

#### L'église Saint-Cœur-de-Marie
L'église Saint-Cœur-de-Marie, de style romano-byzantin, inspirée de la basilique Sainte-Sophie de Constantinople, est construite par l'architecte diocésain Charles Chaussepied à la demande du curé de Concarneau en raison de l'essor démographique que connaît la ville à l'époque (elle passe de 6 500 habitants en 1886 à plus de 8 000 en 1906). Le chantier commence en 1912, est interrompu par la Première Guerre mondiale, reprend ensuite. Capable d'accueillir 2 500 personnes, l'église est inaugurée en 1922, mais n'est pas encore totalement achevée et elle ne reçut ses premiers fidèles qu'en 1929.
La tempête de 1987 fragilise l'édifice, qui était déjà en mauvais état, et qui dut être fermé au culte, les cérémonies religieuses se déroulant dans un ancien cinéma, le « Vox ». En dépit de l'opposition de l'« Association des Amis de l'église », la démolition de l'église commence en novembre 1994 pour s'achever le 19 janvier 1995, seule la tour-clocher étant préservée. Une nouvelle église, dédiée à saint Guénolé, est consacrée en septembre 1996.

#### L'entre-deux-guerres
Après la Première Guerre mondiale, les petits bateaux de pêche cèdent la place aux pinasses montées. Le moteur supplante peu à peu la voile. La pêche au chalut se pratique alors toute l'année. À partir de 1925, l'arrière-port est aménagé, avec la création du quai d'Aiguillon et, perpendiculairement à celui-ci, du quai de la Criée créant un vaste terre-plein gagné sur l'estran marécageux. La nouvelle criée, remplaçant celle de la Croix, est construite en 1938 et desservie par un embranchement ferroviaire facilitant le travail des mareyeurs. Le quai Pénéroff, dans l'avant-port, est également construit pendant la décennie 1930 et devient le lieu d'accostage privilégié des thoniers. Sur la rive gauche de la ria du Moros (qui fait alors partie de la commune de Lanriec), des travaux d'aménagement sont également effectués pendant la décennie 1930, en particulier l'aménagement de l'anse du Roudouic en 1936-1967.
La tempête du 17 au 21 septembre 1930 provoqua le naufrage de 4 thoniers (47 marins disparurent) immatriculés dans le quartier maritime de Concarneau. Cette tempête a été la plus forte et la plus meurtrière du XXe siècle en France.

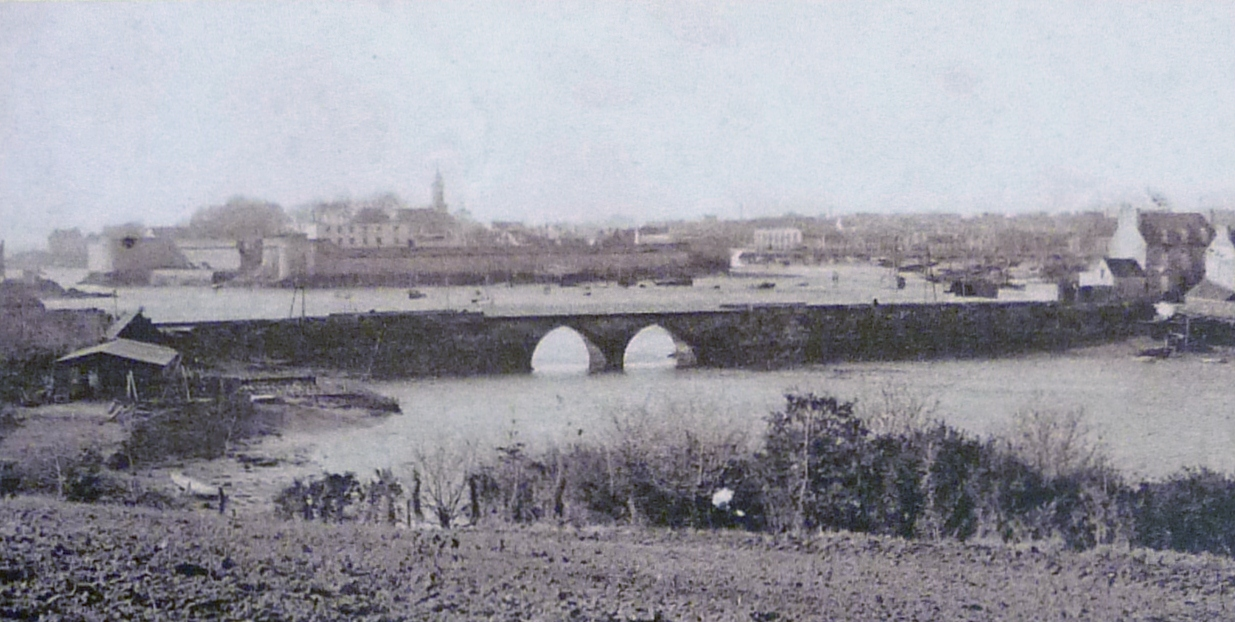
Le pont du Moros.
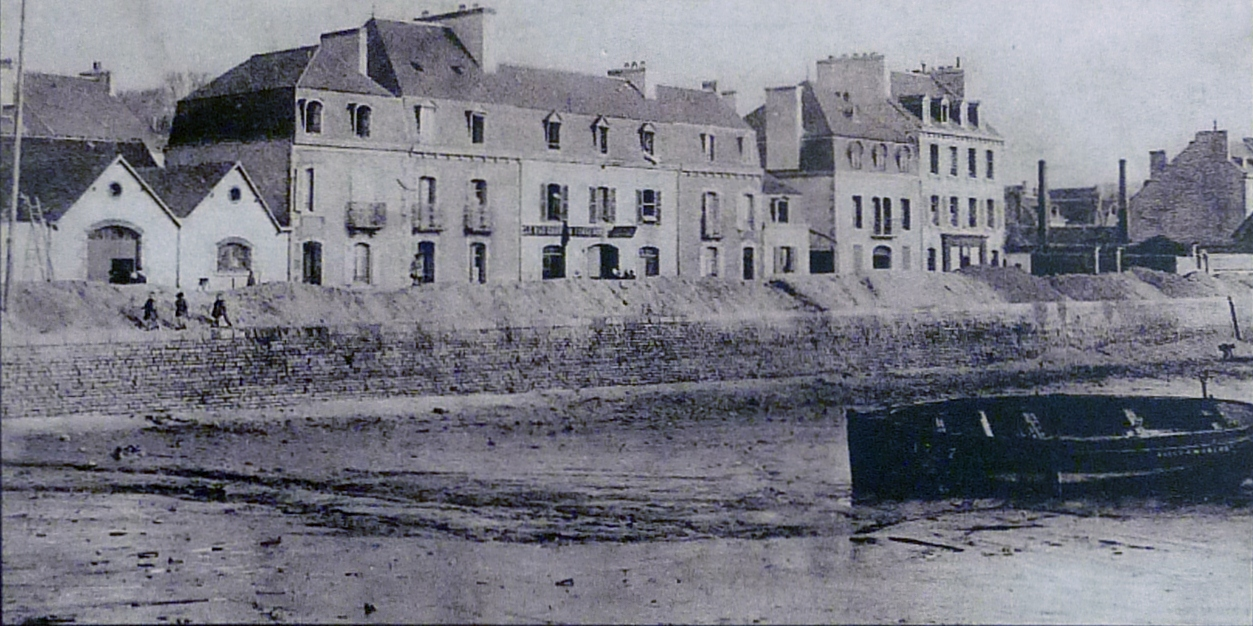
Le quai aux engrais (quai Carnot actuel).
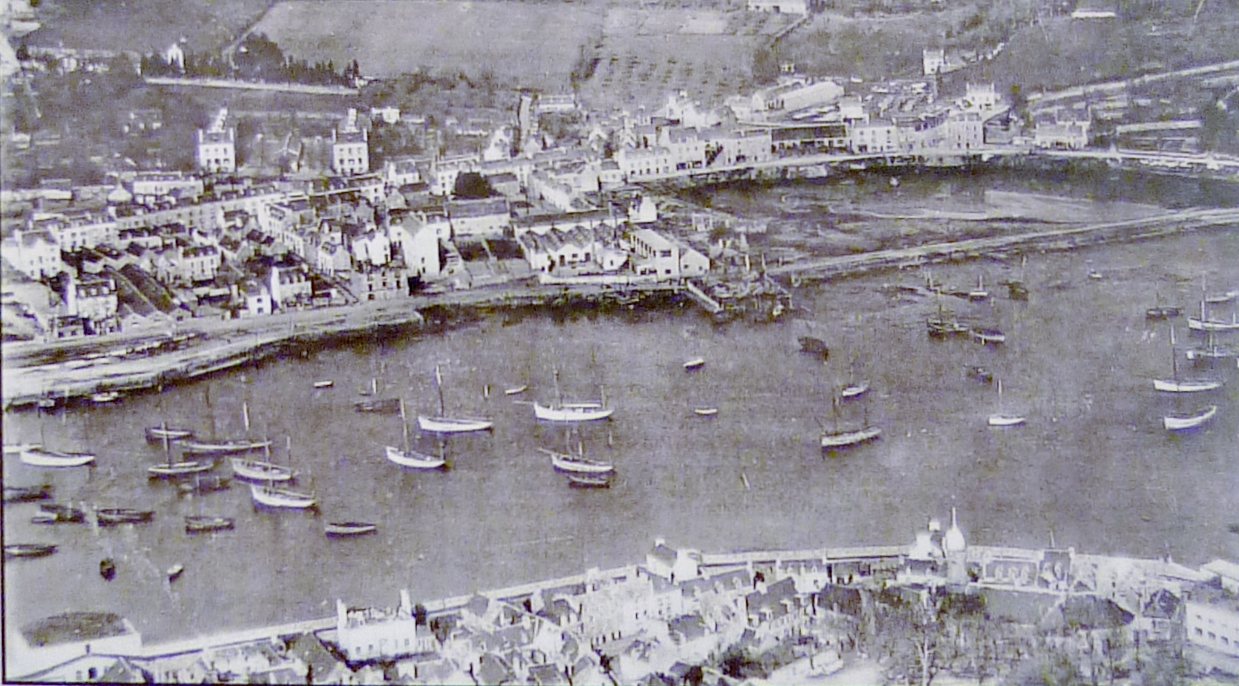
L'anse du Lin ; au premier plan la ville close.
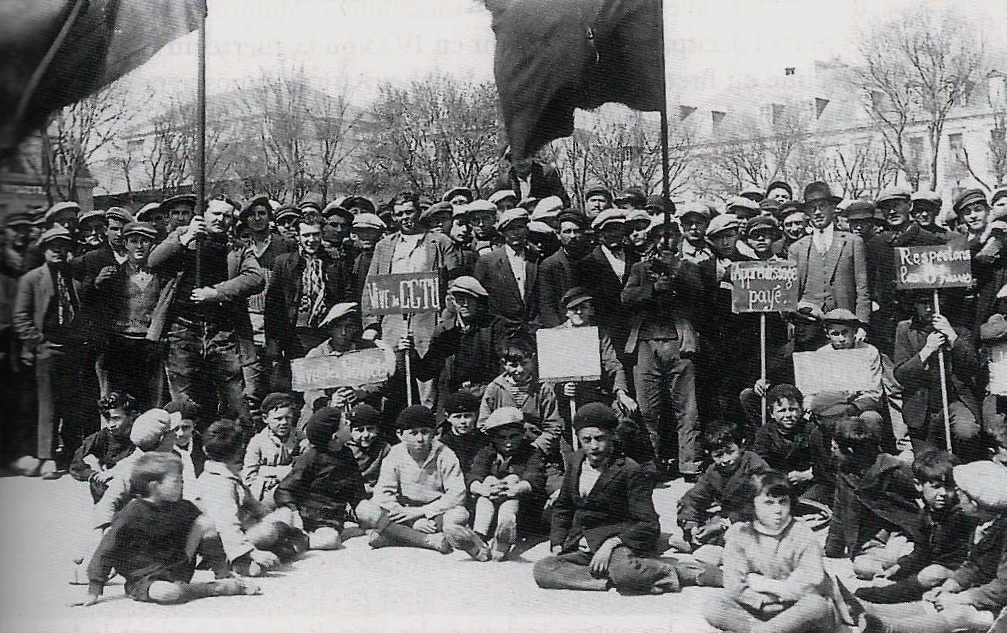
Manifestation CGTU des ouvriers du bâtiment en 1929.
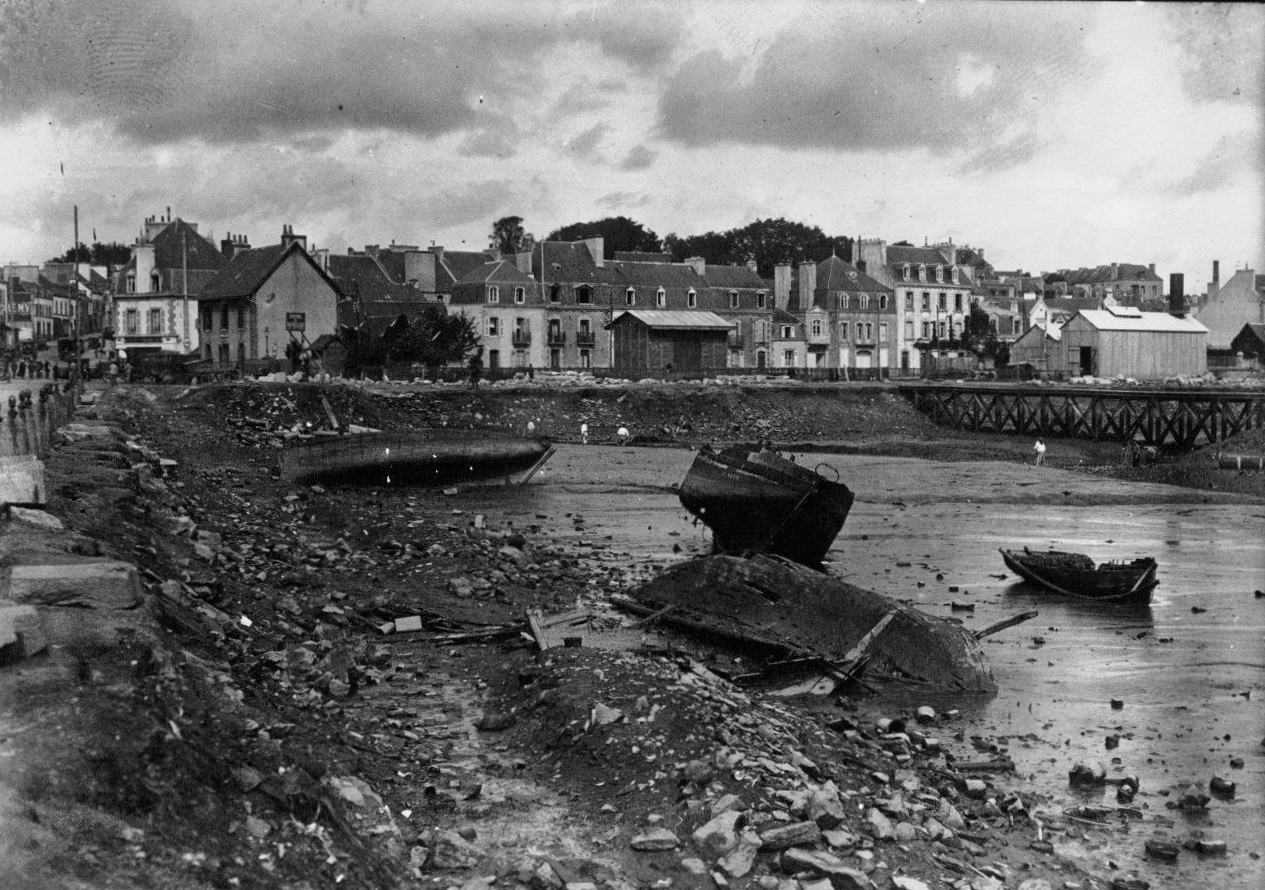
Bateaux de pêche échoués sur la grève (1930).

Le patronage catholique « L'Hermine Concarnoise » ouvre au début de la décennie 1920. Les années 1920 sont aussi marquées par les salons de l'Union Artistique des Amis de Concarneau qui sont un temps fort des saisons estivales.
Paul Nédellec décrit ainsi le port de Concarneau en 1936 :

« [Les pêcheurs] livraient une chasse active à la sardine saisonnière, et leur port, où les fritures étaient plus nombreuses que partout ailleurs, entretenait une nuée d'ouvriers et d'ouvrières et attirait, durant l'été, la majeure partie des chaloupes aux flancs creux de la Cornouaille maritime. Concarneau était la ville des filets bleus, celle où le poisson se payait le plus cher ; aussi l'aisance y abondait-elle. Chaque jour, il fallait voir les groupes animés de gentilles sardinières, la coiffe au vent et le rire aux lèvres, se presser le long des quais où les matelots s'activaient à la rentrée de la pêche. (...) Depuis quelques années, les filets bleus ont déserté Concarneau : une pêche, qui fut naguère plus heureuse, et qui demande plus de courage et d'efforts, les a remplacés. (...) À la bonne saison, une multitude de bateaux, thonniers (sic) (thoniers) et sardiniers, couvrent de leurs voiles aux bigarrures diverses ce coin d'océan (...) Les chaloupes sardinières aux moteurs ronronnants glissent sur le flot tranquille (...), les thonniers (sic), plus massifs, promènent lentement sur la mer la riche armature de leurs coques solides et de leurs triangulaires voilures(...) Le jour où le thon est signalé sur les côtes atlantiques, les superbes dundees gréés de neuf (...) s'en vont vers la haute mer, leurs grandes lignes pendantes basculant dans le roulis. Car le germon et le thon rouge se pêchent à la volée, à l'allure rapide du navire qui vole à toutes voiles (...). Souvent hélas ! il faut voguer longtemps, courir la mer vide, sous un soleil de feu qui détériore les prises ou, en cas d'ouragan, fuir sous la rafale qui décime souvent cette population héroïque de pêcheurs désargentés. (...) »

En 1935, Concarneau fait partie des cinq communes du département du Finistère à avoir une municipalité à majorité communiste (les autres étant Douarnenez, Beuzec-Conq, Guilvinec et Treffiagat).
Un décret du 24 octobre 1937 entraîne le déclassement, donc la fermeture, de la ligne de chemin de fer à voie métrique allant de Concarneau à Quimperlé ; la « Petite gare » fut démolie en 1959.
Une description de la "Fête des Filets bleus" de 1939 est consultable dans un numéro du journal Le Matin.

#### Les oubliés de Saint-Paul
En 1930, sept employés, dont plusieurs Concarnois de l'entreprise havraise « La Langouste française » assurent le gardiennage de la pêcherie de l'Île de Saint-Paul dans l'Océan Indien et y restent sans ravitaillement, livrés à eux-mêmes, pendant neuf mois ; trois d'entre eux périrent victimes du scorbut, un quatrième disparut en mer, les trois autres survécurent. Une association « Faire vivre le souvenir des oubliés de Saint-Paul » perpétue leur souvenir.

#### La Seconde Guerre mondiale
Durant la Seconde Guerre mondiale, la Bretagne, donc Concarneau, fait partie de la zone occupée dès l'armistice du 22 juin 1940, et ce jusqu'en août 1944. La kommandantur est installée dans une villa du boulevard Bougainville et son annexe se trouve à l'Hôtel de la Mer.
Le 28 septembre 1940, quatre aviateurs anglais de la 42e escadrille de la Royal Air Force qui étaient à bord d'un Bristol Beaufort sont abattus au-dessus de la baie de Concarneau ; l'un d'entre eux, le lieutenant John R. Bendell, pilote, a sa tombe dans le cimetière de Lanriec (deux autres aviateurs sont inhumés à Trégunc : les sergents Woolnaught et Macnaughton, et un autre, Charles Masson, à Fouesnant).
François Péron, un marin-pêcheur de Saint-Guénolé, arrêté en novembre 1940 par une patrouille allemande au café de l'Océan à Saint-Guénolé, victime de son insolence, fut fusillé le 25 février 1941 au château de Keriolet ; ce fut le premier fusillé de la région de Concarneau.
La ville est aussi le théâtre d'un naufrage, celui du Pietro Orseolo, un cargo italien de 6 344 tonneaux, transportant des conserves provenant du port de Concarneau, ainsi qu'une cargaison de matériels divers à destination du Japon. Dans les cales, se trouvaient des centaines de fraiseuses, des étaux-limeurs, des barres d'acier-nikel, du gas-oil, et même plusieurs véhicules blindés. Mouillé dans l'anse du Cabellou en baie de Concarneau, il fut attaqué le 18 décembre 1943 par une vingtaine d'avions anglais et, tentant de s'échapper, coula au nord de l'île de Penfret.

##### La Résistance
Le 29 juin 1943, les chalutiers à voile Fleur de Lisieux et Pierre Marcel rentrent à Concarneau en ayant à leur bord quatre aviateurs américains recueillis en mer la veille, à quatorze mille marins à l'ouest de l'archipel des Glénan. Ils sont confiés à la police locale. Le 30 août 1943, le cadavre d'un aviateur anglais est découvert à Lanriec. Le 14 mars 1944, le chalutier à vapeur Ter, de Concarneau, appartenant à l'armement Boutet, est coulé sur ses lieux de pêche à environ 40 km au large de Penmarch par un avion de nationalité inconnue ; une bombe tombée sur le poste avant du chalutier tue quatre hommes et sur les dix survivants, six périssent sur le radeau de survie avant de pouvoir être secourus par un autre chalutier de Concarneau, La Flandre.
Des bateaux de pêche assurèrent au départ du port de Concarneau le transbordement de résistants à bord de sous-marins anglais au large des Glénan : ce fut le cas par exemple le 28 novembre 1941 pour le Veac'h Vad, de Saint-Guénolé dont le patron était Sébastien Briec, qui assura le transport de quatre résistants dont Paul Vourc'h.
Marc Bourhis, instituteur (à Trégunc) et militant communiste trostkiste, détenu au camp de Choisel, est fusillé lors des représailles après la mort de Karl Hotz.
Pendant l'année 1943, plusieurs réseaux de résistance se créent à Concarneau, l'un Libération-Nord, est animé par le docteur Pierre Nicolas, Pierre Coroller, Jeanne Le Bastard, Louis Le Bourhis ; un autre, le groupe Vengeance, animé par Georges Martin, Louis Krebs et Albert Gloaguen ; un autre est le réseau FTPF formé initialement par Henri Joncourt, Marcel Lancien, Pierre Le Rose et Baptiste Pascal.
Yves Daoudal, fusillé le 5 avril 1944 au Mont Valérien, Alfred Le Ray et Georges Beaujean, deux Concarnois âgés tous les deux de 20 ans, fusillés le 25 juin 1944 à Kerguérizit (en Melgven), Henri Cevaer.

##### La libération de la ville
Le 5 août 1944, le capitaine allemand Otto, à la tête des 800 soldats de la garnison de Concarneau, organise la défense de la ville. Le 8 août 1944, les civils reçoivent l'ordre d'évacuer la ville, ce que fait environ le tiers des habitants. L'attaque d'un convoi allemand par une trentaine de résistants du réseau Vengeance lors de l'embuscade de Kernaourlan (en Nizon le 7 août 1944, qui fait une quarantaine de morts côté allemand et provoque la mort du résistant Yves Berth, entraîne une violente réaction des Allemands qui prennent alors deux résistants (Joseph Pézennec et Joseph Limbourg) en otages pour s'en servir de boucliers humains avant de les tuer (leurs corps furent retrouvés à la Pointe du Cabellou par la suite). Le 9 août 1944, le capitaine Otto reçoit l'ordre de faire sauter le port de Concarneau ; il décrète l'état de siège le 13 août 1944. Le 14 août 1944, les compagnies de résistance de Rosporden, de Pont-Aven et les deux de Concarneau font mouvement vers la ville ; elles sont dirigées par le commandant Rincazaux et Jean Le Bourhis, instituteur à Trégunc et comprennent des résistants FTP commandés par Yves Furic, une trentaine de résistants rospordinois du bataillon FFI du capitaine Mercier, d'autres du groupe Vengeance commandés par Bertrand Le Barillec, et des résistants du réseau Libération-Nord avec la 1re compagnie (Nerzic) et la 2e compagnie (Martin) et à leur tête le maire de Lanriec, Louis Krebs (qui avait succédé au docteur Pierre Nicolas) et qui fut assassiné le 24 août 1944 par les troupes allemandes. Le commandant Rincazaux, dirigeant des FFI du secteur, fait une offre de reddition à la garnison allemande, mais leur chef répond qu'il ne traitera pas avec des troupes irrégulières.
Un détachement américain formé de 15 chars, commandé par le colonel Brown, arrive le 16 août 1944 ; ils prennent position dans les champs du Colguen et tirent leurs premières salves contre la garnison allemande. Le 17 août, les Allemands coulent deux bateaux de leur flottille dans l'arrière-port et, afin d'éviter la destruction de la ville par des bombardements des chars américains, les résistants commencent ce jour-là vers 14 heures des combats de rues pour la libération de la ville, qui provoquent la mort de Robert Le Mao à Beuzec-Conq, y compris dans le centre de la ville, mais ils doivent se replier le soir ; le même jour, le capitaine Otto et une partie des troupes allemandes se rendent le 18 août 1944, le capitaine de corvette allemand Notholt prend la tête du reste des troupes occupantes. Dès le 20 août 1944, les troupes américaines partent en direction de la poche de Lorient, laissant les résistants achever la libération de la ville. Les Allemands commencent à évacuer le 22 août 1944, les derniers quittant le poste de Kerviniou, situé à l'entrée de la presqu'île du Cabellou, le 24 août 1944, s'enfuyant par la mer en direction de la poche de Lorient.

#### L'après Seconde Guerre mondiale
Un billet de banque « Billet de 20 francs Pêcheur » a représenté un pêcheur de Concarneau, avec en arrière-plan la Ville close ; il a été imprimé entre 1942 et 1950.

##### La formation du Grand Concarneau
Le 19 septembre 1945, la commune de Beuzec-Conq, qui compte 4 155 habitants, est rattachée à celle de Concarneau. En 1959, la commune de Lanriec, qui comptait 3 079 habitants au recensement de 1954, est également rattachée.
En 1949, est fondé le « Club cycliste Concarnois » (CCC).

##### La prospérité portuaire des décennies 1950-1960
Après la Deuxième Guerre mondiale, les chalutiers en bois sont progressivement remplacés par des chalutiers en acier (appelés malamoks en Pays Bigouden). En 1968, 135 chalutiers (sans compter les nombreux petits bateaux pratiquant la pêche côtière), presque tous en acier, immatriculés dans le quartier maritime de Concarneau, débarquent régulièrement leur pêche à Concarneau. Les conserveries de sardines, maquereaux et thons étaient alors nombreuses, une quarantaine environ. José Le Goff recense à Concarneau même les usines Béziers (en Ville close), Provost-Barbe, Teyssonneau, Billette de Villeroche, De Servigny, Palmer (fermée en décembre 1965), Tertrais (devenue ensuite Saupiquet), Azemor-Farman, Chancerelle, Amieux, Ramel (devenue ensuite Compagnie générale), Courtin Frères, Bouvais-Flon, Rödel, Leroy, Ravilly (devenue ensuite Conserverie de Cornouaille, puis Pêcheurs de France), Le Touze Frères, Conserverie océane, Graciet, Fleury Michon, Balestrié ; en plus quatre usines se trouvaient au Passage en Lanriec : Delory, Vermillard, Gonidec, Cassegrain ; l'usine Delorme-Ravallec se trouvait à la Pointe de Trévignon, l'usine Madimpex à Trégunc et cette liste reste incomplète). Le même auteur recense environ 80 mareyeurs à l'époque et trois fabriques de boîtes de conserves (Chatelard, Carnaud, Boîtes métalliques d'Arvor).
La pêche au thon tropical dands le Golfe de Guinée se développe à partir de la décennie 1950 et dans la décennie 1970 la majorité de la flotte française de thon tropical (principalement la Cobrecaf) est concarnoise ; dans les années 1980 le thon tropical est aussi pêché dans l'Océan Indien, autour des Seychelles, ce qui suscite aussi l'essor de la construction navale concarnoise (chantier Jacques Piriou) avec la construction de thoniers congélateurs.
Les industries portuaires se déplacent progressivement côté Passage-Lanriec, sur la rive gauche, avec la construction des trois premiers garages du slipway en 1946, trois autres étant construits en 1960, permettant l'essor de la construction et de la réparation navale. Un élévateur à bateaux y est construit entre 1978 et 1980.
La voie ferrée Rosporden-Concarneau est fermée au trafic voyageurs le 4 octobre 1959 et totalement désaffectée. La gare est toutefois toujours ouverte et des autocars SNCF TER Bretagne assurent des navettes jusqu'à la gare de Rosporden.
La démolition le 25 mars 1966 du petit pont en pierres sur le Moros, qui permettait au chemin de fer à voie métrique de franchir la ria, permit un agrandissement et un aménagement de l'arrière-port vers l'amont de la ria du Moros.
Deux remorqueurs portuaires ont porté le même nom : le Cdt Van der Kemp I (à partir de 1962) et le Cdt Van der Kemp II(à partir de 1987) et ont été en service jusqu'en 2021 et remplacés par le remorqueur Le Moros.

##### Les naufrages de l'après-guerre
Le 29 novembre 1954, quatre bateaux de pêche de Concarneau (le Perle d'Arvor, le Tourville, le Berceau de Moïse, l'Alain-Yvon) et un autre deux jours plus tard (le Pierre-Nelly) disparurent lors d'une terrible tempête ; ces naufrages firent en tout 46 victimes (et même 64 victimes si l'on y ajoute les marins-pêcheurs du Tendre Berçeuse de Douarnenez et du Lilas Blanc de Lesconil, également victimes de cette tempête).
Dans la nuit du 25 au 26 novembre 1963, le Saphir, un chalutier flambant neuf, se retourna dans le sud de l'Irlande ; le naufrage fit 9 rescapés, recueillis grelottant sur des bateaux pneumatiques, et un disparu. Le 17 janvier 1965, le chalutier concarnois l'Adamastor sombra corps et biens ; l'épave n'a jamais été retrouvée.

##### La vannerie
Au cours du XXe siècle, des ateliers de vannerie se développent (principalement autour de la gare) pour faire face à la demandes des conserveries en paniers d'osier pour la manutention et le nettoyage des sardines et du thon. À partir des années 1950, ce sont surtout la confection de « mannes à chalut » pour les pêcheurs qui occuperont ces ateliers. Aujourd'hui, ces produits sont importés d'Indonésie. Le dernier atelier (l'atelier Roger Le Gall) a fermé en 1991.

##### Les difficultés économiques du port et de la pêche depuis la décennie 1970
À Concarneau, 24 conserveries existaient encore en 1952 ; la moitié d'entre elles ferment entre 1952 et 1965 ; en 1972, elles ne sont plus que trois.
Les années 1973-1978 sont marquées par une nouvelle crise de la pêche avec l'épuisement des fonds marins et la concurrence des autres pays communautaires. La partie du port de pêche située en aval de la « Ville close » est transformée en port de plaisance.

### XXIesiècle

#### Une nouvelle crise de la pêche
En 1975 Concarneau possédait encore 87 chalutiers semi-industriels ; il en reste trois en 2014. Il y avait environ 200 dockers et trieuses professionnelles. Il ne reste pratiquement plus rien.
En 2018, la criée de Concarneau a commercialisé 6 002 tonnes de poissons pour une valeur de 19 458 000 euros ; 4 092 tonnes seulement en 2020 ; Concarneau n'est plus en 2020 que la 4e criée de Cornouaille, devancé par Douarnenez, Le Guilvinec et Saint-Guénolé, en raison de la chute de la bolinche.
Le début de la décennie 2020 voit un grave déclin de la flotte thonière concarnoise, qui frappe les trois armements subsistant : Via Ocean (anciennement Saupiquet et désormais contrôlé par le groupe italien Bolton) cesse son activité début 2024, la CFTO (Compagnie française du thon océanique, issue de la fusion en 2011 de la Cobrecaf avec Chevannes Merceron Ballery) est contrôlée depuis 2016 par des capitaux néerlandais et la Sapmer, le 3e armement concarnois, a vendu entre 2021 et 2023 six de ses bateaux à des armements étrangers et privilégie désormais sa base de La Réunion pour ses trois thoniers encore possédés.
En 2023, seulement 3 044 tonnes de poissons pour une valeur de 20 030 000 euros ont été débarquées à Concarneau

#### La création d'un établissement de thalassothérapie
En 2015, un établissement de thalassothérapie ouvre à Concarneau près de la plage des Sables Blancs.

#### Le problème des algues vertes
Concarneau et les autres communes de la Baie de La Forêt sont confrontées, surtout depuis les années 2000, à des échouages massifs d'algues vertes, même si la situation s'améliore dans la décennie 2020.

#### La diversification du port
Des travaux de modernisation du port et de la criée de Concarneau sont entrepris entre 2020 et 2023 ; ces travaux vont aussi permettre d'installer des pontons destinés à accueillir des bateaux pratiquant la course au large ; l'arrivée de François Gabart est prévue.
Concarneau reste un port à activités multiples : construction et réparation navales avec les Chantiers Piriou, pêche, plaisance, course au large. En raison du changement de l'entreprise chargée du remorquage portuaire, deux nouveaux remorqueurs, le Toulonnais V et le Portzic, remplacent début 2021, à l'occasion de l'arrivée d'un nouveau concessionnaire pour la gestion du port, les Van der Kemp I et II, les deux remorqueurs historiques de Concarneau.

## Politique et administration
En 2010, la commune de Concarneau a été récompensée par le label « Ville Internet @@ ».

### Liste des maires
| Période        | Période        | Identité               | Étiquette | Qualité                                                                                      |
| -------------- | -------------- | ---------------------- | --------- | -------------------------------------------------------------------------------------------- |
| septembre 1944 | mai 1945       | Alphonse Duot          | PCF       |                                                                                              |
| mai 1945       | octobre 1947   | Robert Jan             | PCF       |                                                                                              |
| octobre 1947   | 1948           | Alain Jean Le Dervouet | SFIO      | Professeur                                                                                   |
| janvier 1948   | mars 1971      | Charles Linement       | SFIO→PS   | Trésorier puis directeur de la caisse d'Épargne de Concarneau Conseiller général (1967-1973) |
| mars 1971      | mars 1977      | Yves Couchouron        | RPR       |                                                                                              |
| mars 1977      | février 1980   | Robert Jan             | PCF       |                                                                                              |
| février 1980   | mars 1983      | Joseph Argouarc'h      | PCF       |                                                                                              |
| mars 1983      | mars 2008      | Gilbert Le Bris        | PS        | Député                                                                                       |
| mars 2008      | 4 juillet 2020 | André Fidelin          | UMP→LR    | Retraité Président de Concarneau Cornouaille Agglomération (2014 → 2020)                     |
| 4 juillet 2020 | En cours       | Marc Bigot,            | DVD       |                                                                                              |

### Jumelages
La ville de Concarneau est jumelée avec :
- Bielefeld (Allemagne) depuis 1969 ;
- M'bour (Sénégal) depuis 1974 ;
- Penzance (Royaume-Uni) depuis 1983.

### Organisation territoriale
La commune actuelle est née du rattachement le 19 septembre 1945 de la commune de Beuzec-Conq qui comptait 4 155 habitants et du rattachement en 1959 de la commune de Lanriec, qui comptait 3 079 habitants en 1954.

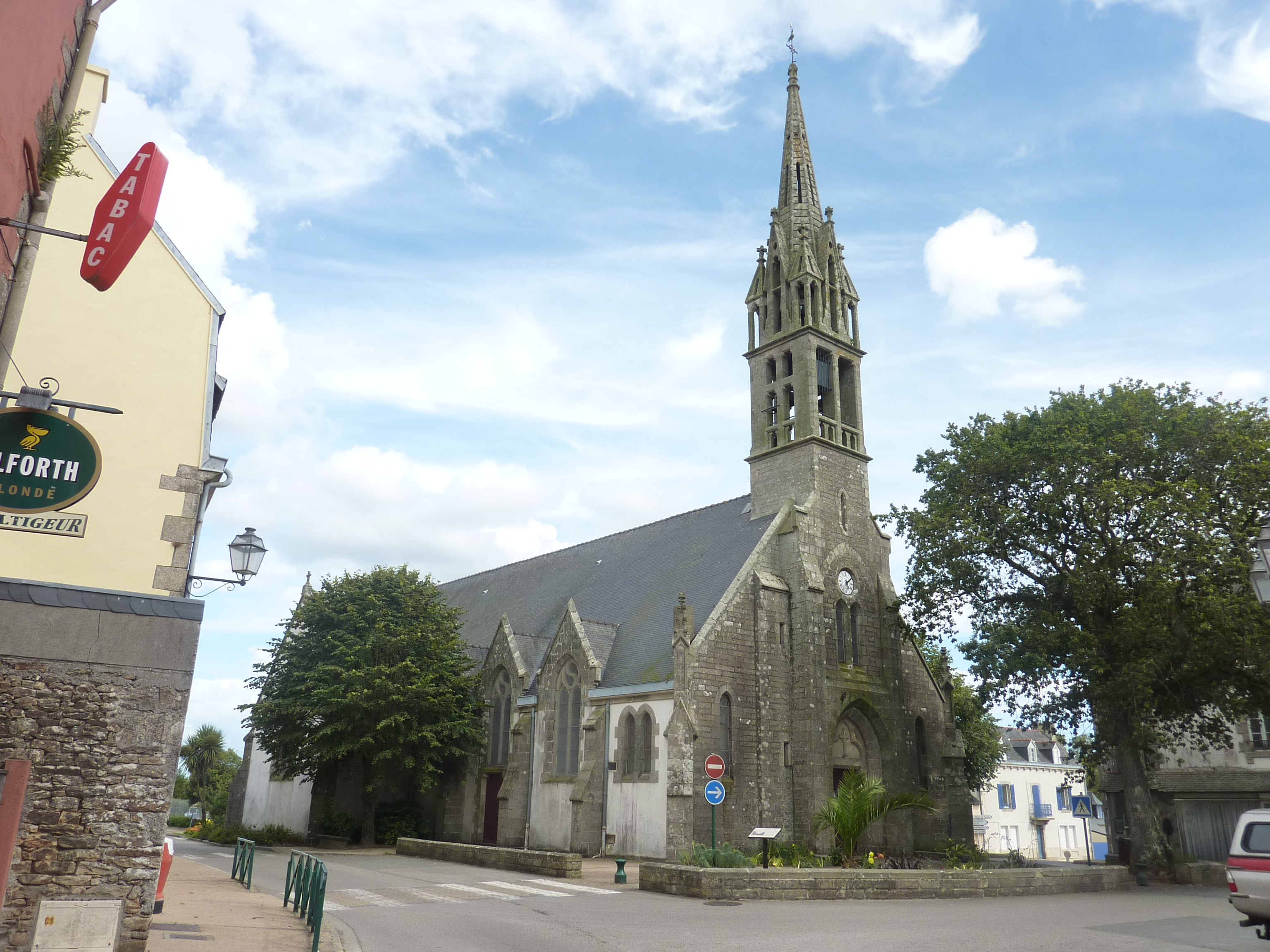
Beuzec-Conq : l'église paroissiale Saint-Budoc.
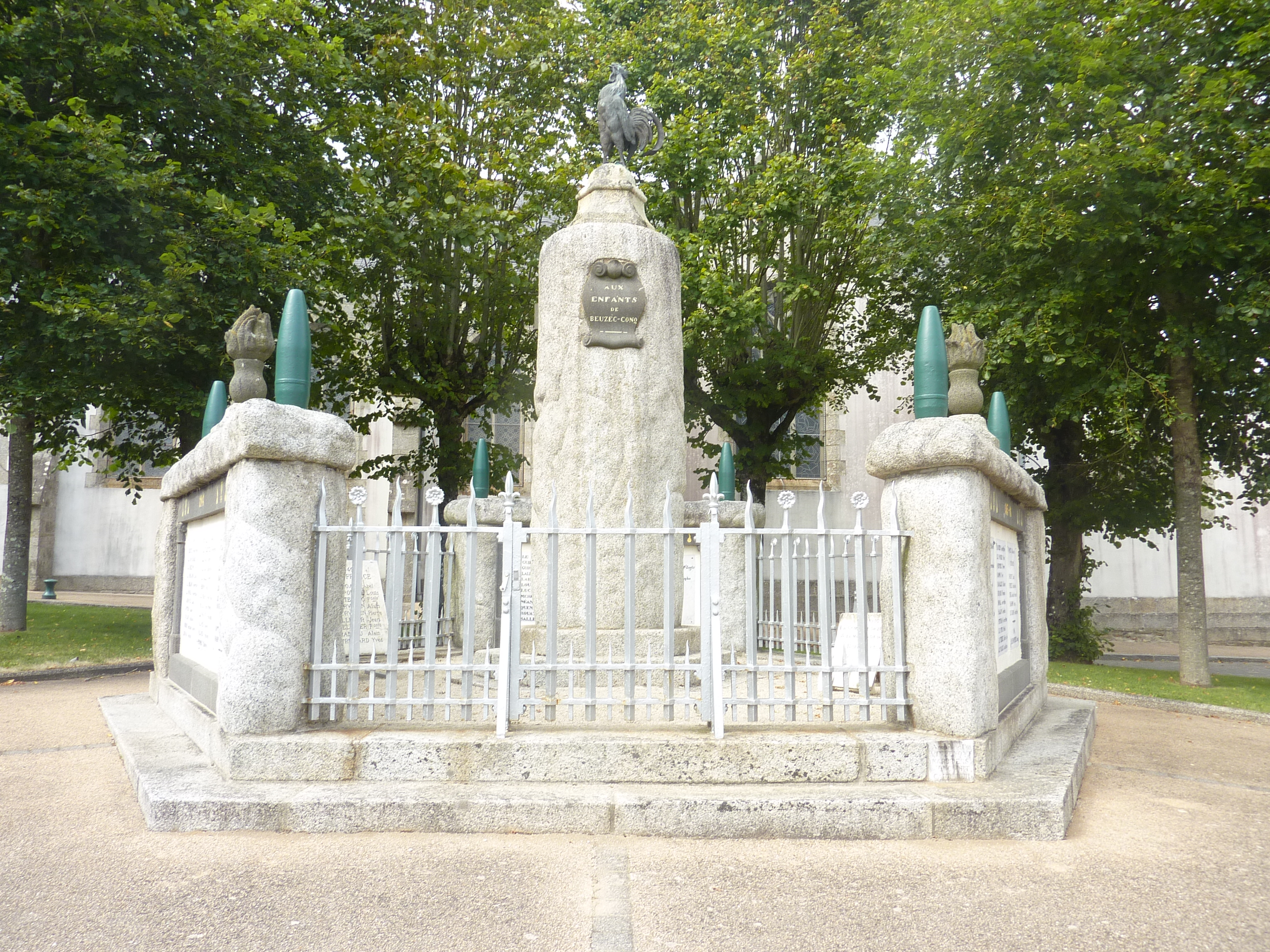
Beuzec-Conq : le monument aux morts.
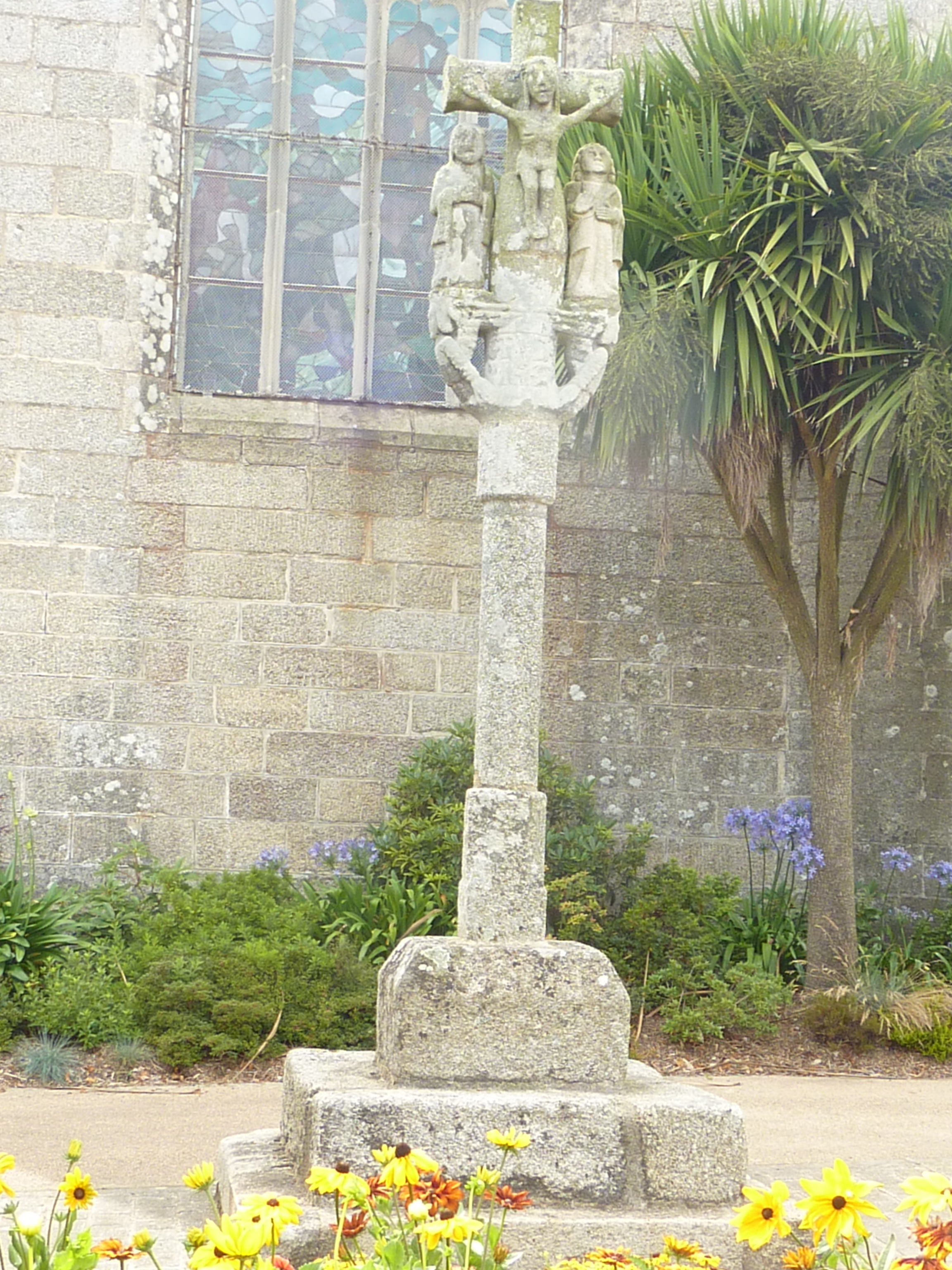
Beuzec-Conq : le calvaire près de l'église paroissiale.
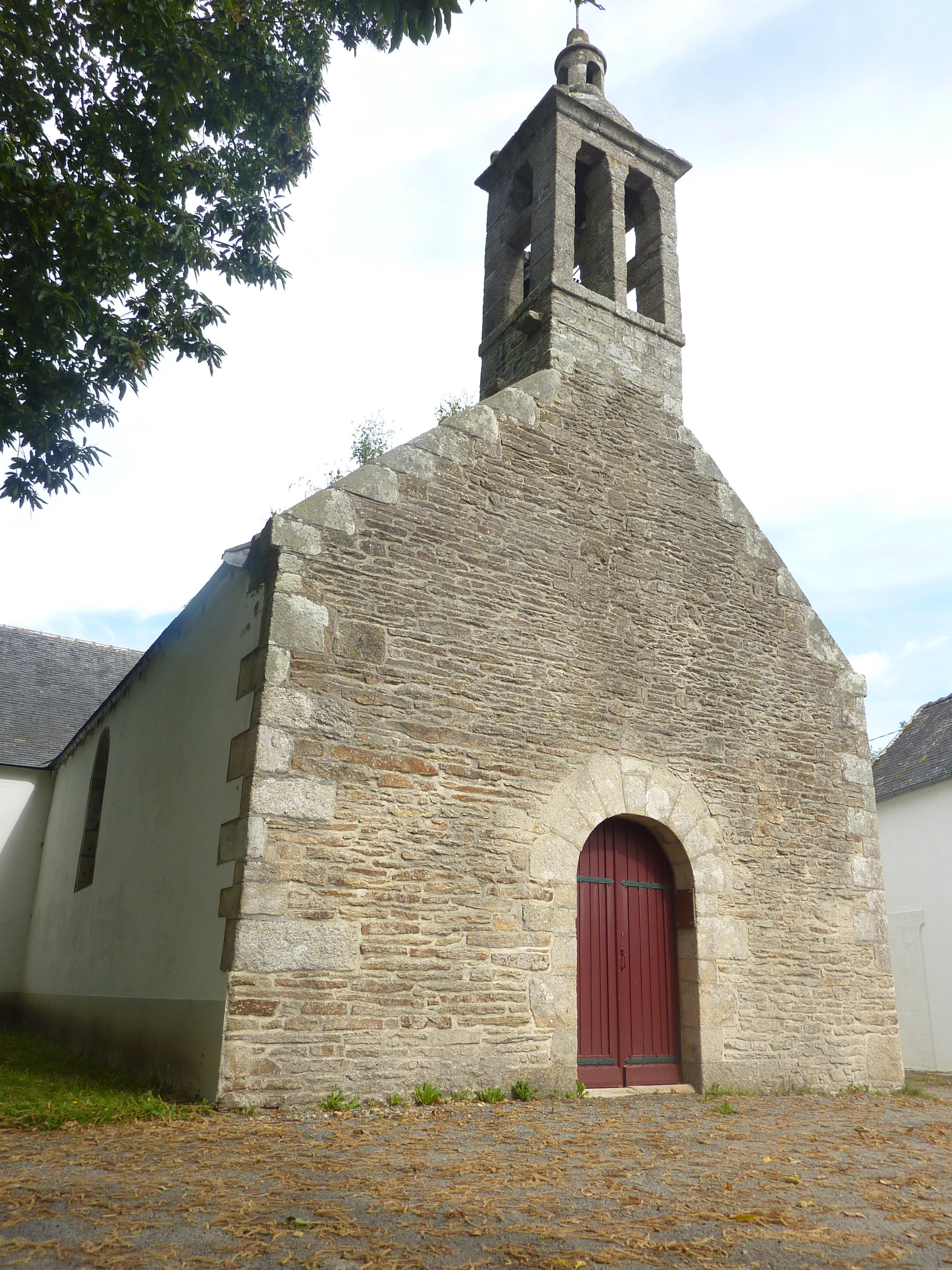
La chapelle de Lochrist.
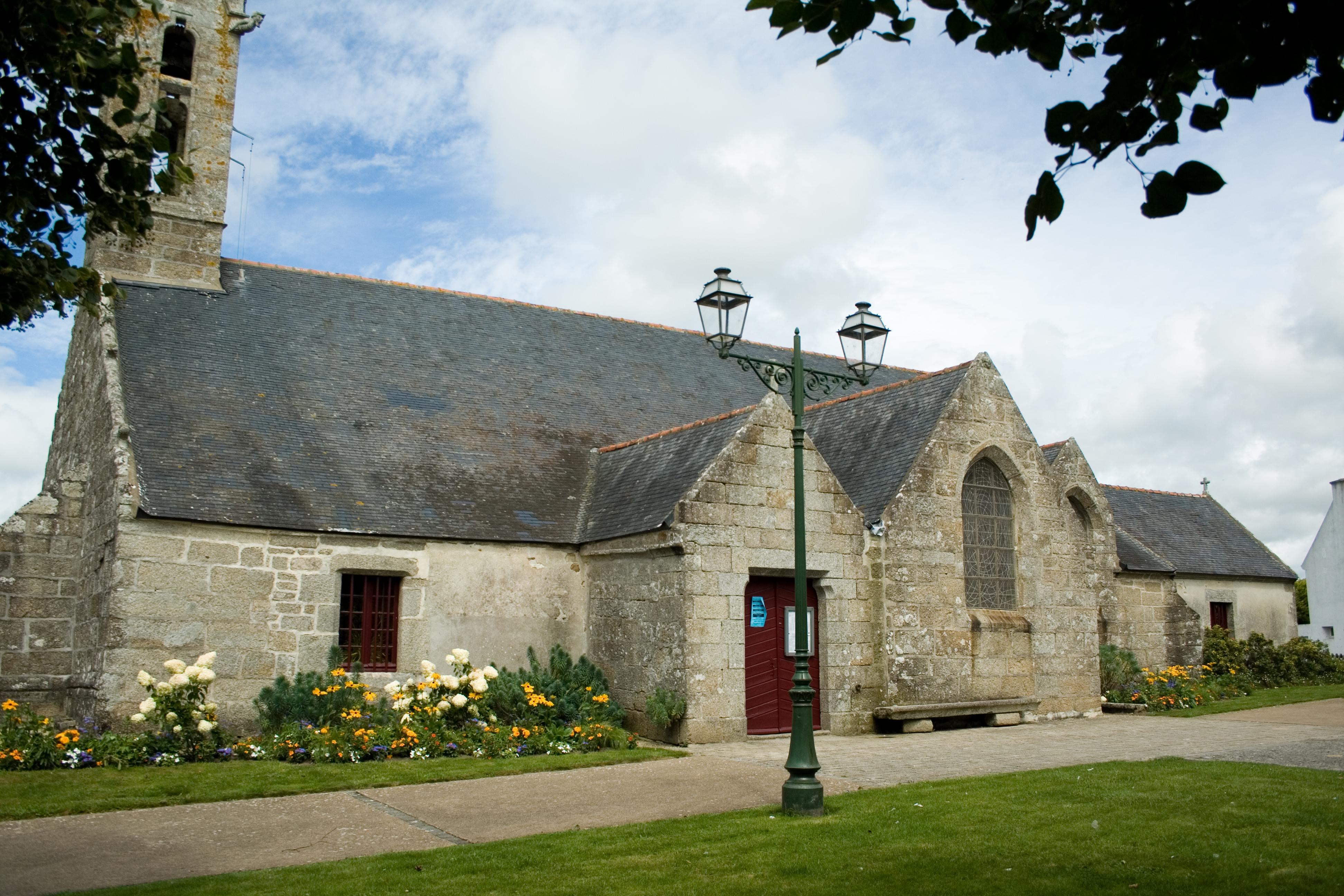
Église Notre-Dame-de-Lorette - Lanriec.

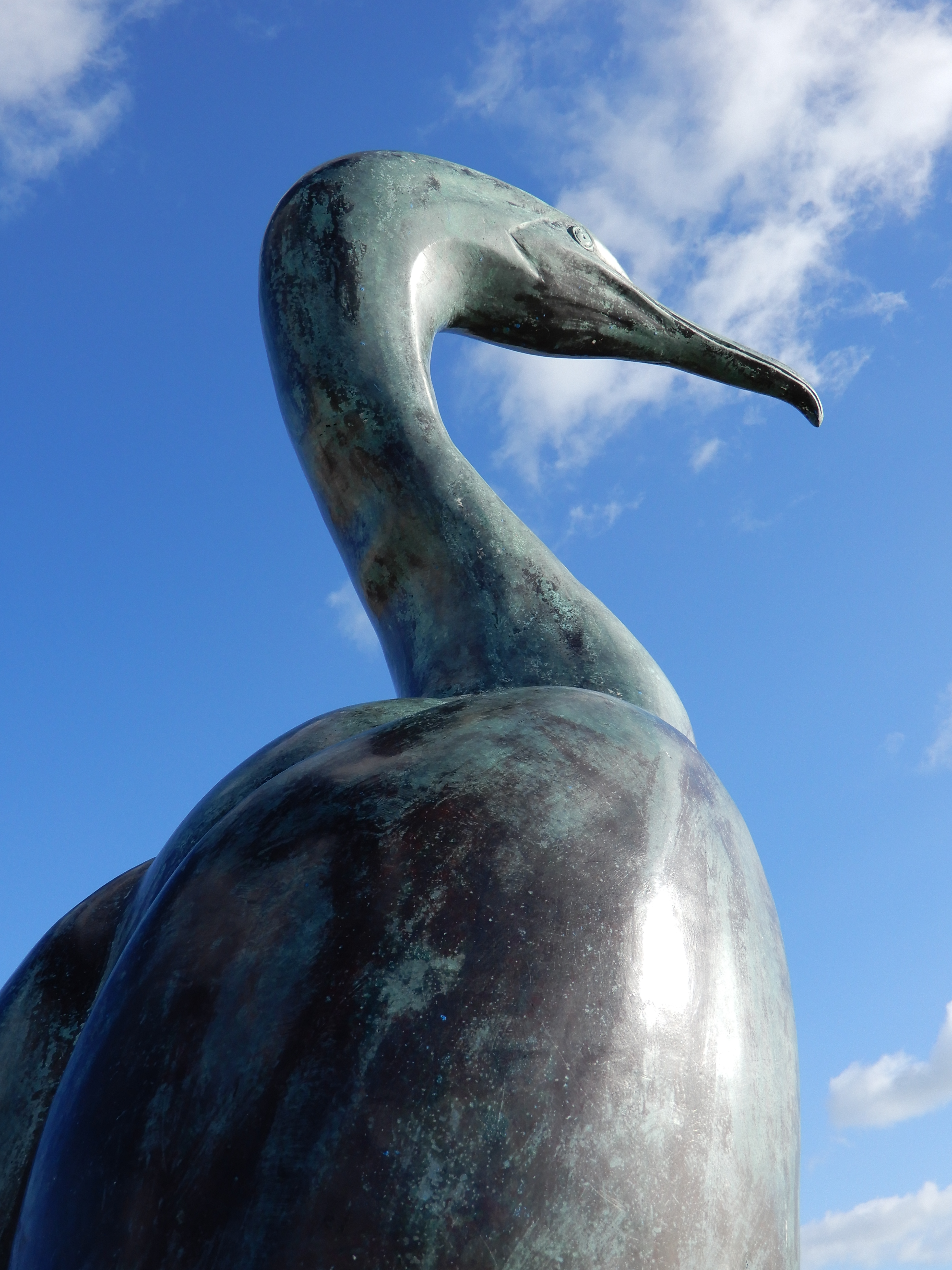
Concarneau - statue de Cormoran sur la corniche.

Le Passage (Lanriec).

## Population et société

### Démographie

#### Données relatives à la commune de Concarneau
L'évolution du nombre d'habitants est connue à travers les recensements de la population effectués dans la commune depuis 1793. Pour les communes de plus de 10 000 habitants les recensements ont lieu chaque année à la suite d'une enquête par sondage auprès d'un échantillon d'adresses représentant 8 % de leurs logements, contrairement aux autres communes qui ont un recensement réel tous les cinq ans,.

En 2022, la commune comptait 20 632 habitants, en évolution de +8,33 % par rapport à 2016 (Finistère : +2,16 %, France hors Mayotte : +2,11 %).
| 1793  | 1800  | 1806  | 1821  | 1831  | 1836  | 1841  | 1846  | 1851  |
| ----- | ----- | ----- | ----- | ----- | ----- | ----- | ----- | ----- |
| 2 000 | 1 561 | 1 608 | 1 511 | 1 843 | 1 816 | 1 984 | 2 100 | 2 289 |

| 1856  | 1861  | 1866  | 1872  | 1876  | 1881  | 1886  | 1891  | 1896  |
| ----- | ----- | ----- | ----- | ----- | ----- | ----- | ----- | ----- |
| 2 372 | 2 767 | 3 555 | 4 463 | 4 745 | 5 191 | 5 684 | 5 991 | 6 500 |

| 1901  | 1906  | 1911  | 1921  | 1926  | 1931  | 1936  | 1946   | 1954   |
| ----- | ----- | ----- | ----- | ----- | ----- | ----- | ------ | ------ |
| 7 635 | 8 007 | 7 263 | 6 170 | 5 995 | 5 815 | 5 878 | 10 519 | 10 341 |

| 1962   | 1968   | 1975   | 1982   | 1990   | 1999   | 2006   | 2011   | 2016   |
| ------ | ------ | ------ | ------ | ------ | ------ | ------ | ------ | ------ |
| 15 907 | 17 801 | 18 759 | 17 984 | 18 630 | 19 453 | 19 953 | 18 826 | 19 046 |

| 2021   | 2022   | - | - | - | - | - | - | - |
| ------ | ------ | - | - | - | - | - | - | - |
| 20 607 | 20 632 | - | - | - | - | - | - | - |

#### Données relatives à la commune de Concarneau dans ses limites actuelles (après ajout des données des communes de Beuzec-Conq et Lanriec
Évolution démographique de Concarneau, de Beuzec-Conq et de Lanriec
| Année       | 1793  | 1800  | 1806  | 1821  | 1831  | 1836  | 1841  | 1846   | 1851  | 1856  | 1861  |
| ----------- | ----- | ----- | ----- | ----- | ----- | ----- | ----- | ------ | ----- | ----- | ----- |
| Concarneau  | 2 000 | 1 561 | 1 608 | 1 511 | 1 843 | 1 816 | 1 984 | 2 100  | 2 289 | 2 372 | 2 762 |
| Beuzec-Conq | 1 206 | 1 236 | 1 280 | 1 126 | 1 176 | 1 300 | 1 339 | lacune | 1 547 | 1 504 | 1 643 |
| Lanriec     | 702   | 895   | 930   | 847   | 1 012 | 1 021 | 1 073 | 1 080  | 1 111 | 1 145 | 1 165 |

| Année       | 1866  | 1872  | 1876  | 1881  | 1886  | 1891  | 1896  | 1901  | 1906  | 1911  | 1921  |
| ----------- | ----- | ----- | ----- | ----- | ----- | ----- | ----- | ----- | ----- | ----- | ----- |
| Concarneau  | 3 555 | 4 463 | 4 745 | 5 191 | 5 684 | 5 991 | 6 500 | 7 635 | 8 007 | 7 263 | 6 170 |
| Beuzec-Conq | 1 735 | 1 856 | 2 052 | 2 394 | 3 156 | 3 660 | 3 994 | 4 608 | 5 112 | 4 666 | 4 140 |
| Lanriec     | 1 343 | 1 565 | 1 711 | 1 931 | 2 074 | 2 103 | 2 381 | 2 514 | 2 750 | 2 855 | 2 633 |

| Année                                                            | 1926  | 1931  | 1936  | 1946   | 1954   | 1962   | 1968   | 1975   | 1982   | 1990   | 1999   |
| ---------------------------------------------------------------- | ----- | ----- | ----- | ------ | ------ | ------ | ------ | ------ | ------ | ------ | ------ |
| Concarneau                                                       | 5 995 | 5 815 | 5 878 | 10 519 | 10 341 | 15 907 | 17 801 | 18 759 | 17 984 | 18 630 | 19 453 |
| Beuzec-Conq                                                      | 4 132 | 4 100 | 4 155 |        |        |        |        |        |        |        |        |
| Lanriec                                                          | 2 595 | 2 644 | 2 671 | 2 850  | 3 079  |        |        |        |        |        |        |
| Nombre retenu à partir de 1962 : population sans doubles comptes |       |       |       |        |        |        |        |        |        |        |        |

Évolution démographique de Concarneau dans ses limites actuelles
| 1793  | 1800  | 1806  | 1821  | 1831  | 1836  | 1841  | 1851  | 1856  | 1861  | 1866  | 1872  |
| ----- | ----- | ----- | ----- | ----- | ----- | ----- | ----- | ----- | ----- | ----- | ----- |
| 3 908 | 3 692 | 3 818 | 3 484 | 4 031 | 4 137 | 4 396 | 4 944 | 5 021 | 5 575 | 6 633 | 7 884 |

| 1876  | 1881  | 1886  | 1891   | 1896   | 1901   | 1906   | 1911   | 1921   | 1926   | 1931   | 1936   |
| ----- | ----- | ----- | ------ | ------ | ------ | ------ | ------ | ------ | ------ | ------ | ------ |
| 8 508 | 9 516 | 9 659 | 11 754 | 12 875 | 14 757 | 15 869 | 14 784 | 12 943 | 12 722 | 12 559 | 12 704 |

| 1946   | 1954   | 1962   | 1968   | 1975   | 1982   | 1990   | 1999   | 2006   | 2009   | - | - |
| ------ | ------ | ------ | ------ | ------ | ------ | ------ | ------ | ------ | ------ | - | - |
| 13 369 | 13 420 | 15 907 | 17 801 | 18 759 | 17 984 | 18 630 | 19 453 | 19 953 | 19 352 | - | - |

Chiffres tenant compte de la population respective des communes de Concarneau, Beuzec-Conq et Lanriec avant leur fusion.

#### Pyramide des âges
La population de la commune est relativement âgée.
En 2018, le taux de personnes d'un âge inférieur à 30 ans s'élève à 24,7 %, soit en dessous de la moyenne départementale (32,5 %). À l'inverse, le taux de personnes d'âge supérieur à 60 ans est de 39,2 % la même année, alors qu'il est de 29,8 % au niveau départemental.
En 2018, la commune comptait 8 973 hommes pour 10 529 femmes, soit un taux de 53,99 % de femmes, largement supérieur au taux départemental (51,41 %).
Les pyramides des âges de la commune et du département s'établissent comme suit.
| Hommes | Classe d’âge | Femmes |
| ------ | ------------ | ------ |
| 1,0    | 90 ou +      | 2,6    |
| 9,9    | 75-89 ans    | 14,7   |
| 23,8   | 60-74 ans    | 25,7   |
| 23,1   | 45-59 ans    | 21,2   |
| 15,1   | 30-44 ans    | 13,0   |
| 14,2   | 15-29 ans    | 11,1   |
| 12,8   | 0-14 ans     | 11,7   |

| Hommes | Classe d’âge | Femmes |
| ------ | ------------ | ------ |
| 0,7    | 90 ou +      | 2,2    |
| 7,8    | 75-89 ans    | 11,5   |
| 19,2   | 60-74 ans    | 20,1   |
| 20,8   | 45-59 ans    | 19,7   |
| 17,7   | 30-44 ans    | 16,6   |
| 17,1   | 15-29 ans    | 14,7   |
| 16,8   | 0-14 ans     | 15,2   |

### Manifestations culturelles et festivités

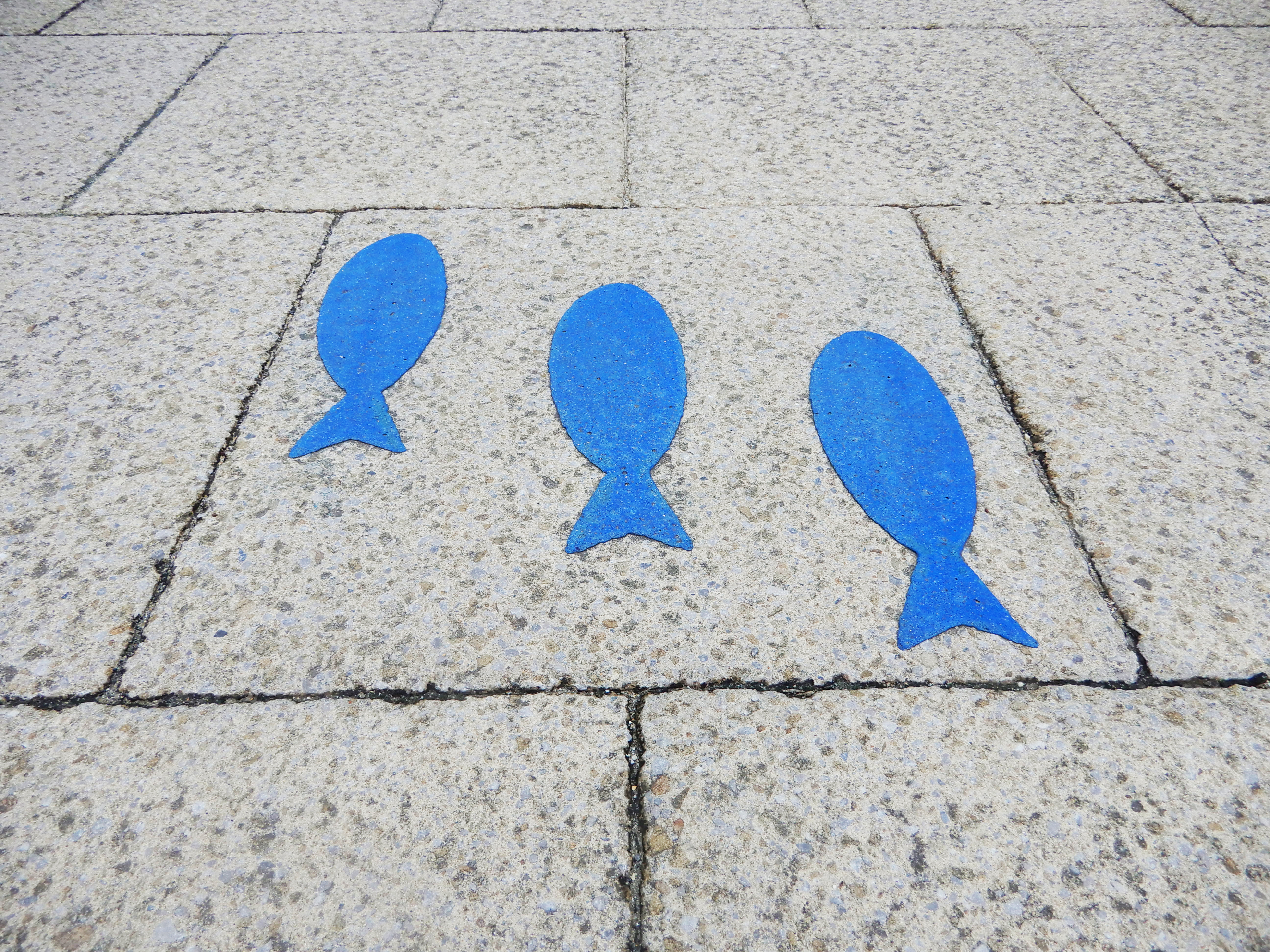
Concarneau - Suivez les poissons bleus pour visiter la ville.

- Le Festival des Filets bleus est une fête traditionnelle de Bretagne qui se déroule tous les ans, pendant plusieurs jours aux alentours du 15 août et attire entre 50 000 et 100 000 spectateurs. Lors de la journée de clôture, l'avant dernier dimanche d'août, le festival propose un Grand Défilé de Cercles et de Bagadous avec des chars (2 000 participants), des spectacles sur scènes, le Triomphe des Sonneurs et la Danse des Mille, un Fest Noz et un grand feu d'artifice tiré sur la mer. Cette fête a été créée en 1905 pour venir en aide aux marins pêcheurs lorsque les sardines ont quitté les côtes bretonnes.

- Le festival Livre et Mer qui se déroule début novembre est né en 1985.
- Le Chien jaune, festival du polar qui se déroule le 1er week-end de la deuxième quinzaine de juillet.
- La Transat AG2R qui se déroule à la mi-avril tous les deux ans, au départ de Concarneau depuis 2006.

### Enseignement

#### Les écoles primaires et maternelles
La commune de Concarneau comprend sept écoles primaires publiques :
- École publique du Centre-Ville. Les effectifs pour l'année scolaire 2013-2014 sont de 125 élèves.
- École de Lanriec. Les effectifs pour l'année scolaire 2013-2014 sont de 141 élèves.
- Groupe scolaire du Dorlett. Les effectifs pour l'année scolaire 2013-2014 sont de 265 élèves.
- École de Kerandon. Les effectifs pour l'année scolaire 2012-2013 sont de 117 élèves.
- École de Beuzec-Conq. Les effectifs pour l'année scolaire 2012-2013 sont de 122 élèves.
- École de Keramporiel. Les effectifs pour l'année scolaire 2013-2014 sont de 102 élèves.
- École Le Rouz. Les effectifs pour l'année scolaire 2013-2014 sont de 243 élèves.

Deux écoles publiques ont été fermées au XXIe siècle.
- École du Lin (fermée à la fin de l'année scolaire 2009-2010).
- École de Kerose (fermée à la fin de l'année scolaire 2011-2012).

et deux écoles primaires privées :
- École privée Notre-Dame-du-Sacré-Cœur. Les effectifs pour l'année scolaire 2013-2014 sont de 330 élèves.
- École privée Sainte-Thérèse. Les effectifs pour l'année scolaire 2013-2014 sont de 98 élèves.

#### Collèges
La commune de Concarneau comprend trois collèges :
- Le collège du Porzou (public) : construit en 1966, il occupe une surface bâti de 6 381 m2. Les effectifs pour l'année scolaire 2012-2013 sont de 445 élèves.
- Le collège des Sables-Blancs (public) : construit en 1974, il occupe une surface bâti de 7 645 m2. Les effectifs pour l'année scolaire 2013-2014 sont de 342 élèves[208].
- Le collège Saint-Joseph (privé) : les effectifs pour l'année scolaire 2013-2014 sont de 775 élèves.

#### Lycées
La commune de Concarneau comprend deux lycées :
- le lycée Pierre-Guéguin (public) : les effectifs pour l'année scolaire 2009-2010 sont de 560 élèves (390 au LGT et 170 au LP) ;
- le lycée Saint-Joseph (privé) : les effectifs pour l'année scolaire 2012-2013 sont de 791 élèves (461 élèves en section générale et technologique et 330 élèves en section professionnelle).

#### Enseignement maritime
Le Centre européen de formation continue maritime (CEFCM) possède un établissement à Concarneau, où se trouve aussi son siège social.

### Recherche
- Station marine de Concarneau du Muséum national d'histoire naturelle.

### Santé
Plusieurs médecins (généralistes et spécialistes), dentistes et sages-femmes exercent. L'hôpital du Porzou se situe sur la commune. Après la fermeture des urgences de nuit en 2008, un dispositif de remplacement des unités terrestres par des hélicoptères est mis en place en 2011.

### Sports

#### Clubs
| Association                       | Sport           | Compétition                       | Lieu d'activité            | Création | Titre |
| --------------------------------- | --------------- | --------------------------------- | -------------------------- | -------- | ----- |
| Union sportive concarnoise        | Football        | National                          | Stade Guy Piriou           | 1911     | 1     |
| Hermine concarnoise               | Football        | Régional 3 Bretagne (8e division) | Stade du Moros             | 1921     | 0     |
| Union sportive concarnoise        | Basket-ball     | Prénationale masculine            | Halle des Sports du Porzou | 1945     | 0     |
| Rugby club concarnois             | Rugby à XV      | Federale 3                        | Stade Henri-Sérandour      | 1983     | 0     |
| Amicale laïque Concarneau         | Handball        | Régionale - Départementale        | Halle des Sports du Porzou | 1968     | 0     |
| Amicale laïque Concarneau         | Tennis de table | Départementale                    | Halle des Sports du Porzou | 1964     | 0     |
| Concarneau tennis club            | Tennis          | Pré-Régionale                     | Complexe sportif du Porzou | 1927     | 0     |
| Société des Régates de Concarneau | Voile           | ?                                 | Baie de Concarneau         | 2002     | 0     |

L'US Concarneau, club de football créé en 1911, dont l'équipe première est surnommée "Les Thoniers",est, depuis 1983, présidée par des membres de la famille Piriou (Guy Piriou a été président de l'USC entre 1983 et 1993 ; son nom a été donné au nouveau stade inauguré en 1988 ; Michel Piriou lui a succédé ; Jacques Piriou est le président depuis 2003) et en partie financée par l'entreprise Piriou. Le club accède à la 2e division et au professionnalisme en 2023, mais cette accession l'oblige à faire des travaux importants de mise aux normes de son stade, ce qui va le contraindre à jouer ses matches "à domicile" à Brest et Lorient.

## Économie

### Le port

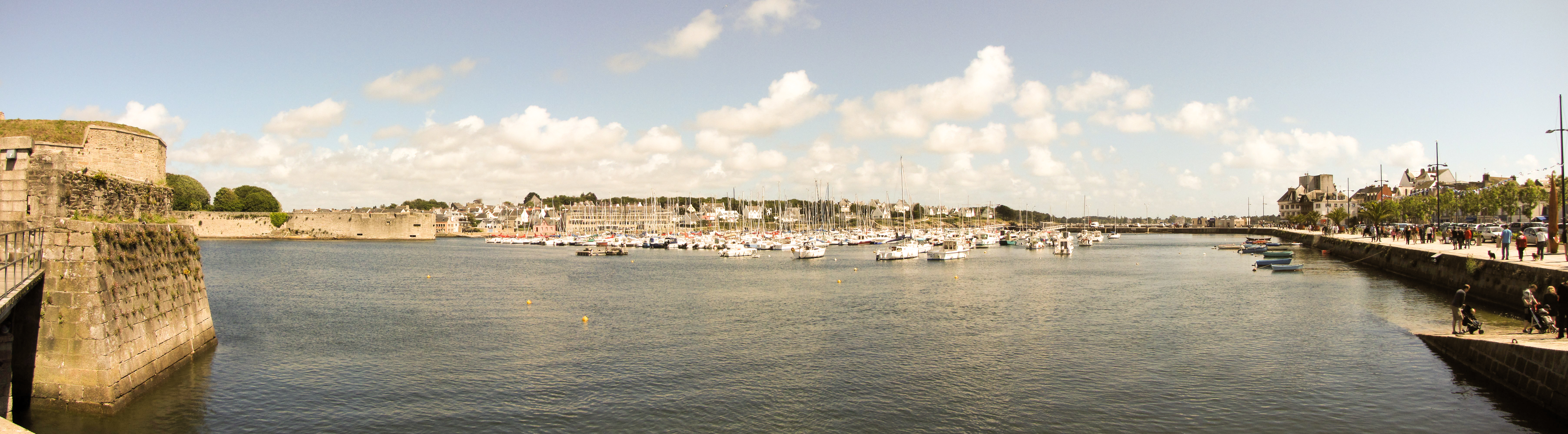
Le port de plaisance vu depuis l'entrée de Ville-Close.

#### Le port de pêche
Concarneau est surtout un port de pêche : en 2014, c'est le 9e port de pêche français par le tonnage et la valeur des poissons débarqués ; 887 marins (1 300 en 2010) embarquent à bord des 154 bateaux de pêche (7 chalutiers industriels hauturiers, 2 chalutiers artisans, 95 chalutiers de pêche côtière, 9 bolincheurs, 25 thoniers senneurs congélateurs, ces derniers pêchant le thon tropical dans l'océan Atlantique et l'océan Indien, débarquant leurs prises à Dakar, Abidjan, aux Seychelles et à Madagascar. Concarneau est le premier port thonier européen pour le thon tropical.
En 2012, 8 000 tonnes de poissons ont été vendues à la criée de Concarneau, les cinq principales espèces de poissons vendues ont été l'églefin (891 tonnes), le merlu (623 tonnes), la sardine (568 tonnes), la baudroie (541 tonnes) et la langoustine (492 tonnes). Le thon est débarqué dans les ports tropicaux précités.
La pêche a longtemps été l'activité économique principale de Concarneau grâce à ses 1 600 m de quais et ses 14 000 m2 de halle à marée. Après avoir été en essor pendant les décennies 1950 et 1960 (en 1962, le port de pêche de Concarneau était le troisième port de pêche français, après Boulogne-sur-Mer et Lorient, par le volume des prises (47 580 tonnes) et le second en valeur, derrière Boulogne-sur-Mer, mais devant Lorient, son activité ayant doublé en dix ans), le port de pêche a connu une importante récession. Depuis le milieu des années 1980 et le ralentissement de la pêche, d'autres activités se sont développées : 1er port de pêche thonier français et européen (72 000 tonnes en 1989, 100 000 tonnes de thon pêché par 21 navires océaniques en 2010), Concarneau est alors le 6e en débarquement de pêche fraîche (10 000 tonnes de poisson débarqué et vendu sous la halle à marée). Le port de pêche est actuellement en crise : la vente à la Scapêche (groupe Intermarché), basée à Lorient, de l'armement concarnois Nicot en 2000, puis de l'armement concarnois Furic en 2003 et de l'armement concarnois Delhemmes (quatre chalutiers et trois bolincheurs) en 2014 en étant les épisodes principaux, menaçant la pérennité du port de pêche de Concarneau.
La pêche côtière représente en 2013 45 % des apports contre 32 % pendant la décennie 2000.
Les hauturiers débarquent baudroies, cabillauds, limandes, soles, sous la criée. Au milieu de la nuit, les dockers et mareyeurs (environ 1 000 personnes en 2010) travaillent pour approvisionner les étals des poissonniers.
Le thon blanc ou germon est pêché entre les Açores, l'Irlande et le golfe de Gascogne. Le thon albacore ou le listao est capturé au large de l'Afrique noire ou aux Seychelles par des thoniers senneurs-congélateurs.
La criée de Concarneau reste attractive, y compris pour des pêcheurs d'autres ports comme celui de Loctudy, car les prix d'achat du poisson y sont souvent plus élevés.
Classé port d'intérêt national, le port de Concarneau est propriété du Conseil général du Finistère qui concède la gestion à la Chambre de commerce et d'industrie de Quimper Cornouaille.

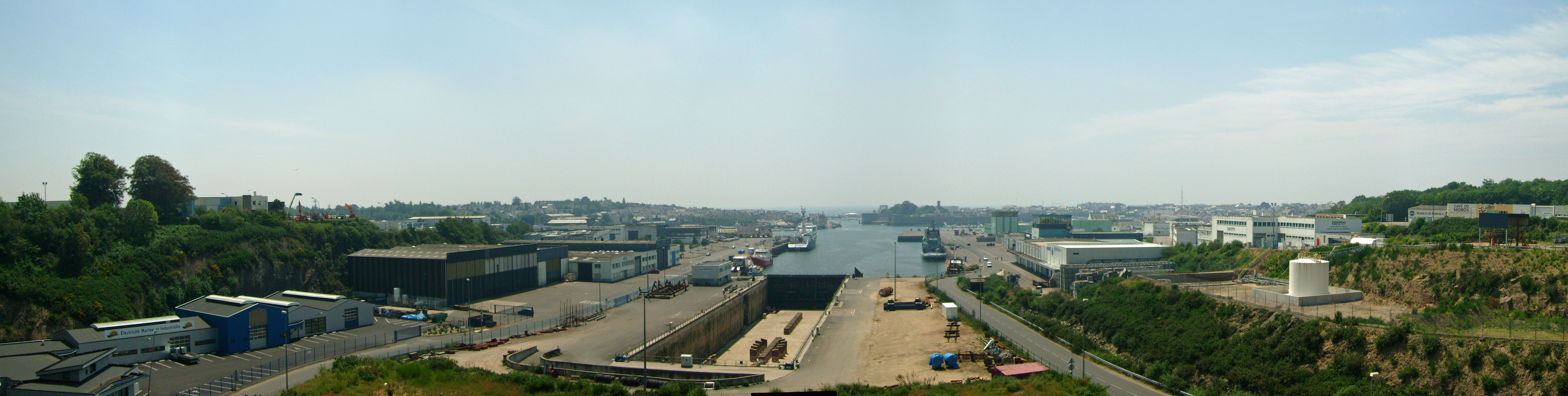
Le Port de Concarneau, vu depuis le « Pont du Moros ». Au premier plan, la cale sèche de réparations.

#### La construction et la réparation navale
- La construction navale joue aujourd'hui un rôle important. Les chantiers Piriou construisent de nombreux navires de pêche et de commerce (bateaux d'assistance pour les plates-formes pétrolières, bateaux à passagers…). Le chantier JFA est quant à lui placé sur le marché de la plaisance haut de gamme.
- Les activités induites par la pêche, en plus de la construction et de la réparation navale, sont encore importantes : l'électronique marine, la fabrication des filets de pêche, l'habillement (Cotten, 1er fabriquant français du vêtement marin, spécialement des petits cirés jaunes), les fabriques de glace et de surgélation, les conserveries (les établissements Gonidec et Courtin).

#### Le port de plaisance et le tourisme

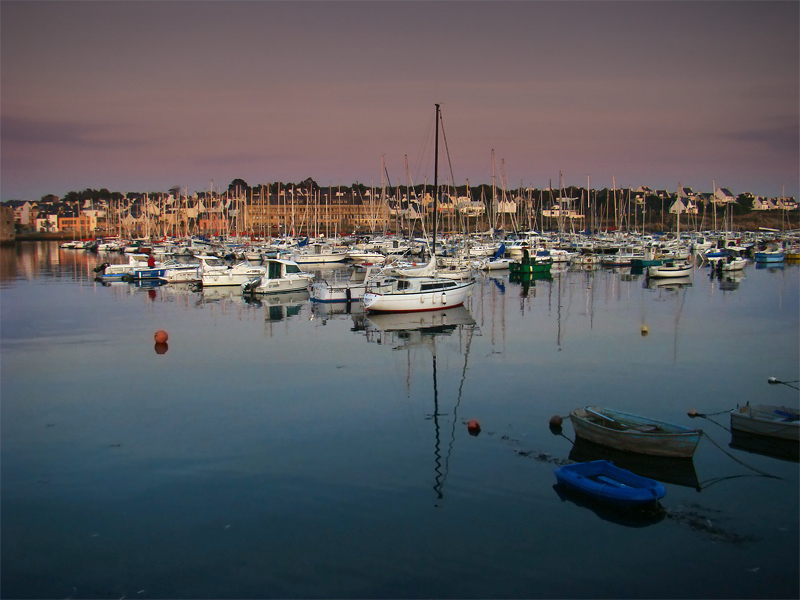
Le port de plaisance.

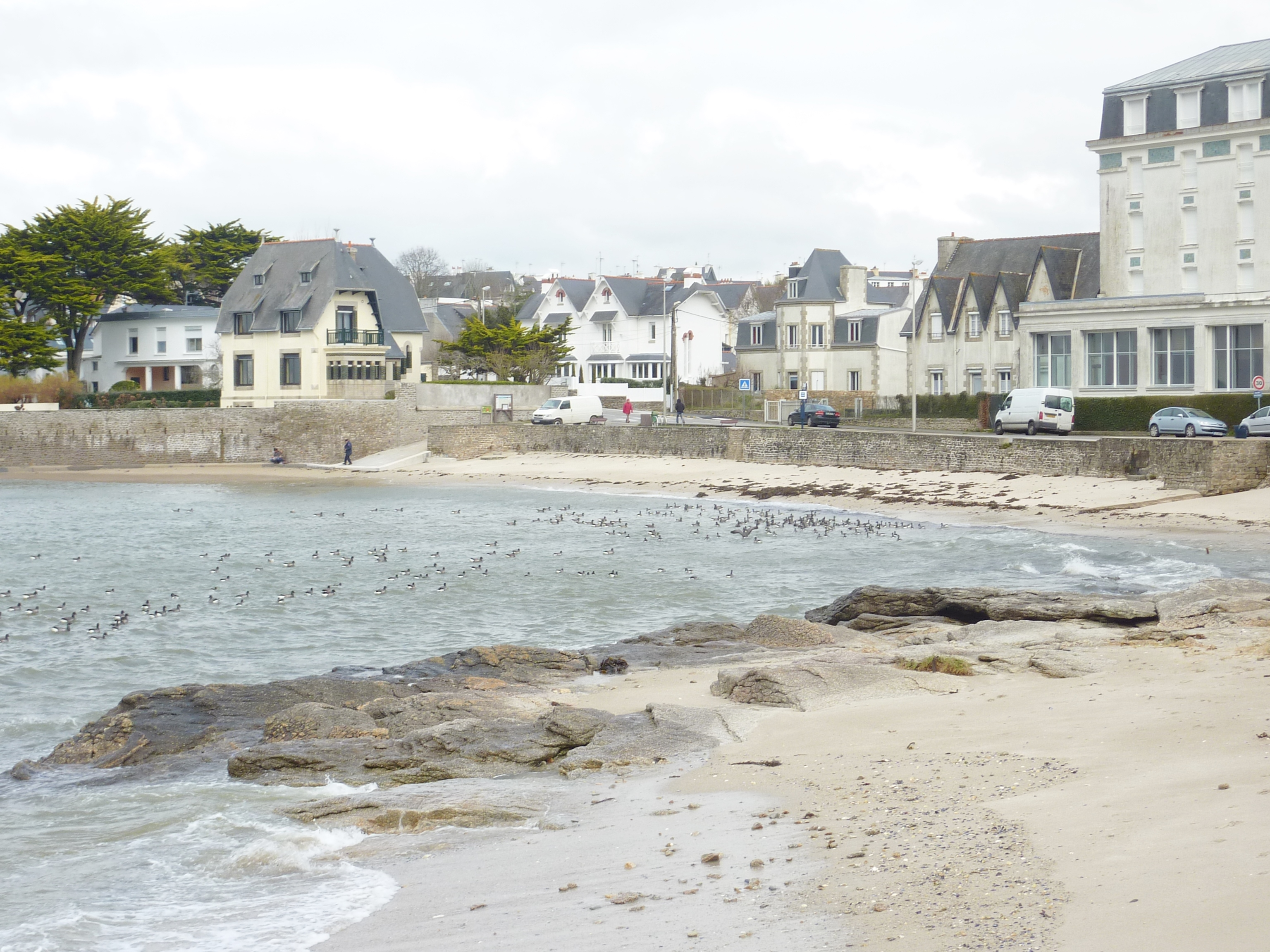
La plage de Cornouaille.

Le tourisme représente une activité importante surtout de début juin à fin septembre. Le port de plaisance est d'ailleurs le point de départ vers l'archipel des Glénan et, durant la saison estivale, les vedettes de l'Odet effectuent des liaisons régulières entre l'île principale de Saint-Nicolas et le continent. Grâce à la Ville Close et un littoral de toute beauté parsemé de plages de sable blanc, la station touristique de Concarneau est aujourd'hui une des places fortes du tourisme en Bretagne.
Le port de plaisance de Concarneau, géré par la ville, accueille près de 25 000 plaisanciers par an. Il dispose de 767 emplacements en tout. L'avant-port situé entre la capitainerie (Maison du port) et la Ville Close accueille 291 places sur pontons. Une cinquantaine de places supplémentaires sont disponibles dans l'arrière-port. Environ 350 places de mouillages s'étalent entre la presqu'île du Cabellou et l'anse de Kersaux. Le port de plaisance étant généralement saturé, la question de son extension sur une partie du port de pêche se pose.
Un projet de création d'une thalassothérapie existe depuis 2005 en arrière de la plage des Sables Blancs ; à cet effet, la ville vend cette année-là 27 500 m2 à la société Eiffage. Si des immeubles de logements ont bien été construits et vendus à des particuliers, le projet de thalassothérapie reste pour l'instant enlisé et est source de polémiques.

#### Un port à la diversité inégalée
Au-delà de ses activités traditionnelles (pêche, commerce, construction et réparation navale, plaisance), le port de Concarneau a diversifié ses activités dans les domaines de la course au large et de la recherche scientifique et de l'exploration, comme l'illustrent ces bateaux qui seront basés à Concarneau :
- Le maxi-trimaran SVR-Lazartigue du skipper François Gabart ;
- Le Why not, goélette en aluminium à voiles du programme scientifique Under the pole (mise à l'eau programmée en 2023 ; construit par le chantier Piriou) ;
- Le catamaran We Exlore du navigateur Roland Jourdain (bateau construit à La Grande-Motte mais basé à Concarneau à partir de sa mise à l'eau prévue en 2022 ;
- Le catamaran électrique à foils (un navire de plaisance propulsé par deux moteurs électriques) de l'entreprise MerConcept ;
- Le Nomade des mers, catamaran ambassadeur dans le monde entier des low-technologies (programme Low-tech Lab)[225].

C'est de Concarneau que Victor Rault est parti le 3 octobre 2021 sur le Captain Darwin pour refaire en quatre ans le voyage
du naturaliste Charles Darwin et comparer l'évolution de la biodiversité à presque deux siècles d'intervalle.

### Entreprises concarnoises

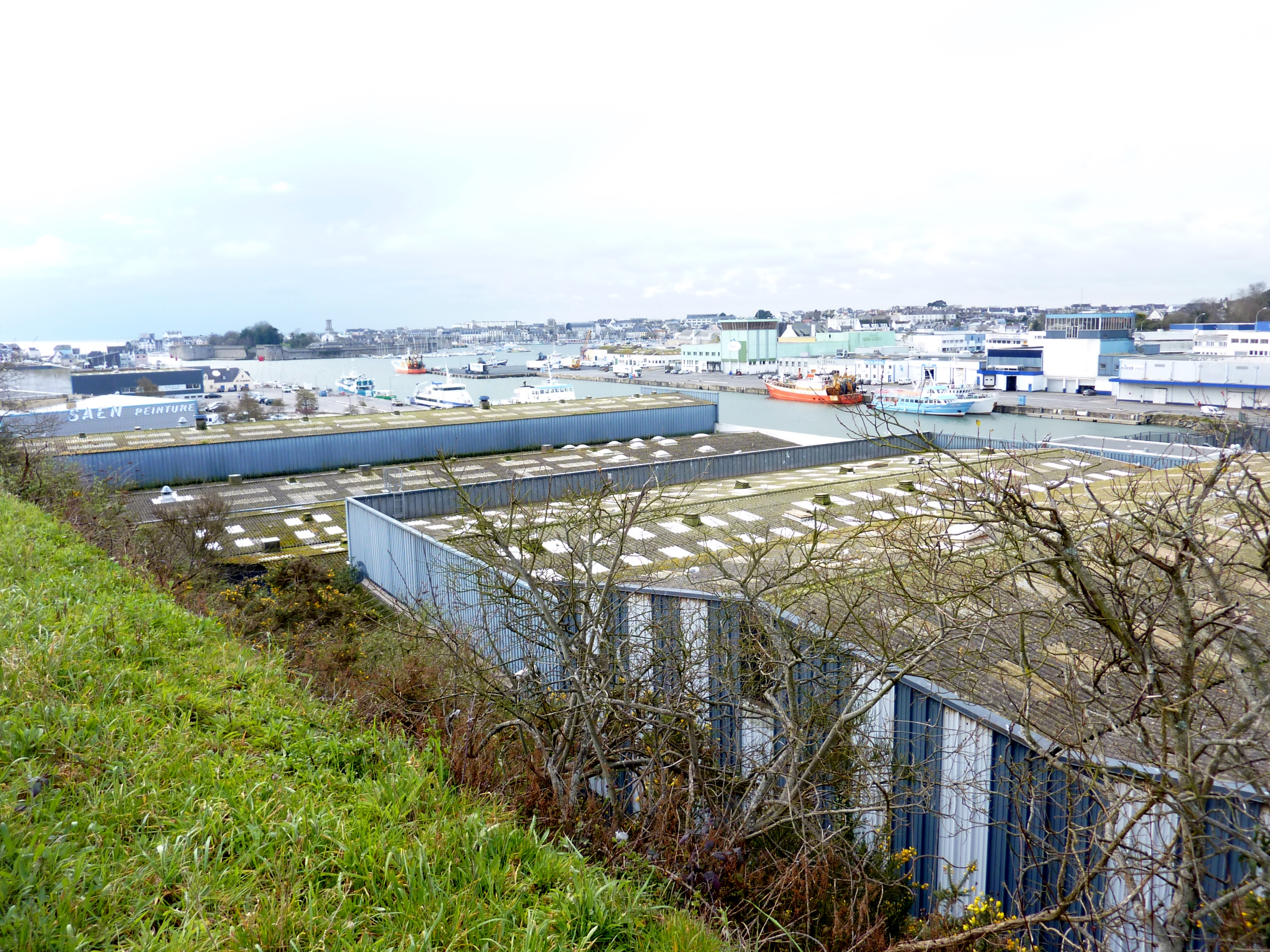
Le port de pêche et la ville close vus depuis la route menant au Passage Lanriec ; au premier plan, les bâtiments industriels de la construction et réparation navale.

La plupart des entreprises concarnoises ont des activités liées au port, la principale étant le groupe Piriou, spécialisé dans la construction et la réparation navale.

## Culture locale et patrimoine

### Langue bretonne
L'adhésion à la charte Ya d'ar brezhoneg a été votée par le conseil municipal le 28 juin 2012.
À la rentrée 2012-2013, plus de 10 enfants de Concarneau sont scolarisés à Trégunc à l'école Diwan.
À la rentrée 2017, 96 élèves étaient scolarisés dans les filières bilingues publiques et catholiques (soit 6,7 % des enfants de la commune inscrits dans le primaire).

### Lieux et monuments

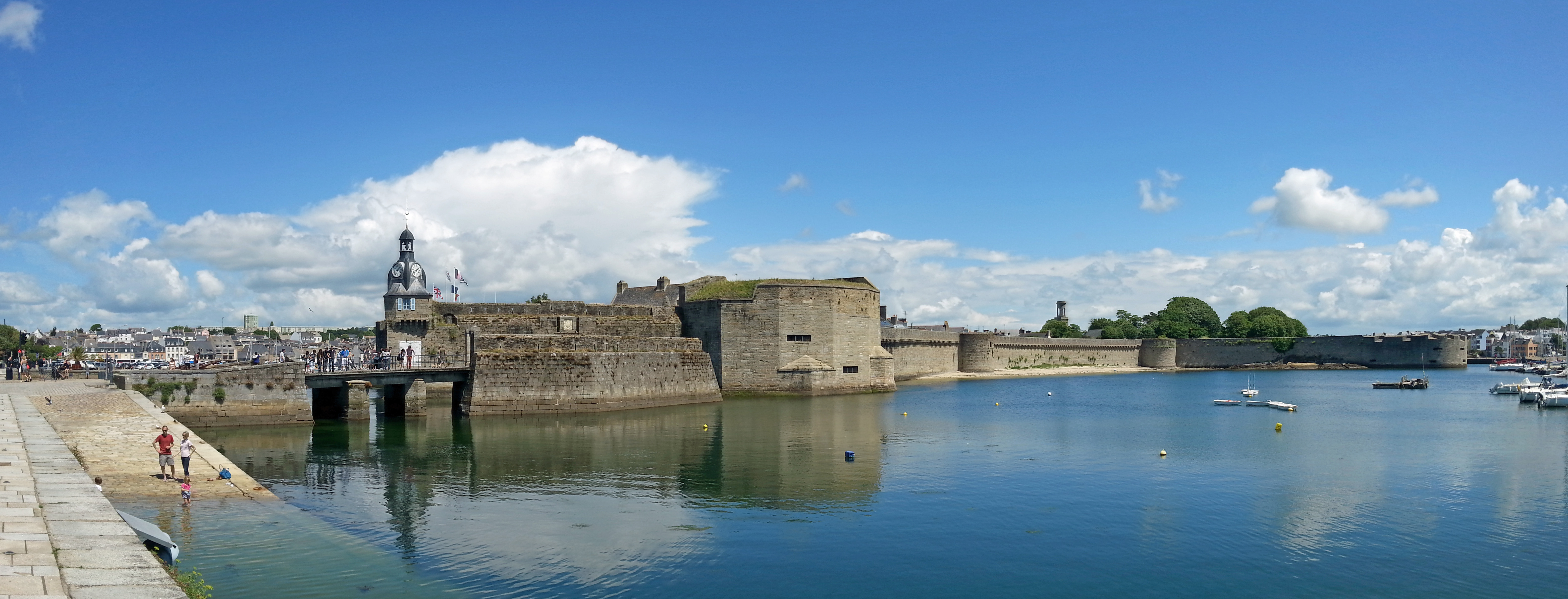
Ville Close de Concarneau. Les remparts vers l'ouest.

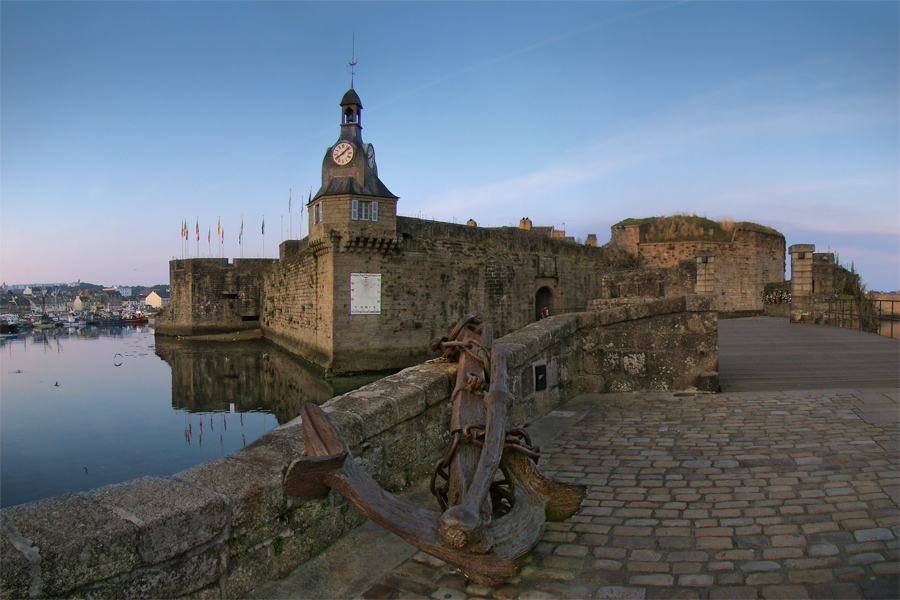
La Ville Close. Vue prise depuis l'accès.

Concarneau a reçu le label « Ville et Pays d'Art et d'Histoire » en 2002.
- La Ville Close de Concarneau est un îlot qui mesure 380 m dans sa plus grande longueur et 100 m dans sa largeur moyenne.

1. Les remparts. Ils sont en granit très épais et flanqués de tours. Construits entre 1541 et 1577, ils ont été modifiés par Vauban.
2. Le beffroi a été érigé en 1906 sur l'ancien poste de garde.
3. La maison du gouverneur du XVIIIe siècle.
4. L'ancienne chapelle de l'hôpital de la Trinité du XVe siècle.
5. La place Saint-Guénolé qui présente une belle fontaine aux crocodiles : celle-ci se trouvait sur la place d'Armes depuis 1855 avant d'être installée sur la place Saint-Guénolé un siècle plus tard.
6. La porte du Vin, ainsi appelée car les navires bordelais y déchargeaient leur vin et autres marchandises.
7. La porte du Passage, vaste brèche pratiquée dans la muraille en 1785.
8. Les maisons en granit de la rue Vauban. Elles ont un pignon de pierre, un rez-de-chaussée en échoppe, une cheminée latérale et au grenier une lucarne qui permettait l'aération des filets de pêche.
9. La chapelle du Rosaire ou du Portal date du XVe siècle. Sous l'Ancien Régime, la chapelle abritait les assemblées municipales. Elle fut transformée en caserne, puis en coopérative de patrons-pêcheurs. Maintenant, elle est intégrée au musée de la Pêche.
10. L'ancienne église Saint-Guénolé, qui était alors l'église paroissiale de Concarneau, a été édifiée en 1830, remplaçant une église antérieure datant du XVe siècle et qui menaçait ruine. Elle fut désaffectée en 1937 et transformée en hospice pour vieillards. Il ne reste que sa façade et son pignon-clocher dominé par une haute tour cylindrique[228].

- Le musée de la Pêche, dévoile les pratiques de l'activité maritime et présente une riche collection de bateaux (dont le chalutier Hémérica), d'objets du quotidien et de maquettes. Il a accueilli 42 480 visiteurs en 2019[229].
- Le Marinarium. C'est la vitrine du Station marine[230] (la Station marine de Concarneau fondée en 1859, par l'embryologiste Victor Coste a fêté ses 150 ans en 2011, ce qui en fait la plus ancienne au monde encore en activité). Il permet de découvrir l'importance des océans et leur extraordinaire biodiversité, l'univers du plancton, l'immense richesse du littoral, la protection et la gestion des ressources marines. Il abrite dans ses 10 grands aquarium (dont un grand bassin de 120 000 litres) une bonne partie de la faune locale : éponges, coraux, gorgones, turbots, raies, balistes… En 2003, le musée a accueilli 13 600 visiteurs. Il a plus de 15 000 visiteurs en 2014 et plus de 30 000 en 2019[229].
- La nouvelle église Saint-Guénolé. Elle a été consacrée en 1996 en remplacement de l'église Saint-Cœur-de-Marie rasée car celle-ci fut déclarée dangereuse après la tempête de 1987. L'édifice qui domine le quai Pierre-Guéguen est construit en béton ciré, zinc, métal et verre. Le porche est orné d'une mosaïque monumentales de Jean Bazaine.
- La chapelle Notre-Dame-de-Bon-Secours. C'est un édifice datant du XVIe siècle. La chapelle est construite face à la mer. Son clocher a été refait après l'ouragan de 1987. À l'extérieur, une stèle en forme de menhir commémore le souvenir des marins disparus en mer.
- Le château de Kériolet, construit au XIXe siècle par la princesse impériale russe Zénaïde Narischkine Youssoupouv pour son mari le comte Charles de Chauveau.
- Le manoir de Stang-al-Lin ou « château Rose ».
- Le manoir du Moros (XVe siècle) : son histoire est connue depuis 1477. Son propriétaire le plus connu fut Abraham Duquesne. Le fils de celui-ci n'ayant pas de descendant, le manoir fut acquis en 1728 par (Antoine Alexis Perier de Salvert), puis fut séquestré par les révolutionnaires en 1795, avant de connaître plusieurs propriétaires successifs tout au long du XIXe siècle dont à partir de 1865 la princesse russe Zénaïde Narischkine Youssoupov qui reconstruisit sur l'autre rive du Moros le château de Kériolet et dont le mari, le comte de Chauveau, transforma le manoir, y faisant construire notamment une tour et des balcons. Le manoir fut acquis le 2 juin 1893 par le colonel Hugot-Derville, qui possédait déjà le manoir du Bois au Passage-Lanriec. Depuis le manoir est resté la propriété de descendants de cette famille.

Le parc du manoir du Moros fut totalement dévasté par l'ouragan de 1987 ; il a été totalement redessiné et replanté depuis ; il présente notamment une belle collection de plantes de bruyères ; camélias, azalées, rhododendrons, hortensias...

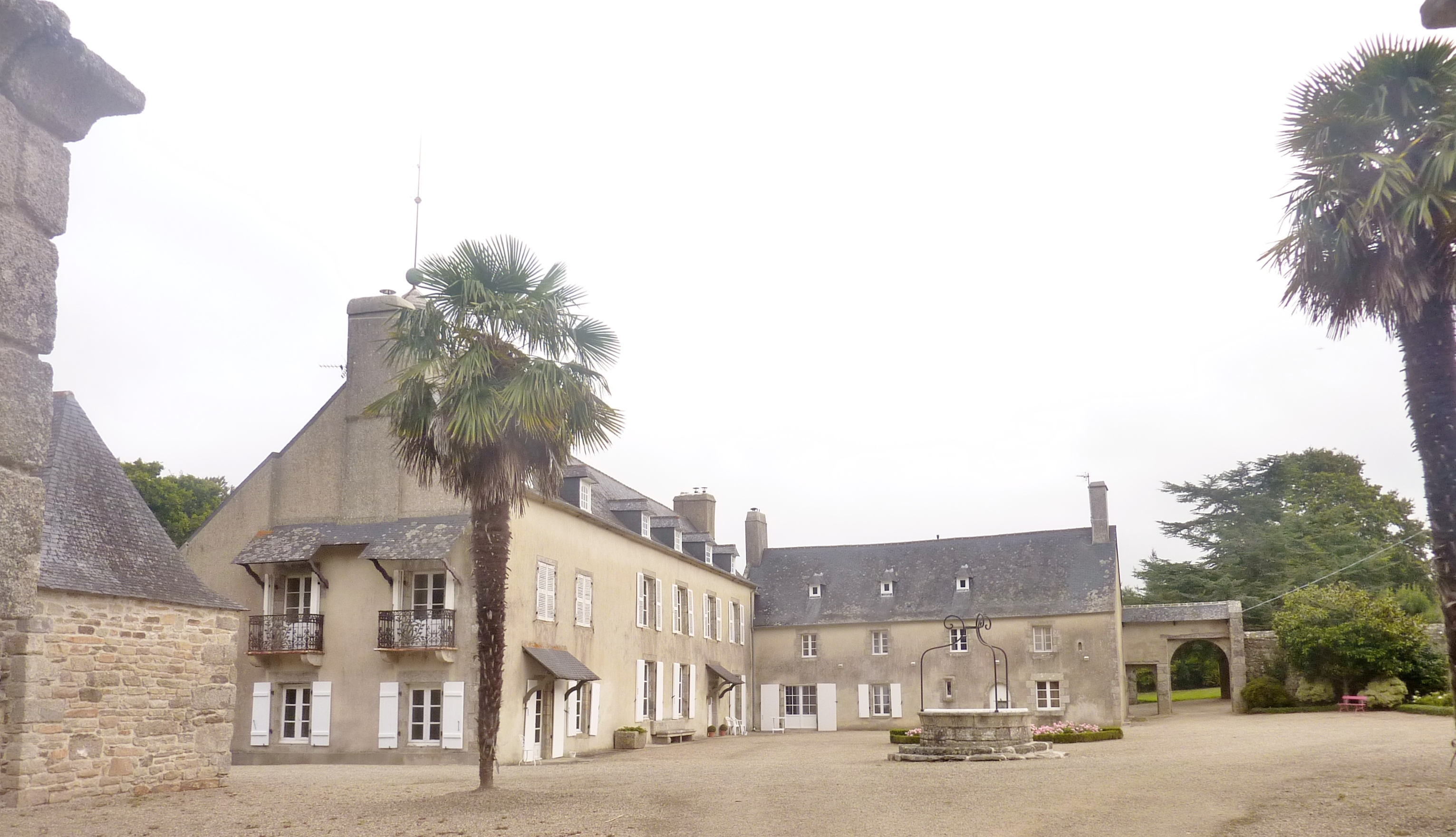
Le manoir du Moros et sa cour intérieure.
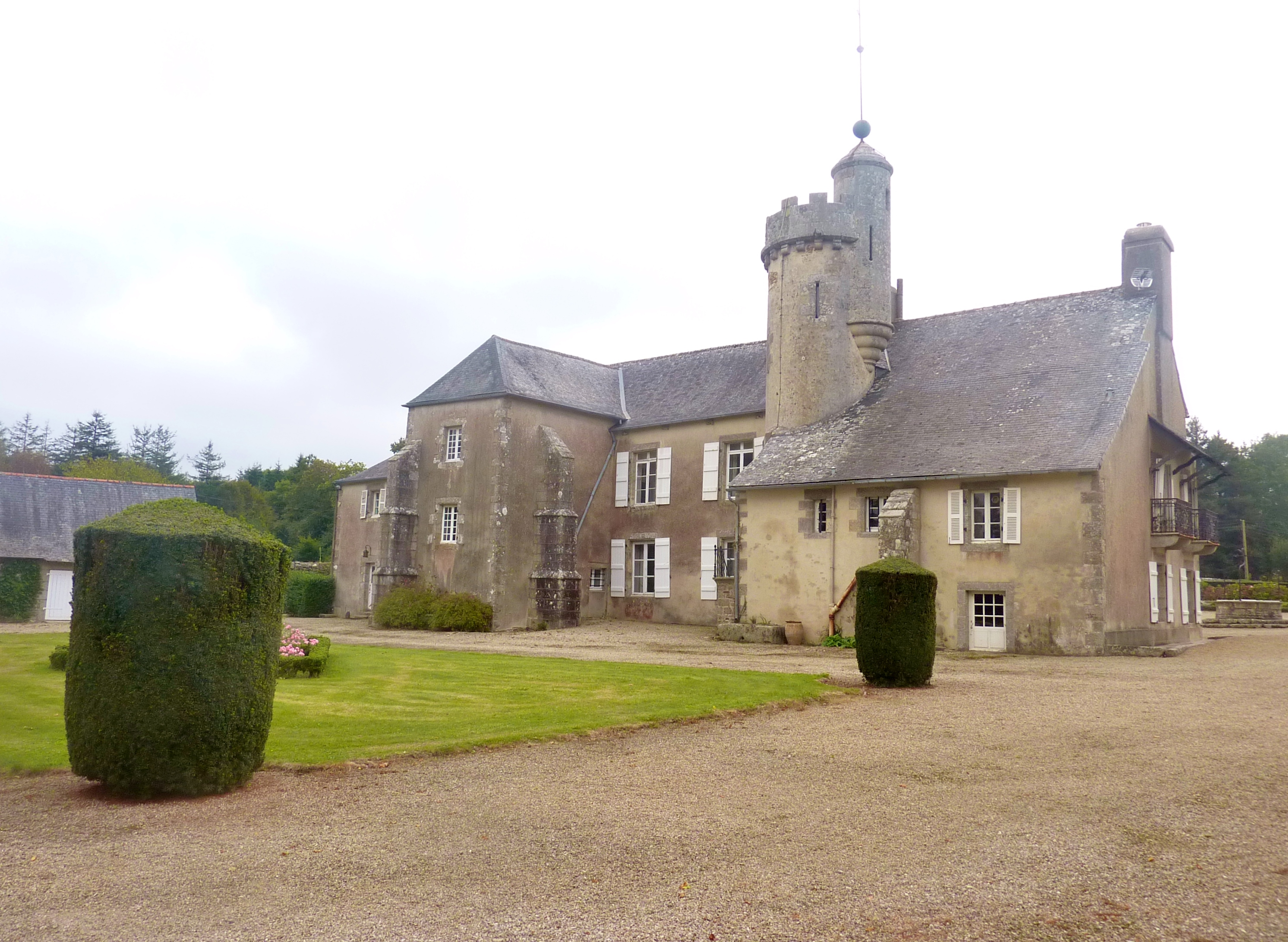
Le manoir du Moros : la façade orientale vue de la cour intérieure.
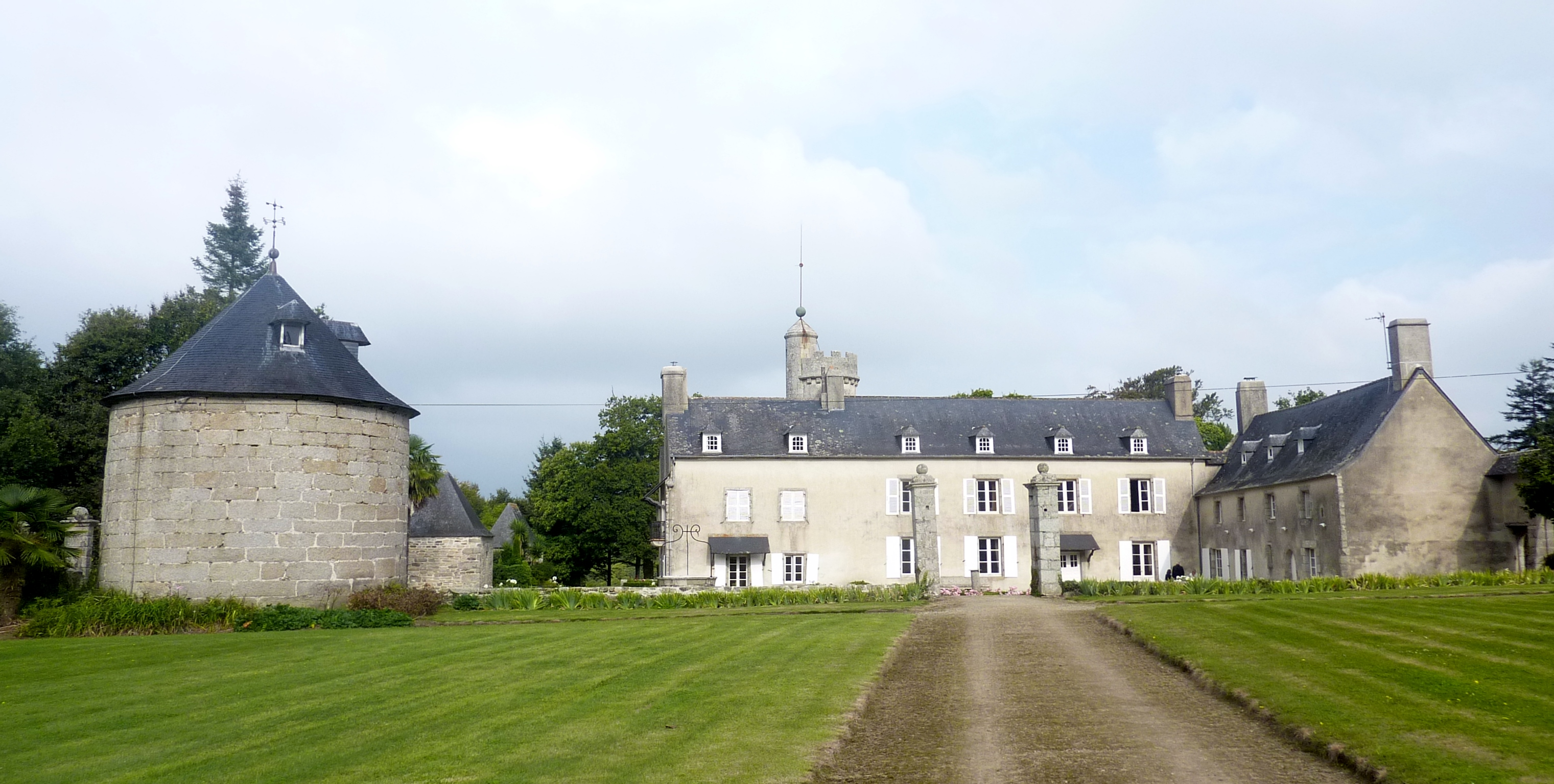
Le manoir du Moros : façade occidentale, côté Moros.
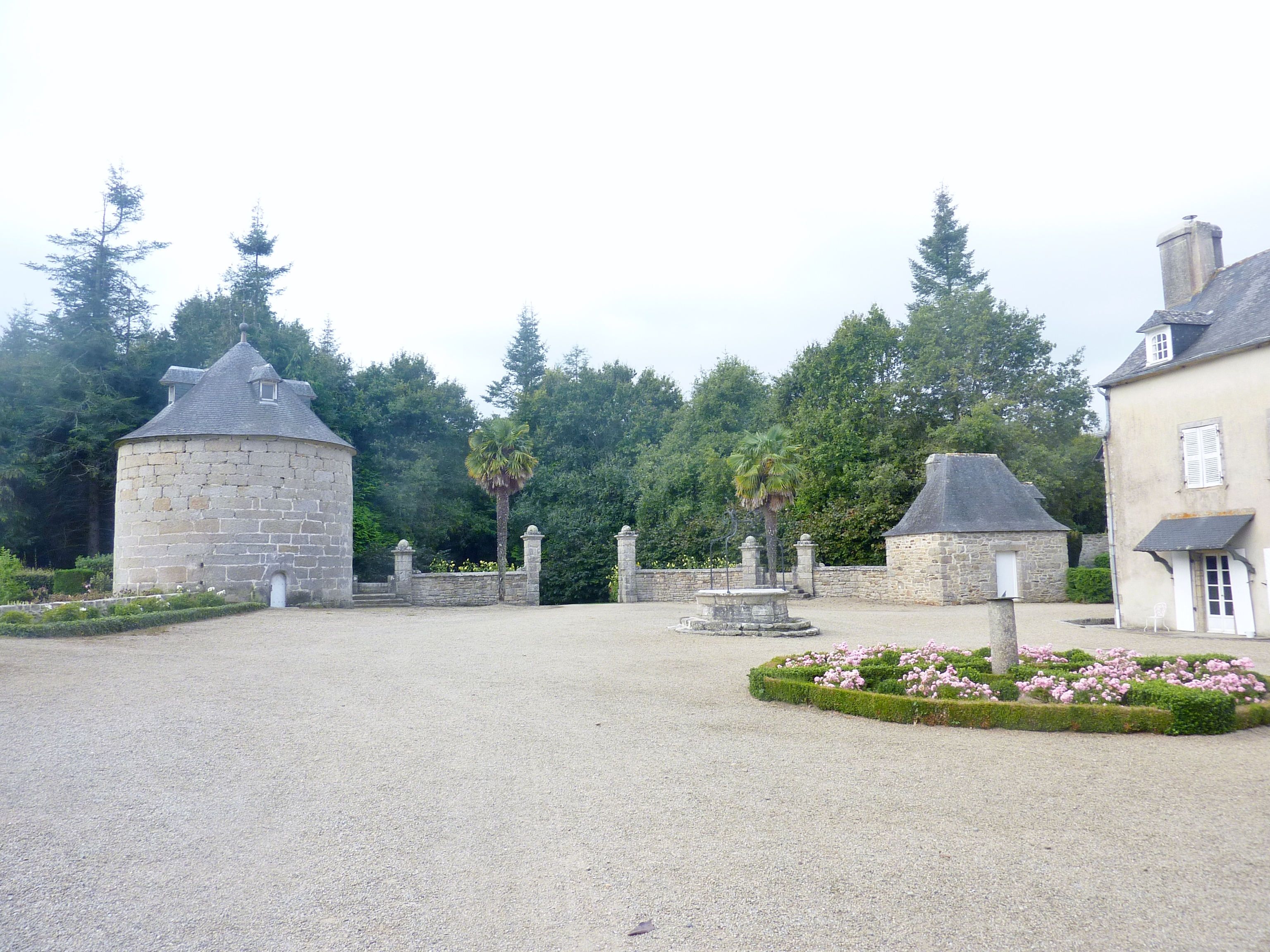
Le manoir du Moros et son pigeonnier.
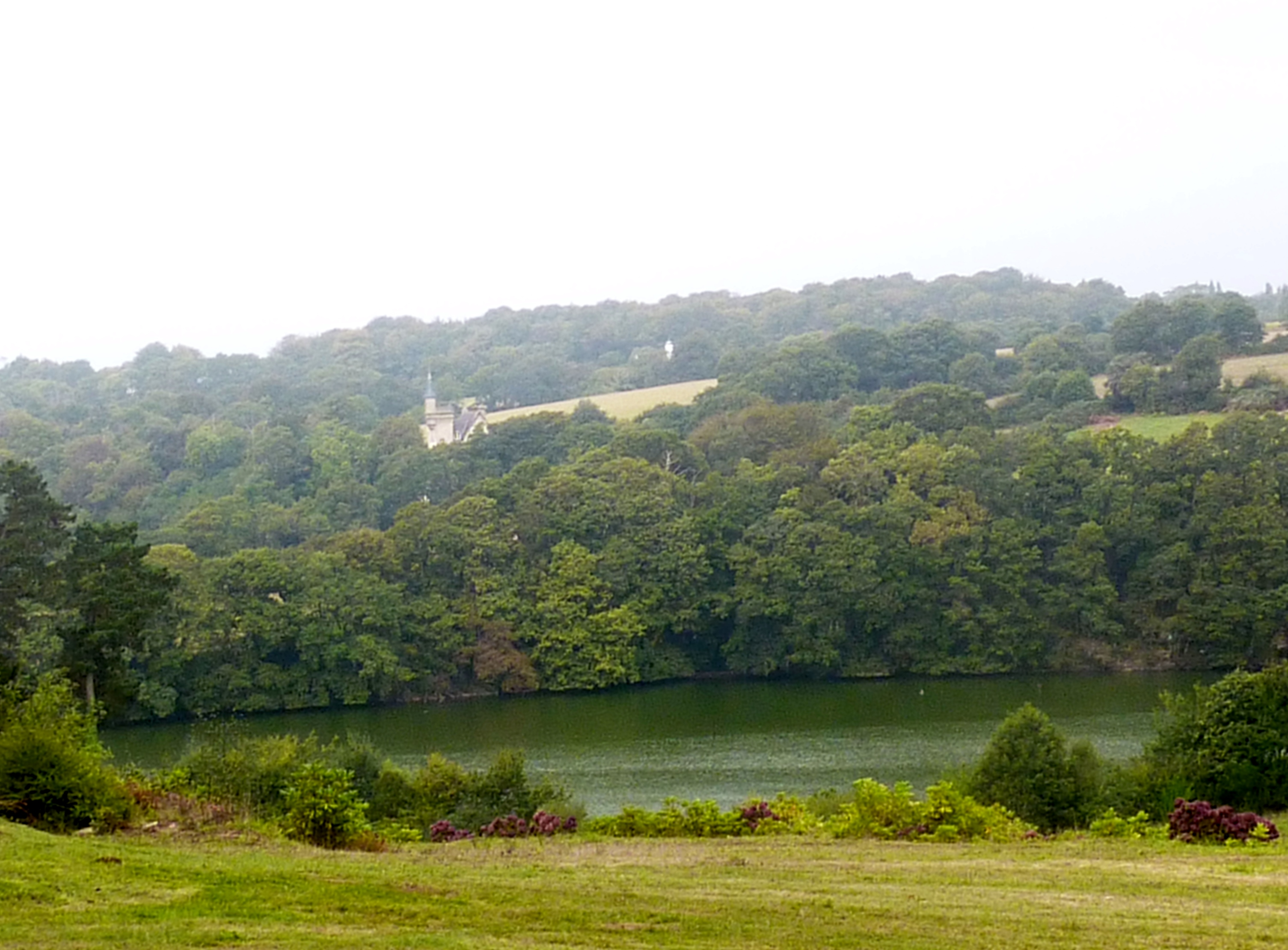
Le Moros vu depuis la terrasse du manoir du Moros.

- Le manoir du Porzou, construit à la fin du XIXe siècle par Ferdinand de Lonlay.
- La « Taverne des Korrigans », installée dans une ancienne maison construite en 1695 par Paul Chacun, avec sa façade triangulaire, fut probablement l'une des premières maisons construites face à la « Ville Close » et la seule à avoir été conservée. Elle doit pour partie sa célébrité aux fresques murales peintes par Robert Le Baccon en 1944-1945. L'endroit devint un lieu célèbre des nuits concarnoises, tenu longtemps par « Guitte », en fait Marguerite Guézennec, jusqu'en 1996[231].
- Le fort du Cabellou (XVIIIe siècle).

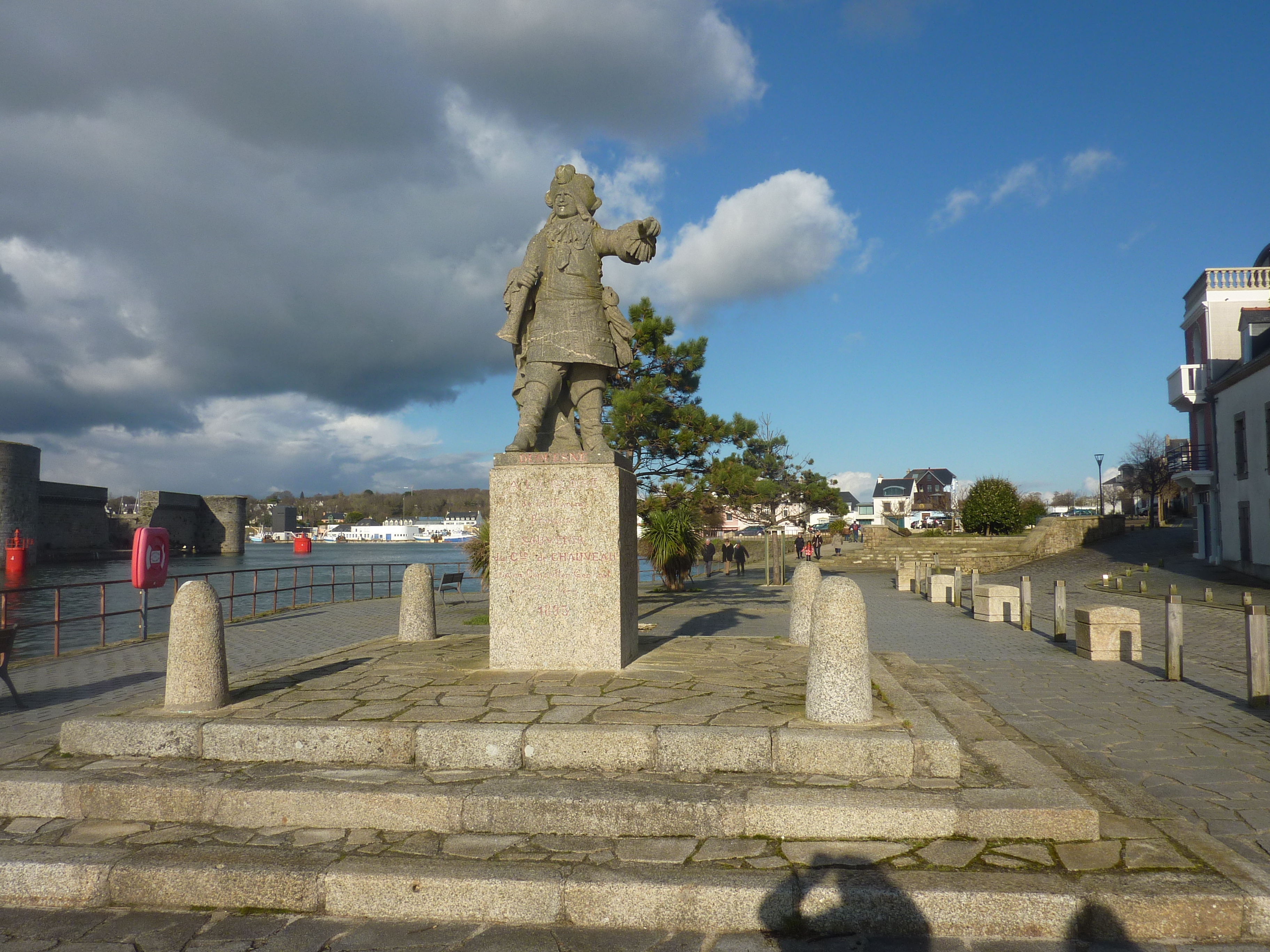
La statue d'Abraham Duquesne au Passage-Lanriec (par Yves Hernot fils).

- La statue d'Abraham Duquesne : cette statue fut commandée par le comte de Chauveau, conseiller général et époux de la princesse Zénaïde Narischkine Youssoupov, qui désirait la placer dans la cour d'honneur du château de Keriolet où celle-ci l'installe effectivement après le décès du comte de Chauveau survenu le 31 octobre 1889. Après la mort de la princesse, qui légua son château au département du Finistère, la statue fut déplacée au carrefour des routes de Trégunc et Melgven, situé près de la maison de garde du domaine du Moros. En 1964, la construction du grand pont du Moros nécessita à nouveau son déménagement à son emplacement actuel au Passage, face à la « Ville Close ».
- La tombe de l'abbé Félix Forvielle[Note 15], précepteur à Concarneau, qui mourut en 1890 à la suite d'une agression consécutive à une beuverie, fait l'objet d'une dévotion populaire de la part de ceux qui veulent mener à bien un projet. Mais certains préfèrent invoquer l'abbé Gossin[Note 16], ancien recteur de Concarneau, dont la tombe se trouve à proximité[232].

### Patrimoine maritime
- Le Marche Avec, une réplique d'un cotre sardinier concarnois en bois des années 1920, a été construit au début de la décennie 1990. Ce vieux gréement est devenu l'emblème de la ville, mais il nécessite en 2024 d'importants travaux de restauration au chantier des Charpentiers de Cornouaille, à Tréboul[233].

### Festival
- Le festival du roman policier « Le Chien jaune » a été créé en 1993 à Concarneau. L'édition 2023 s'est tenue en juillet.

### Personnalités liées à Concarneau
- Jean François Edme Le Paige de Bar, né le 28 juillet 1763 à Concarneau, chef chouan,
- Nicolas Bouchart, amiral de Bretagne,
- Marc Bourhis, instituteur, militant trotskiste, fusillé par les nazis à Châteaubriant,
- François Brigneau, journaliste et militant d'extrême droite,
- Guy Cotten, fondateur de la fabrique de vêtements marin qui porte son nom,
- Michel Desjoyeaux, navigateur de course à la voile,
- Gaston Delaparede (1905-1995), artiste peintre,
- Pascal Fouché (1956-), écrivain, éditeur et historien,
- Pierre Guéguin, maire de Concarneau, fusillé par les nazis,
- Stéphane Guivarc'h, footballeur, champion du monde 1998,
- Jean Kerhervé, universitaire et historien,
- Jean-Marie Le Bris, marin et aviateur français,
- Jean-Marie Martin né le 30 novembre 1922 à Concarneau, artiste peintre élève de Mathurin Méheut,
- Jean-Paul Ollivier, journaliste, historien,
- Louis Alexis de Perier de Salvert (1730-1803), né au manoir du Moros, officier de Marine, chevalier de Saint-Louis et membre de la Société des Cincinnati,
- Marc di Napoli, acteur et peintre,
- Alfred Guillou, peintre,
- Valérie Hermann, femme d'affaires française,
- Aubin Eyraud, ingénieur et mathématicien, y a vécu entre 1905 et 1907,
- Jean-Paul Thaéron, né à Concarneau, plasticien,
- Florian Guillou, coureur cycliste,
- Didier Deschamps dont l'épouse est concarnoise ; le couple dispose d'une maison de vacances sur la Corniche,
- Yann-Fañch Jacq, auteur bretonnant et éditeur.
- Claude Michel (née en 1936 à Reims, décédée en décembre 2023 à Concarneau), militante féministe et chanteuse engagée[234].

### Concarneau dans la littérature, le cinéma et la photographie
- Littérature

Le roman Le Chien jaune, paru en 1931 et rédigé par Georges Simenon, se déroule à Concarneau.
Jörg Bong (pseudonyme Jean-Luc Bannalec) a écrit le roman policier Bretonische Verhältnisse – Ein Fall für Kommissar Dupin (Un été à Pont-Aven) publié en 2012 et tiré à plus de 500 000 exemplaires qui a pour cadre Concarneau et Pont-Aven. Un téléfilm allemand tiré du roman est tourné au mois de septembre 2013 entre Concarneau et Pont-Aven.
- Cinéma

En 1952, le film de Raoul Walsh, La Belle Espionne avec Rock Hudson et Yvonne De Carlo est en partie tourné dans le bois du Porzou et sur les plages concarnoises. Des scènes de Si tous les gars du monde de Christian-Jaque sont également tournées en 1955 dans le port de Concarneau. En 1958, Pierre Schoendoerffer choisit aussi Concarneau pour mettre en scène certaines séquences du film Pêcheur d'Islande d'après le roman de Pierre Loti. On peut encore citer les films Tant d'amour perdu de 1958, Doucement les basses en 1971 et Lune froide en 1991 dont une partie du tournage s'est également déroulé à Concarneau.
L'action du film Le Chien Jaune d'après le roman de Georges Simenon, qui suit les aventures policières du commissaire Maigret, se déroule à Concarneau. De même, certaines scènes du film de Claude Chabrol, Les Fantômes du chapelier ont été tournées à Concarneau en 1982. Le roman de Simenon Les Demoiselles de Concarneau a pour cadre le Passage-Lanriec.
Les séquences se déroulant dans la conserverie du film Les Seigneurs ont été tournées en juillet 2011 à la conserverie concarnoise, Gonidec - Les Mouettes d'Arvor.
- Photographies

Germain Le Merdy a entrepris la restauration et la numérisation de 500 photographies sur plaques de verre et plus de 10 000 négatifs laissés par son grand-père et son père (tous deux dénommés Louis Le Merdy), photographes à Concarneau.